# История Санкт-Петербурга второй половины XIX — начала XX века

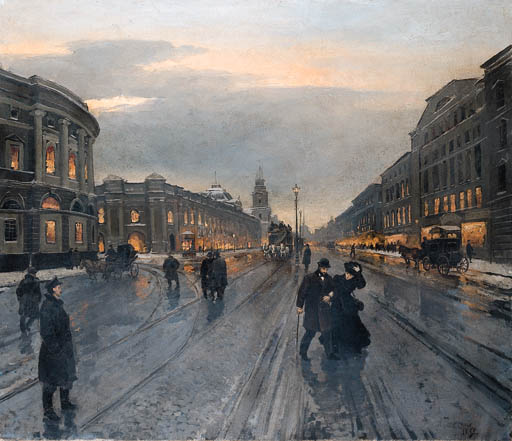
Вид на Невский проспект, Бегров, 1882 год

История Санкт-Петербурга второй половины XIX — начала XX веков — охватывает историю города 1855 по 1917 года, в периоды правления Александра II, Александра III и Николая II вплоть до Октябрьской революции. Данный период характеризуется развитием капитализма в Российской империи, начатого реформами Александра II и отменой крепостного права. Последние 60 лет существования империи пришлись на беспрецедентный расцвет северной столицы, но и вместе с тем общественные потрясения, вызванные формированием индустриального общества. За этот период население города выросло почти в пять раз, достигнув к 1914 году более двух миллионов человек и сделав Петербург одним из самых густонаселённых городов в мире в тот период. На границе города строились многочисленные фабрики, превратив Петербург в промышленный центр России. Данному периоду также ближе всего сооветсвует прекрасная эпоха (фр. (La) Belle Époque) в европейской истории.
Петербург стремительно разрастался и застраивался доходными домами. Главными архитектурными стилями были эклектика и романтизм, позже модерн. В тот период был сформирован современный исторический облик города. Под влиянием прекрасной эпохи, происходившей в Европе, в Петербурге происходил расцвет литературы и русского балета, которые приобрели всемирно известную славу. В Петербурге из высших сословий формировался городской класс и движущая сила в городской культуре, однако большая часть населения состояла из бедных выходцев из деревень, многие из которых шли работать на фабрики. Дореволюционный Петербург начала XX века являл собой город ярких контрастов, где блеск соседствовал с нищетой, фешенебельные магазины с ресторанами — с рынками и кабаками, богатые аристократы — с нищими.
Город столкнулся с беспрецедентным приростом рабочего населения и оказался не способен обеспечить рабочих социальной и жилищной инфраструктурой. Среди населения назревал спрос на либерализацию, улучшение гражданских прав прежде всего рабочих и ослабление самодержавия, однако власти до позднего периода противились реформам. Ситуация улучшилась после революции в 1905—1907, однако вспыхнувшая Первая мировая война спровоцировала тяжёлый кризис в городе, который послужил катализатором Февральской и затем Октябрьской революции.

## История
Александр II взошёл на трон в кризисный период, когда Россия проиграла Крымскую войну и Российская империя сильно отставала в развитии от европейских держав. Для решения этих проблем Александр претворил военную, судебную, экономическую, и другие реформы и отменил крепостное право. В день отмены множество людей вышли на площади города и в храмы, горожане ликовали. Император был убит на том месте, где в его честь потом возвели храм Спас на Крови. Преемник Александра II — Александр III был консервативнее отца и затормозил претворение его реформ, вёл жесткую борьбу с противниками самодержавия. Тем не менее в период его правления в Петербурге шло бурное развитие капиталисткой экономики.

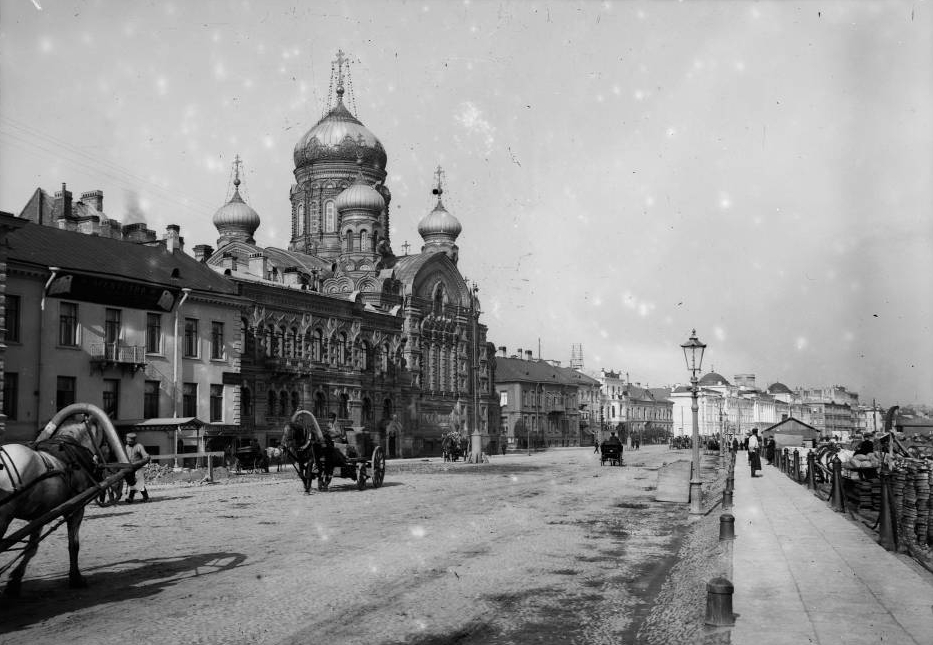
Вид на Николаевскую набережную

Взошедший на престол в 1894 году Николай II в истории России стал последним императором, вместе с Николаем и его семьёй после расстрела большевиками была прервана императорская династия. Николай был нерешителен и попадал под влияние других. Последний царь, в отличие от своих предшественников, предпочитал жить в Александровском дворце в Царском Селе, вместо Зимнего дворца. На его правление пришлась серия трагических периодов в истории Петербурга, итогом которой стала Октябрьская революция и гражданская война.

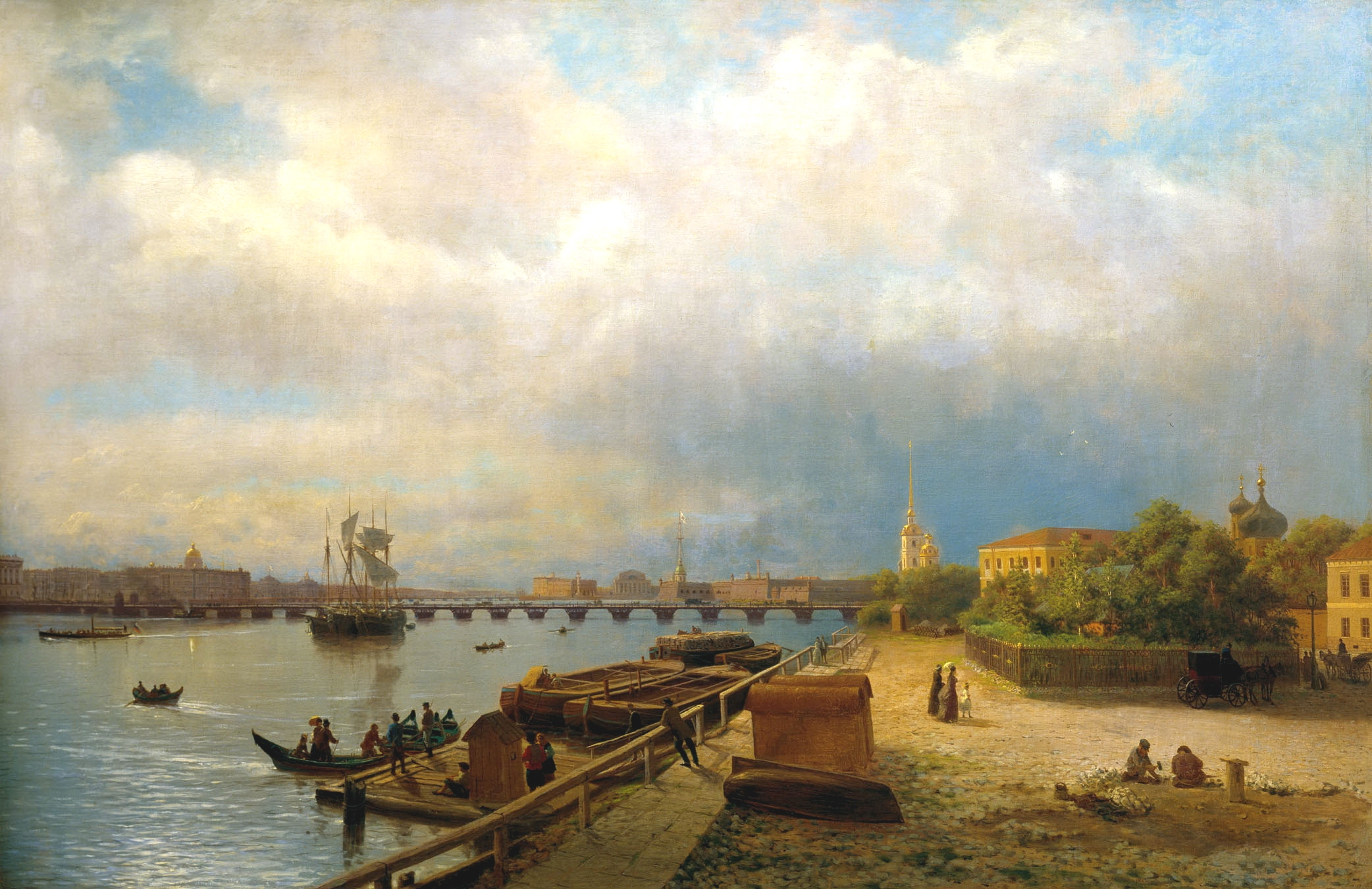
Вид на Неву и Петропавловскую набережную с домиком Петра I, 1859 год

Санкт-Петербург в период с конца XIX и начала XX веков претерпел значительные преобразования, развивавшись в условиях капитализма и отменённого крепостного права. Город стремительно рос и уплотнялся, в этот период сформировалась ткань исторического центра в её современном виде. Были частично застроены Петербургский и Васильевский острова. Город раздвигал границы за пределы Обводного канала, на его окраинах формировался серый пояс, состоявшей из многочисленных заводов. В Петербурге шёл стремительный рост населения. За 56 лет оно выросло почти в четыре с половиной раза. Вместе с отменой крепостного права многочисленные крестьяне получили возможность переселяться и устремились в города, прежде всего Петербург, пополняя бедное городское населения или рабочий класс, работавший на фабриках. В условиях перенаселённости начал меняться облик города, 1 — 3-х этажная постройка смешанного каменно-деревянного типа сменялась 5-и и 6-и этажными доходными домами, внутренние дворы также застраивались флигелями, образуя дворы-колодцы. Преобладавший в середине XIX века классицистский ансамбль был разбавлен зданиями в стиле эклектики и затем модерна. Почти всё население города, в том числе и высшие сословия, жили в квартирах доходных домов. Лучшие квартиры располагались на втором и третьем этажах, сверху, снизу и во внутренних флигелях селилась городская беднота. Бедные горожане и рабочие жили в стеснённых условиях. Часто они снимали отдельные углы, и в одной комнате могли жить по несколько семей. Летом горожане массово покидали города и переезжали на дачи. Проблемы с недостатком жилой площади к началу XX века ощутила на себе большая часть городского населения.

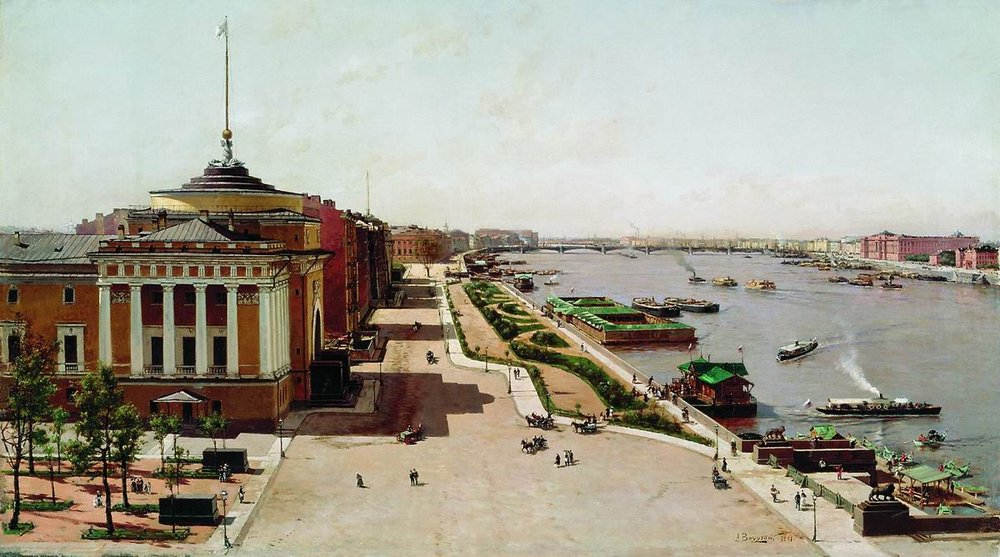
Вид на Неву от Зимнего дворца, 1881 год

В городе развивался общественный транспорт, хотя и оставался недоступным значительной части горожан. В Петербурге работала конка, которая позже была заменена трамваем, развивалась железная дорога, были построены и расширены имевшиеся железнодорожные станции. В городе строились постоянные мосты через Неву, чтобы улучшить сообщение между островами. Неудовлетворительная санитарная обстановка была одной из главных проблем города. В Петербурге в 1860-е годы заработала первая крупная водопроводная станция, снабжавшая центральные районы города водой.

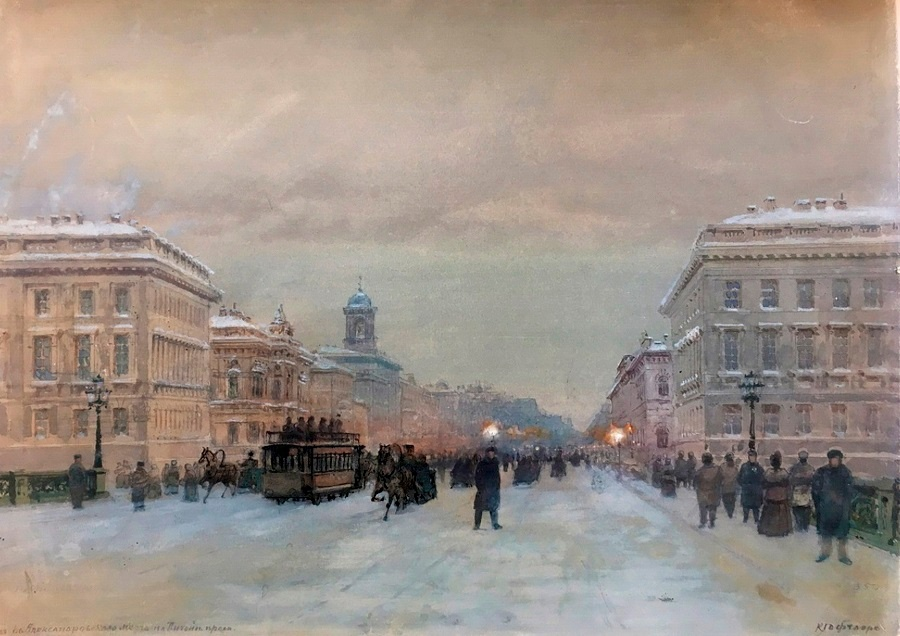
Карл Гефтлер. Вид с Литейного моста на Литейный проспект. 1880 год

Городское население состояло из разных сословий, самыми привилегированными были дворяне. Небольшой круг самых богатых дворян составлял правящий класс во главе с императорской семьёй. В Петербурге сформировалось городское сословие или интеллигенция, состоявшая из обедневших дворян, чиновников, почётных граждан, богатых мещан и купцов. Если в начале XIX века вышеописанные группы составляли обособленные сословия, то к началу XX века происходила сословная диффузия и вышеописанные группы постепенно формировались в единое городское население среднего класса. В условиях капитализма в Петербурге формировался новый разбогатевший класс буржуазии — владельцы фабрик, банков, разбогатевшие купцы. Однако дворяне вплоть до 1910-х годов не допускали их к политической жизни. Основная часть населения состояла из бедных горожан, занимавшихся мелкой торговлей или ремеслом. Отдельный класс формировали многочисленные рабочие фабрик — пролетариат и зачастую страдавшие от тяжёлых рабочих условий труда. Образованные рабочие или дети рабочих становились движущей силой в формировании революционных движений.
На конец XIX и начало XX веков пришёлся расцвет художественной культуры, театра и литературы. В городе проживало множество знаменитых литераторов эпохи — Тургенев, Гончаров, Тютчев, Некрасов, Салтыков-Щедрин, Достоевский и другие. Шёл расцвет театра, русского балета. Либретто Мариуса Петипа, композитора Римского-Корсакова — «Щелкунчик», «Спящая красавица» и «Лебединое озеро» приобрели мировую славу. Самым популярным, но и не признанным в академических кругах художественным направлением был реализм. Для публики открывалось множество общественных заведений, в городе работали разнообразные рестораны, кафе, трактиры. Состоятельные горожане начали увлекаться спортом, появлялись спортивные кружки, соревнования, была создана футбольная команда «Мурзинка». В городе шло активное развитие всеобщего образования. Почти все дети в Петербурге накануне революции были грамотными. Открывались технические вузы, от куда выходили инженеры и в которых нуждались фабрики.

### После 1905 года

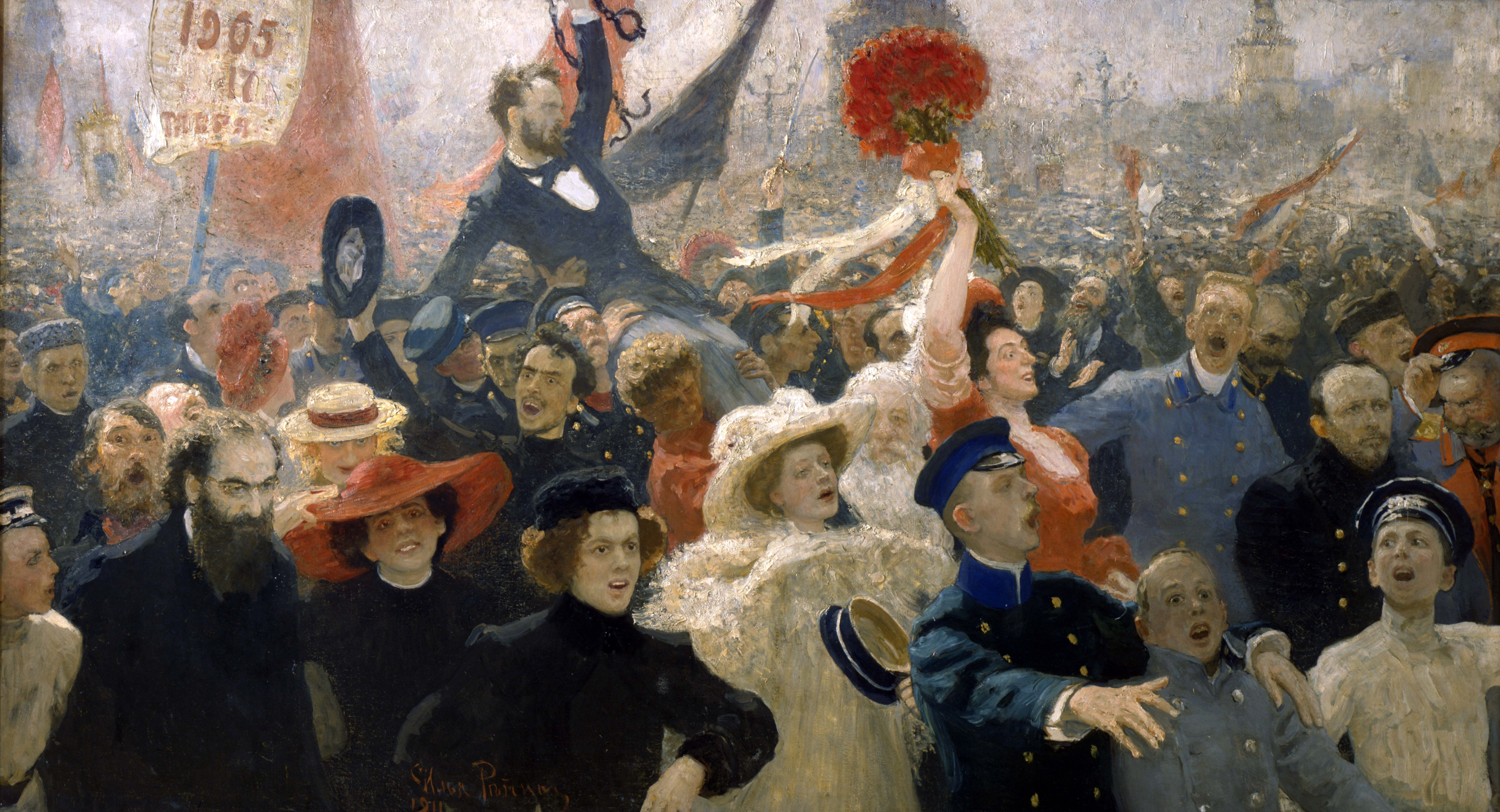
Илья Репин. 17 Октября 1905 года

Первым звеном в начале краха Российской империи стала проигранная русско-японская война. Это поражение подорвало международный авторитет страны и уверенность народа в состоятельности власти. В январе 1905 года рабочими вначале Путиловского завода, а затем других петербургских предприятий, были устроены массовые забастовки. Протестовавшие требовали улучшения условий труда. 9 января по толпе, двинувшейся к Зимнему дворцу царские войска открыли огонь, бастовавших разгоняли и обстреливали и в других частях города. Эти события послужили главным катализатором массовых протестных выступлений горожан, недовольных существующим уровнем гражданских свобод и в результате которых в 1907 году была совершена первая революция, в ходе которой была учреждена Государственная Дума, ослаблена политическая цензура, к политической жизни была допущена буржуазия, было улучшено положение рабочих и было разрешено создавать профсоюзы. Однако вскоре власть начала сопротивляться принятым реформам, городская дума была два раза распущена, чтобы в итоге до минимума сократить в ней левых и сделать проправительственной. 

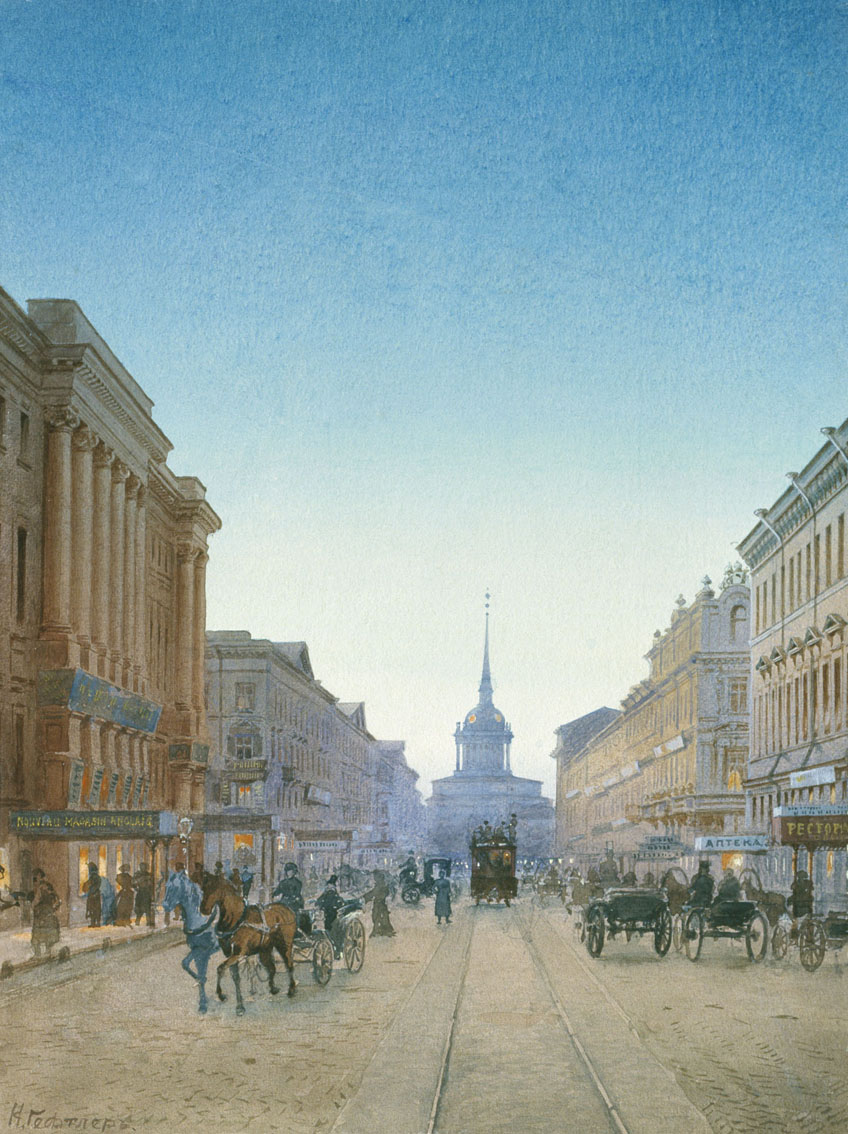
Карл Гефтлер. Вид Невского проспекта и Адмиралтейства

Следующим звеном в процессе краха режима стала вспыхнувшая Первая мировая война, спровоцировавшая кризис и всплеск националистических, антизападных настроений, на фоне которых Петербург в 1914 году был переименован в Петроград. Война обнажила множество государственных проблем, неэффективное управление армией и проблемы с коррупцией, например часть денег на артиллерию уходило на дорогие подарки фаворитке императора Матильде Кшесинской.

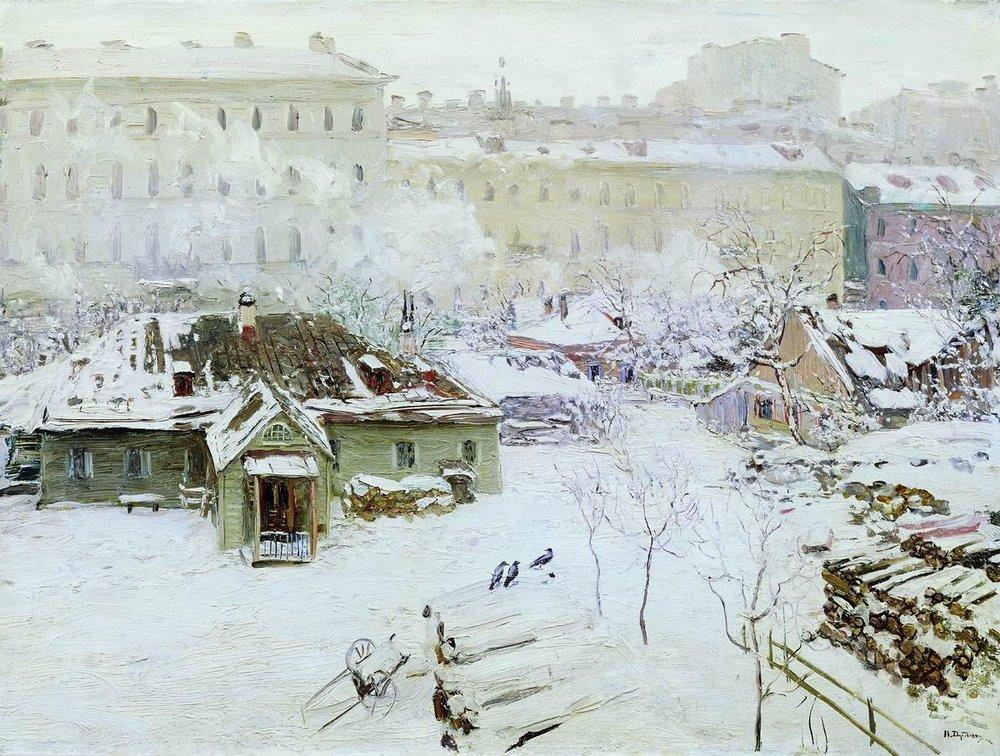
Район с деревянной постройкой, Дубовский, 1910 год

Городу угрожал массовый голод, c прилавков исчезала еда, многие семья потеряли на войне своих мужей и сыновей. В условиях кризиса и лишений в ходе войны антиправительственные настроения были настолько сильны, что горожане в феврале 1917 года устроили масштабную забастовку, из-за которой остановились все петербургские заводы. Протестовавшие требовали прекращения участия в войне и обеспечения населения продовольствием. Правительственные войска начали стрелять по протестовавшим, в городе начался хаос, многие солдаты присоединялись к протестовавшим. По итогам Февральской революции Николай II отрёкся от престола, передав бразды правления своему брату Михаилу, но тот тоже отрёкся от власти. В России была объявлена республика, государственная дума сформировала временное правительство. Тем не менее в городе сформировались другие органы управления — Петроградский Совет рабочих и солдатских депутатов, городская Дума и управа, районные Думы, управы и Советы. Все они, представлявшие партии с зачастую диаметрально противоположными взглядами, не могли договориться и в городе царил беспорядок. Временное правительство не сумело взять под контроль кризисную ситуацию, вызванную революцией и продолжавшейся Первой мировой войной. В итоге оно было свергнуто большевиками, устроившими Октябрьскую революцию. Царская семья была расстреляна и началась гражданская война, в ходе которой находившийся под контролем рабоче-крестьянской красной армии Петроград оборонялся от армии русского государства. Город оказался опустошён и начал своё восстановление уже при новом советском режиме.

## Город

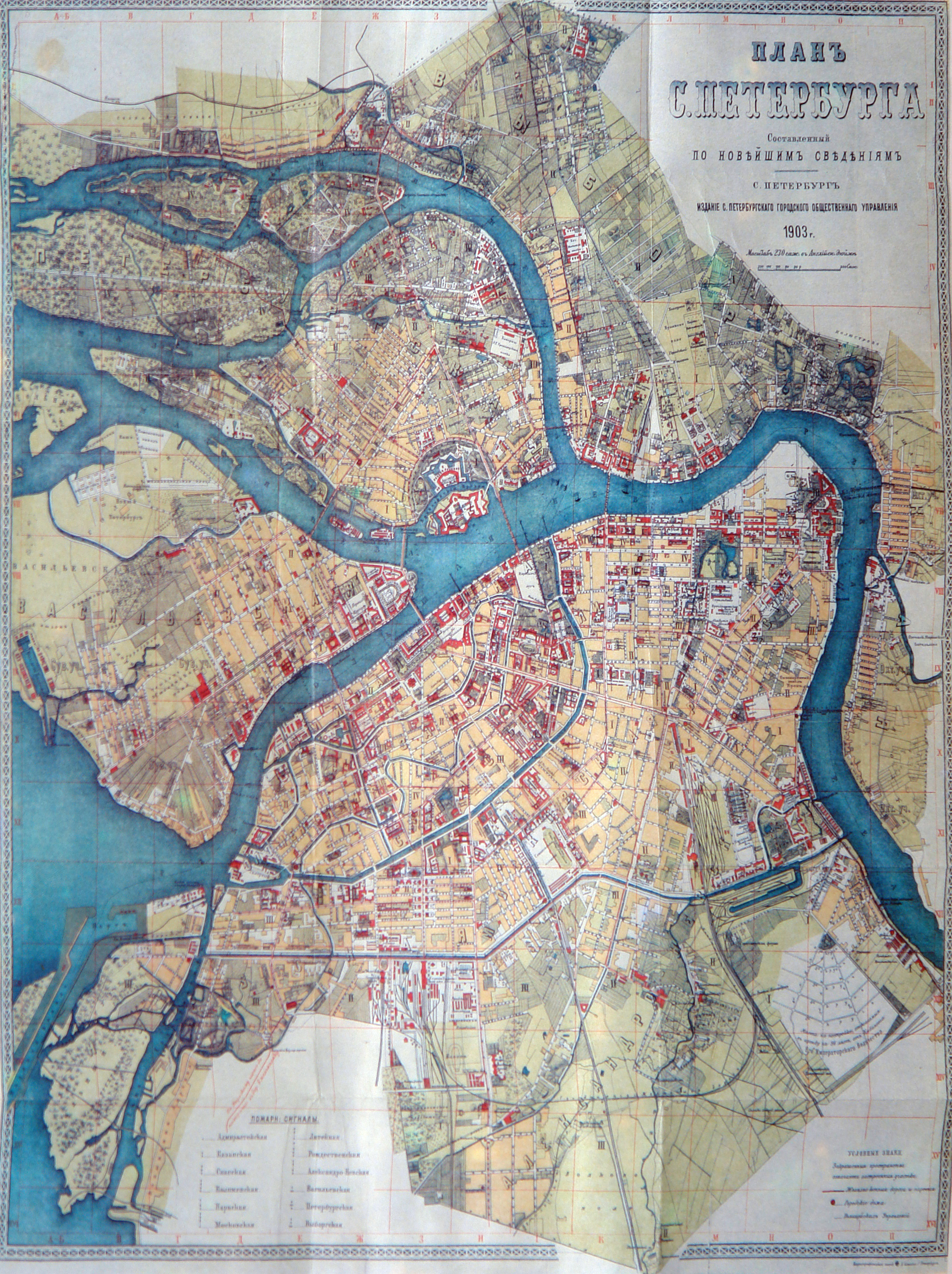
Карта Санкт-Петербурга 1903 года

По меркам конца XIX века Санкт-Петербург был чрезвычайно крупным городом. Фешенебельный городской центр вступал в яркий контраст с трущобными рабочими районами. Если до середины XIX века город располагался прежде всего на южной части от Невы, а Петербургская сторона оставалась загородом, то на рубеже XIX и XX веков город начал разрастаться на север, вверх по течению Невы и по правому берегу Большой Невки. Доходными домами стремительно застраивался Васильевский и Петроградский острова. Появились такие улицы, как например Бестужевская и Брюсовская, Меншиковский и Шафировский проспекты. На рубеже веков был построен Троицкий мост, объединивший Петербургскую сторону с центром, после чего Каменноостровский проспект превратился в парадную магистраль. Лахта, Новая Деревня, Коломяги, Красное Село, Лигово, Автово, Рыбацкое, Пороховые, Гражданка, Лесной, Шувалово оставались загородными посёлками.

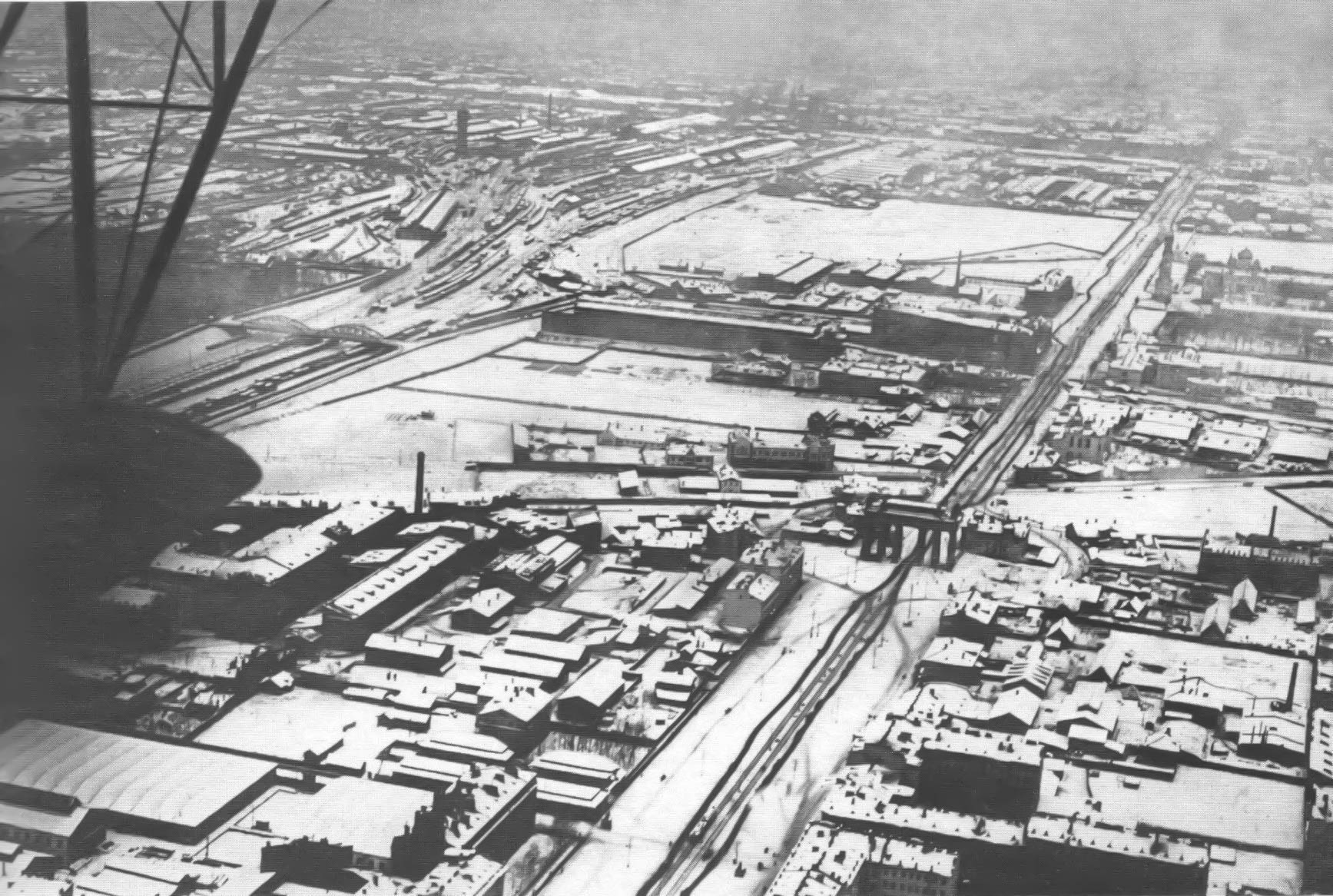
Вид на Забалканский (Московский) проспект c птичьего полёта, 1915 год. Посередине видны Московские триумфальные ворота

Интенсивное строительство велось по берегам Обводного канала, где появлялись промышленные предприятия и вокзалы. Территории за Обводным каналом, в гавани Васильевского острова, на Охте и Полюстрово сформировались, как городские окраины, где жили преимущественно заводские, рабочие и нищие. Обширной промышленной территорией с рабочими бараками была Нарвская застава с главной достопримечательностью в виде Триумфальной арки и чьё население сыграло важную роль в революционных событиях начала XX века. Забалканский (ныне Московский) проспект сформировался, как основное место скотопрогона к бойням, находившимся на пересечении с обводным каналом.
Улицы рабочих окраин помимо кварталов с заводами были застроены небольшими деревянными зданиями с извозчичьими дворами, там были грязные дворы и почти отсутствовало благоустройство. Сам Обводной канал стал условной границей, где заканчивалась городская среда.
Многие главные улицы города — Невский проспект с отходящими от него Надеждинской, Николаевской, Пушкинской и прочими улицами, а также Литейный проспект с улицами (Бассейная, Кирочная, Захарьевская и другие) приобрели современный облик. Они вместе с набережными Невы и Мойки считались центром города.  Большая Морская улица считалась самой престижной в городе, но центром городской жизни оставался Невский проспект.

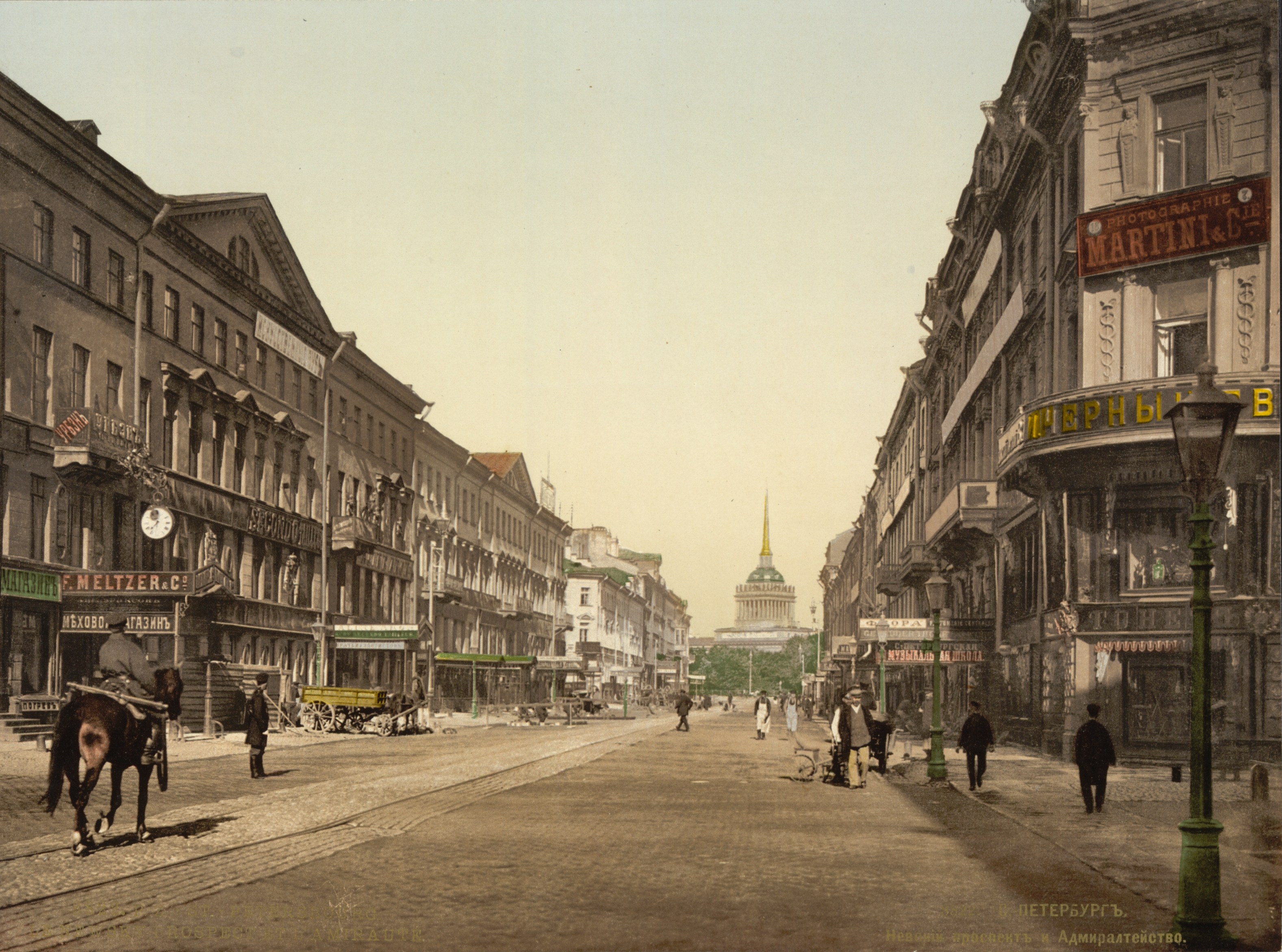
Невский проспект и Адмиралтейство, между 1890 и 1905 годами

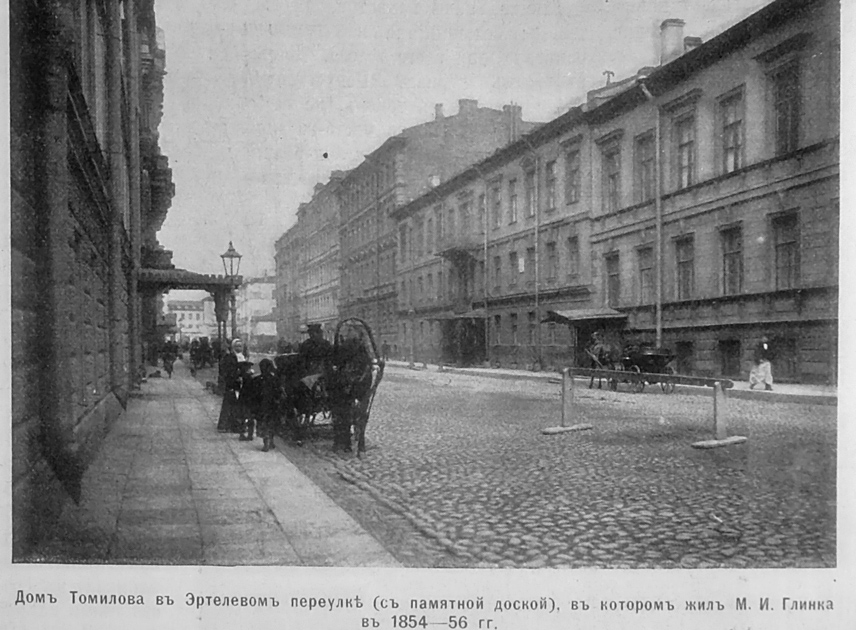
Дом Томилова в Эртелевом переулке, 1904 год.

На Невском располагались многочисленные рестораны, кафе, магазины, банки, конторы. Представители разных сословий посещали улицу в разное время. Утром на работу спешили торговцы и приказчики, далее магазины посещали модницы, к полудню разъезжали дельцы к торговым биржам, после полудня на проспекте гуляла золотая молодежь, которая к вечеру отдыхала в ресторанах, затем через невский домой устремлялись уставшие после работы люди. Вечером многочисленная публика устремлялась в рестораны и театры. Ближе к полуночи на главной улице начинали гулять секс-работницы. Садовая улица выступала важнейшей торговой и деловой осью в городе. Важным торговым центром являлся Литейный проспект, к которому примыкали особняки богатых родов. На Сергиевской, Кирочной и Захарьевской улице располагались богатые особняки. На Вознесенском проспекте и Гороховой улице располагалось множество трактиров.
Царское село с царской резиденцией в начале XX века представляла собой закрытый городок, окружённый особняками, церквями и парками. Оно было благоустроенно, оборудовано водопроводом, канализацией с биологической очисткой и мусоросжигательной станцией. Улицы царского села были освещены электрическими фонарями. Современники отмечали, что Царское Село оставляло впечатление сказочного городка, но обнесённого решёткой и закрытого для публики. Также особой благоустроенностью отличался Кронштадт, где были ухоженные и чистые улицы, на которых были установлены урны, чего ещё не было в материковом городе, а сады и парки украшались цветами и кустами. Кронштадт впечатлял своими красивыми мостовыми, в том числе и улица, вымощенная чугунными торцами. Значительная часть населения Кронштадта состояла из матросов и военных.

### Градостроительство
Вторая половина XIX и начало XX века в условиях развития капитализма и стремительного роста населения сопровождалась массовым строительством в Санкт-Петербурге, разрастанием границ города и уплотнением городских районов. В этот период был сформирован современный облик исторического центра. За данный период было построено 70 % зданий в историческом центре и основанная доля дореволюционных заводских корпусов на Нарвской, Невской и Выборгской частях города. Современники отмечали, что город был похож на большую стройку. В условиях уплотнения городской застройки в центре города исчезли последние пустыри. Самый интенсивный этап строительства пришёлся на начало XX века, тогда шёл процесс массового уничтожения деревянного фонда, который был частью городского ландшафта предыдущие 200 лет.

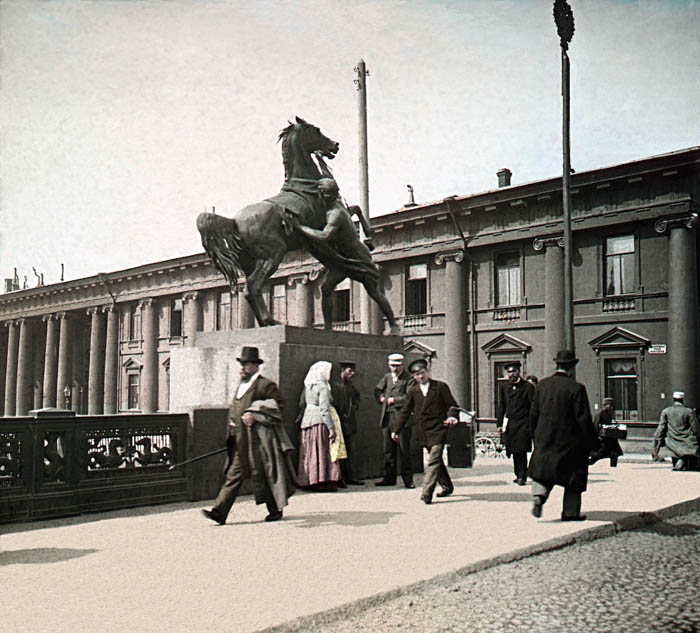
Люди гуляют по Аничкому мосту, 1896

Если с момента основания города, облик городских улиц задавали в основном двухэтажные особняки именитых горожан и деревянные постройки дальше от центра, то начиная с конца XIX века город начал массово застраиваться доходными домами высотой в 5 — 6 этажей. Городской ландшафт стремительно преобразовывался, повышалась этажность и плотность городского населения. Там, где ещё до недавнего располагались улицы, внешне мало отличавшиеся от улиц малых уездных городов или деревянные лачуги, появлялись кварталы с каменной высокоэтажной постройкой. Облик новых кварталов помимо доходных домов формировали общественные здания — банки, вокзалы, общественные бани, предприятия, электростанции, водопроводные станции и т.д. В начале XX века был отменён запрет строить здания выше Зимнего дворца, что привело к резкому росту этажности построек. В Петербурге была нарушена градостроительная традиция, согласно которой высота зданий зависела от ширины прилегавшей к ним улицы. В итоге многие изначально широкие улицы приобретали вид каменных коридоров.

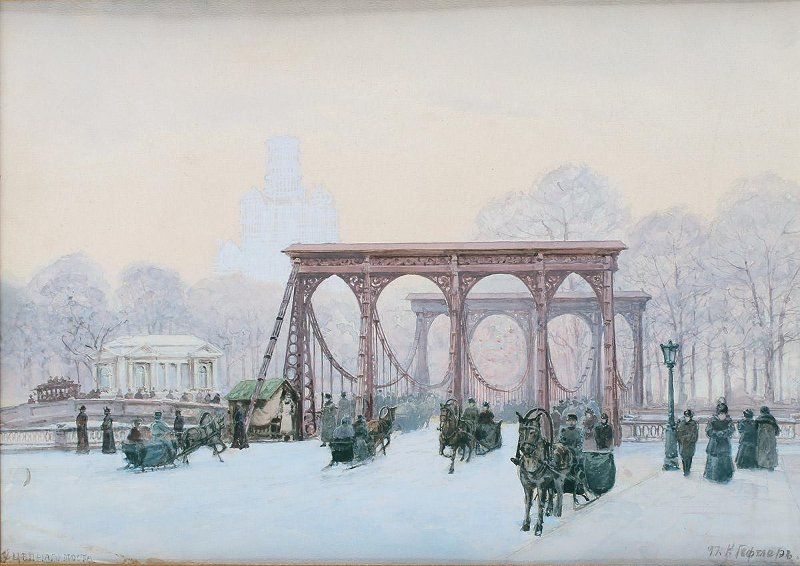
Цепной мост в Петербурге. 1897

В начале XX века начали застраивать территории Петербургской с Выборгской сторон, вытесняя от туда одноэтажные деревянные дома, эти ещё до недавнего времени загородные территории приобретали облик центральных районов.
В 1880-х годах доля каменных зданий, по данным переписи населения, впервые в истории города начала превышать количество деревянных. В городе располагалось 11169 каменных, 10232 деревянных и 786 домов смешанного типа. По состоянию на 1893 год ежегодно строилось в среднем 260 каменных и 220 деревянных зданий. Каменные дома также были крупнее и поэтому уже тогда только каждый пятый горожанин жил в деревянном здании. Кирпичная постройка распределялась неравномерно, каменной была в основном центральная часть города, ограниченная Фонтанкой и Крюковым каналом. Доля кирпичных зданий тут составляла более 96%. Почти все каменные дома располагались вдоль Владимирского, Литейного и Загородного проспектов, в Коломне, а также на восточной части Васильевского острова. На Староневском проспекте, широкой полосой вдоль Забалканского проспекта, а также на Петербургской и Выборгской сторонах стояли как и каменные, так и деревянные дома. В этих районах доля деревянной постройки варьировалась от 52% до 87%. В 1903 году для строительства поставлялось 200 миллионов кирпичей, что в 40 раз превышало аналогичные показатели в начале XIX века. Столь массовое производство кирпичей стало возможным с массовым внедрением станков в производство. Повышение качества кирпича позволяло строить дома высшей этажности. В тот период большая часть зданий была выкрашена в жёлтую охру или тёмно-красный сурик. Почти все доходные дома строились в кредит под залог недвижимости.
К концу XIX века в Петербурге появилось множество дворцов. Это было обусловлено разрастанием императорской семьи и желанием их членов иметь собственные резиденции. Если раннее особняки строились для царской семьи и высших чинов, то отныне строительство особняков могли позволить себе разбогатевшие промышленники — буржуа. Для замков этой эпохи было свойственно архитектурное разнообразие и обращение к эпохам прошлого. Тем не менее особняки на рубеже веков в относительном значении становились всё более редким типом городской постройки и многие владельцы старых особняков переоборудовали их в доходные дома.
Часть современников крайне негативно воспринимала стремительное расширение города, другая же часть считала рост количества доходных домов признаком прогресса. Большая часть жителей были выходцами из деревень, которым было некомфортно жить в условиях непривычной им плотной городской застройки. Была принята система нумерации домов, где по левую стороны улицы дома обозначались чётными числами, а по правую — нечётными.

## Обустройство домов
Рубеж XIX и XX веков в условиях стремительного роста населения и внедрения технологических новшеств сопровождался массовым преобразованием в структуре городских особняков. Петербург обильно застраивался доходными домами и они стали преобладающим типом городской постройки. Ими владели купцы, промышленники, дворяне и великие князья. К концу XIX века арендованное жильё составляло 98 % от всего жилищного фонда. Строительство частных резиденций могли позволить себе только самые богатые жители, к началу XX века были построены ряд дворцов, среди которых был Дворец Дервиза или особняк Варгуниных. Многие старые особняки, раньше составлявшие значительную часть каменной городской постройки, вместе с подорожанием земли заменялись доходными домами с несколькими флигелями и узкими дворами — колодцами. Городские колодцы стали распространённым типом городского пространства и неотъемлемым атрибутом Петербурга. Городские власти запрещали строить окна в стенах, прилегавших к другому участку, такие стены назывались брандмауэрами. Это была эффективная защита от распространения пожара на соседние дома.

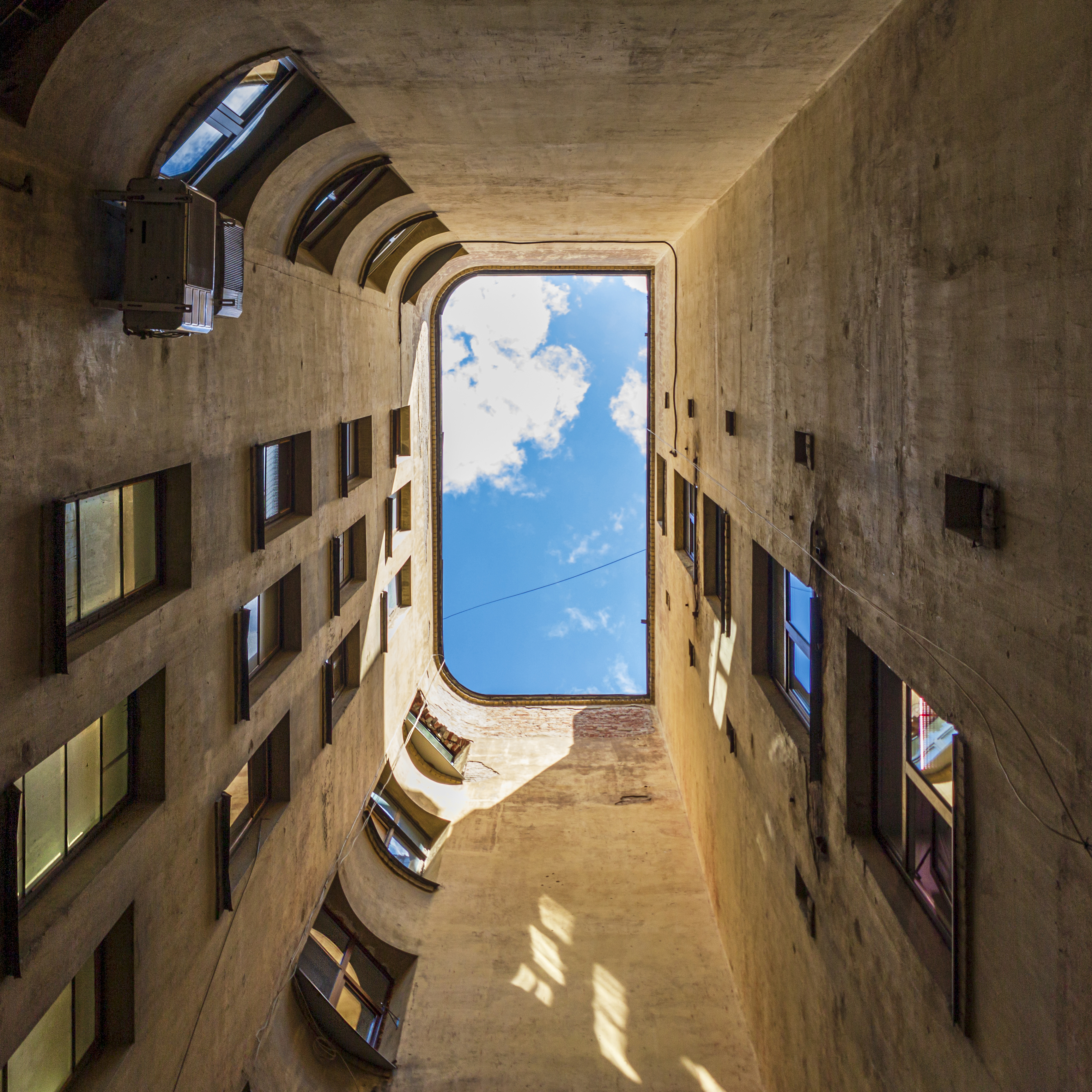
Двор-колодец, становится распространённым явлением в Петербурге именно с конца XIX века

Стремительно повышалась средняя этажность построек. Ещё в конце XIX века преобладающей постройкой в городе были двухэтажные дома (>40 %), далее шли одноэтажные (<20 %), трёхэтажные (>20 %) и четырёхэтажные (~10 %) здания. К 1917 году средняя этажность всех городских построек уже составляла 4,3 этажа, в центре города появилось множество зданий в 5 — 7 этажей. Если в 1881 году в городе было более тысячи малых домов с площадью в одну квартиру, то в 1900 году их уже осталось менее 700. Вместе со стремительным ростом плотности населения, уменьшалась и средняя площадь квартир и комнат в новых доходных домах.

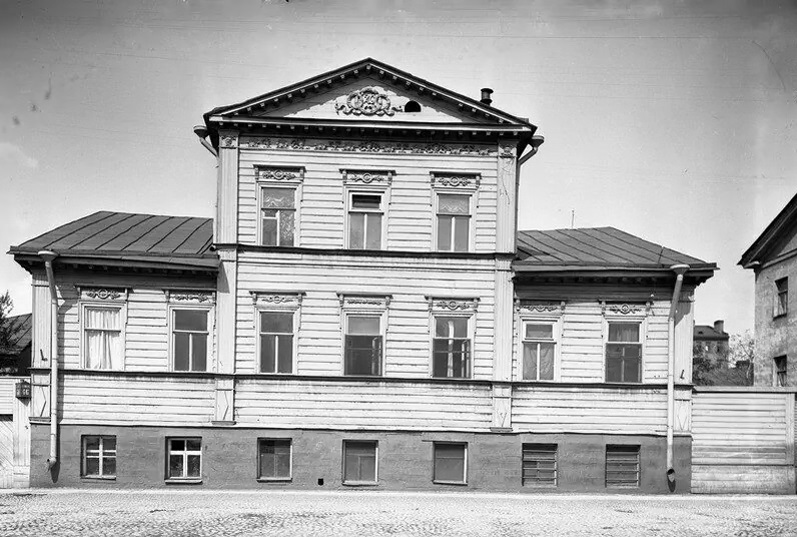
В Петербурге ещё оставалось множество деревянных зданий, но они стремительно исчезали под натиском доходных домов. На фото изображена «полутроэтажка», типичная деревянная постройка XIX века дальше от центра

В конце XIX века 1 — 2 комнатные квартиры составляли большую часть жилого фонда, чем дальше от городского центра, тем меньшего размера были квартиры в новых домах. Доля «барских» квартир размером в 6 — 10 комнат составляла примерно 10 %. Санитарные нормы требовали строить высокие потолки. В итоге в начале XX века средний размер комнаты составлял 12 — 16 квадратных метров и при высоте потолков в 3,5 метра.
Крупные, каменные здания до середины XIX века представляли собой как правило барские покои с отдельными помещениями во дворе, где например готовили, топили баню или устраивали склад. Особняки в конце XIX века стали компактнее и обзаводились привычными для людей современности удобствами с проводкой электричества, канализации и водопровода. Кухни стали строиться внутри особняков, стало меньше прислуги. Часто владельцы особняков (особенно врачи или адвокаты) оборудовали у себя в доме приёмные, где принимали посетителей.
В новых условиях чрезвычайно высокой плотности населения в квартирах начали жить почти все горожане. Если именитые сословия в прошлом жили в собственных особняках, а беднота либо снимала жилплощадь или жила в деревянных избах на окраинах города, то с конца XIX века так называемая «барская квартира» стала главным жилищем у высших слоёв общества. Нередко такие квартиры занимали целые этажи. Бедные горожане селились в дворовых флигелях, в полуподвалах и квартирах над арками. В зданиях строились парадные входы спереди, малые парадные на заднем дворе и чёрные входы. Крупные комплексы зданий построенные во дворах образовывали городские трущобы. Крупные трущобные районы образовались в Коломне, между Екатерининском каналом, Фонтанкой и у Обводного канала.
Во дворах-колодцах как правило устанавливались деревянные ретирадники без крыш для справления нужды, одна или две выгребные ямы для сброса отходов и колодец с поилкой для скота. Во многих дворах располагались конюшни, коровники и курятники. В конце XIX века для перевозки использовалось более 60 000 лошадей, у каждой шестой семьи была корова для семейных нужд и молока. Коровы в сложившихся условиях чувствовали себя плохо. Птицы и домашний скот часто разгуливали во внутреннем дворе. Выгребные ямы со скотом приводили к зловонному запаху во дворе и многие жильцы никогда не открывали окна во двор.

#### Жилище

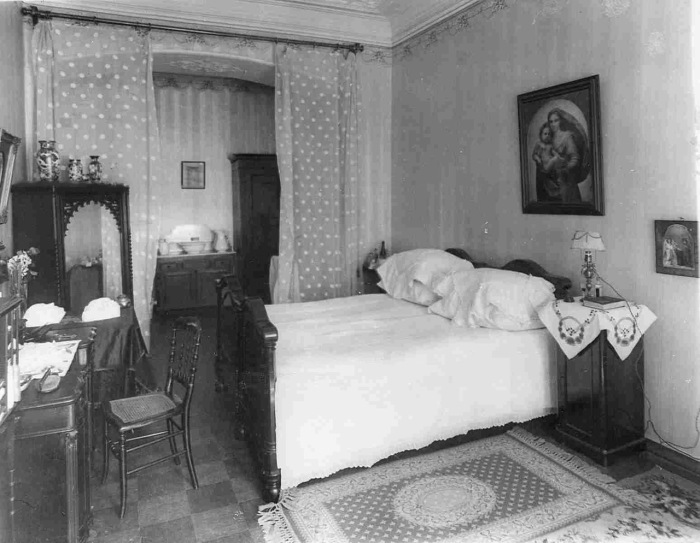
Спальня в «барской» квартире

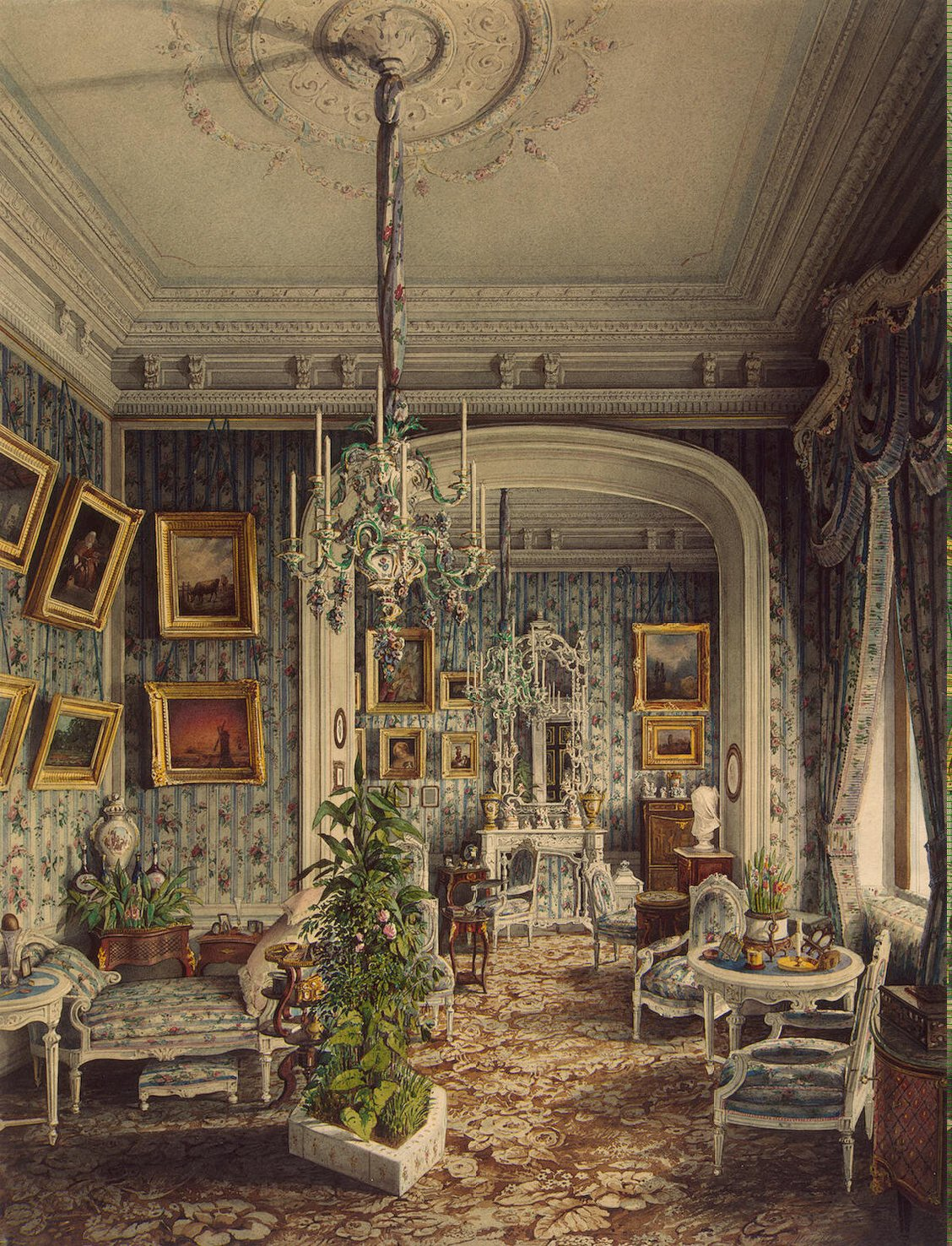
Интерьер дворца графа П. С. Строганова

Арендуемая квартира в доходном доме стала преобладающем видом жилья. Квартиры благоустраивались и в них начали применяться бытовые устройства, привычные для людей современности. Крупные барские квартиры состояли из тамбура у входа, следовавшим за ним вестибюлем, где одевались и раздевались, далее шла анфилада помещений вдоль уличного фасада — парадные комнаты, внутренние хозяйственные и жилые комнаты. Потолки обильно украшались расписным плафоном и лепкой. Гостиные и столовые были крупнейшими и роскошнейшими частями квартиры. Наоборот спальни были скромными помещениями. Детей вне зависимости от их количества (в XIX веке рождаемость была высокой) и фешенебельности квартиры было принято селить в одной комнате. Кухня являлась частью служебных помещений с выходом на чёрную лестницу, которые отделялись от барских покоев коридором. Там же могла быть прачечная. В служебных помещениях располагались помещения для прислуги или ватерклозет, которым как правило могли пользоваться только хозяева дома.

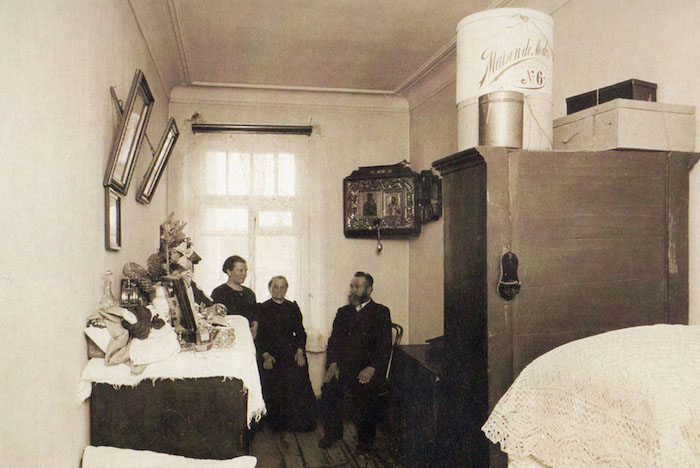
Скромная квартира на Нарвском проспекте

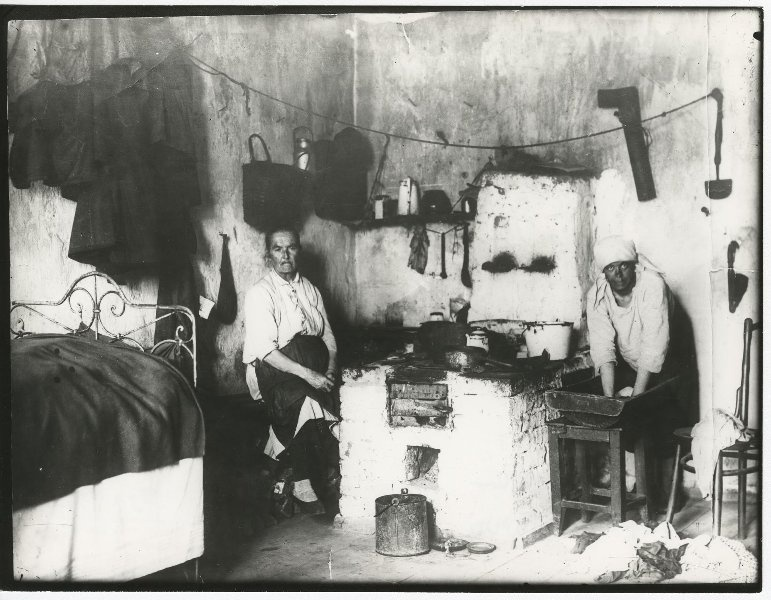
Бедная квартира рабочих, 1913 год

У каждого доходного дома дежурил дворник, следивший, чтобы внутрь входили только его жильцы, гости и другие работники — трубочисты, ассенизаторы. Ночью вход закрывался. Дворники также за дополнительные деньги разносили дрова жителям, выколачивали ковры, носили бельё на чердак. Швейцар дежурил в парадной, жил в специальной коморке и следил за порядком на лестнице. В доходных домах имелись красиво украшенные парадные и наоборот скромные чёрные входы.
Самые роскошные квартиры находились на втором и третьем этажах, выше селились более бедные семьи. Около половины жилого фонда составляли 3-х — 5-ти комнатные квартиры. Здесь жили средние сословия и петербургская интеллигенция. Особенность таких квартир заключалась в том, что их жильцы каждый год меняли место жительства, на лето уезжая на загородные дачи. Мебель летом как правило сдавали на хранение на особые склады. Только 200 000 чиновников ежегодно меняли адрес, как правило снимая новые квартиры у одного и того же владельца как можно ближе к месту службы. Средняя комната состояла из передней, зала и столовой, кабинета, спальни, детской и кухни. Размер одной комнаты варьировался от 16 до 24 кв метров. Под спальни отводились самые тёмные и маленькие помещения, где жильцы спали вместе с прислугой. Нередко одна из комнат становилась рабочим кабинетом. Вместе с повышением стоимости аренды, средние сословия были вынуждены снимать квартиры всё более малых размеров.
В своём оформлении резко выделялись купеческие квартиры, купцы в отличие от интеллигенции оставались там жить надолго. Они оформляли квартиры пышно, но консервативно, предпочитались квартиры с русской печью. В таких квартирах не было прислуги, так как домашним хозяйством занималась жена купца, но купцы часто впускали к себе жить «приживалок» — неженатых родственников.

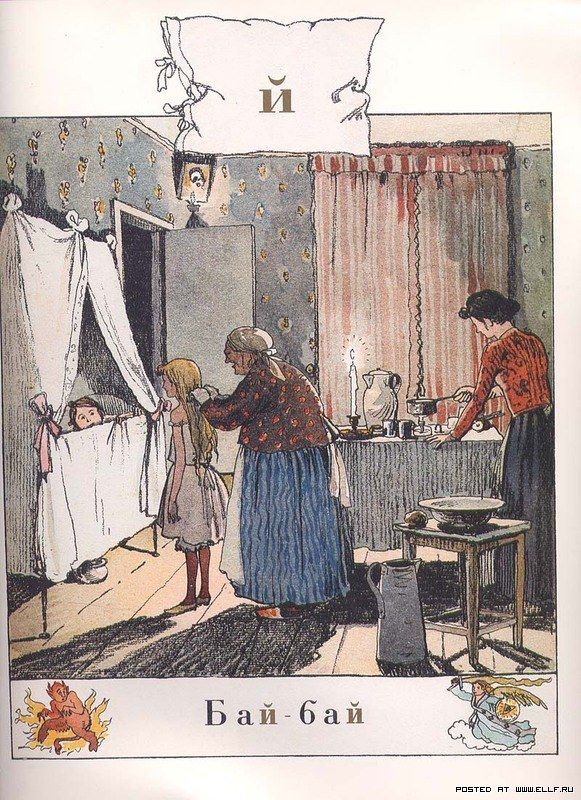
Мать и бабушка укладывают детей, азбука Бенуа, 1904 год

Самыми нишевыми многоквартирными помещениями считались подвальные квартиры, представлявшие собой малые, грязные, тёмные и сырые помещения, в которых теснилось множество жильцов. Чаще всего их снимали ремесленники, устраивая там торговые палаты, пекарни или мастерские. Ремесленники предпочитали жить в собственных домах-избах а если и снимали квартиры, то превращали в жилые, торговые и ремесленные заведения. По переписи 1890 года в Петербурге было около 22000 квартир для работы и торговли. Особо высокая доля торговых и рабочих квартир приходилась на Спасскую, Казанскую и Адмиралтейскую части. Такие помещения располагались на первых этажах и в подвалах даже при том, что официально это не разрешалось.
Большая часть жилого фонда (1 — 2-х комнатные квартиры) снимались одинокими представителями среднего класса или городскими бедняками. Городская беднота селилась в квартирах дворовых флигелей, на чердаках, мезонинах или мансардах. Для таких квартир была свойственна крайняя перенаселённость. В них почти всегда отсутствовали отопление, прихожая, кухня и водопровод, в половине случаев там царила антисанитария и распространялись болезни. Кухня могла иметься общая на этаже. Городские бедняки также снимали отдельные углы и проходные комнаты. Нередко квартиросъёмщики сами сдавали отдельные комнаты жильцам, а те в свою очередь сдавали отдельные углы другим жильцам и в одной комнате проживало по нескольку семей, отделённых ситцевыми занавесками. Комната с четырьмя углами разделялась занавесками на четыре части и четыре семьи жили на четырёх широких семейных кроватях. Оставшиеся пространства на полу также занимались лишними жильцами. Также могли сдаваться «каморки» — малые помещения без окон, представлявшие собой деревянные ящики, построенные за печкой.

#### Бытовые удобства
Конец XIX века сопровождался революционными преобразованиями в жилищной сфере. Водопроводная система, строившаяся с 1860-х годов частными сообществами, в 1870-е годы уже охватила Петербургский и Васильевской острова, Выборгскую сторону. К концу XIX века водопроводная сеть охватила уже почти все городские районы. Вместе с этим стали переоборудоваться квартиры, приобретая привычный современникам вид. В частности, в квартирах начали устанавливать разного вида краны и умывальники. Начали массово устанавливаться туалеты. К концу столетия водопровод был в 64 % квартир, а туалет — в 60 %. В 13 % квартир имелась ванная. Их малое распространение было обусловлено тем, что ванная считалась непривычном предметом роскоши, горожане же традиционно мылись в общественных банях.

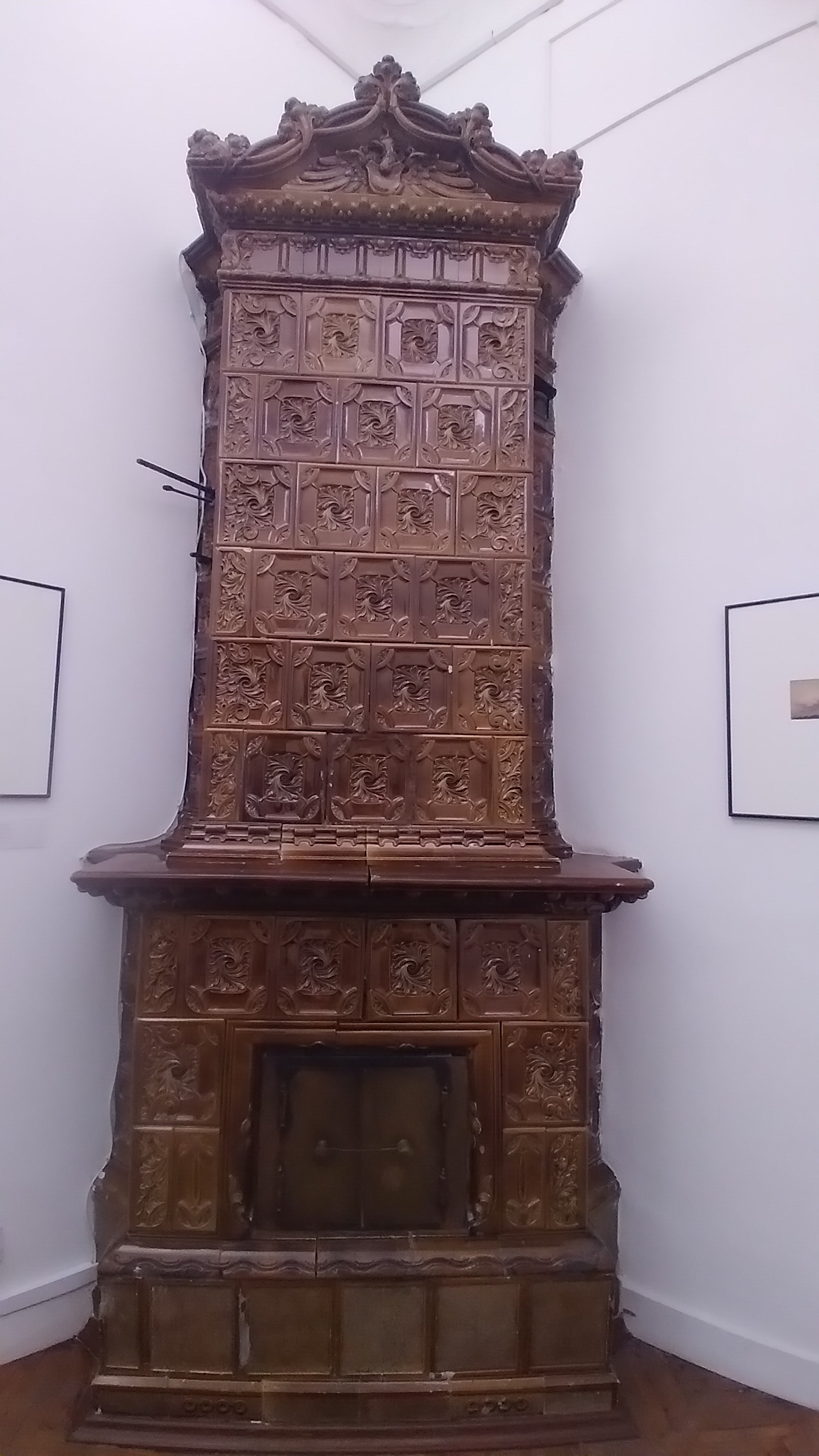
Камин, украшенный изразцами был распространён в доходных домах конца XIX века

Водопроводом были обеспечены почти все квартиры в центральных районах города, малоэтажная застройка на окраинах города не была обеспечена водой, так как это было нерентабельно. Их владельцы брали воду из колодцев. Воду проводили в квартиры для обеспеченных, в 1890 году 93 % барских квартир имели водопровод, 76 % в 3 — 5 комнатных, 53 % в 2-х комнатных и около четверти в однокомнатных. Доходные дома чаще всего не проводили воду в дешёвые квартиры в подвалах и на чердаках. Во многих дворах стояли колодцы. Даже при наличии водопровода, вода могла часто не доходить до верхних этажей, особенно по субботам, когда жители массово посещали общественные бани и растрачивали воду.

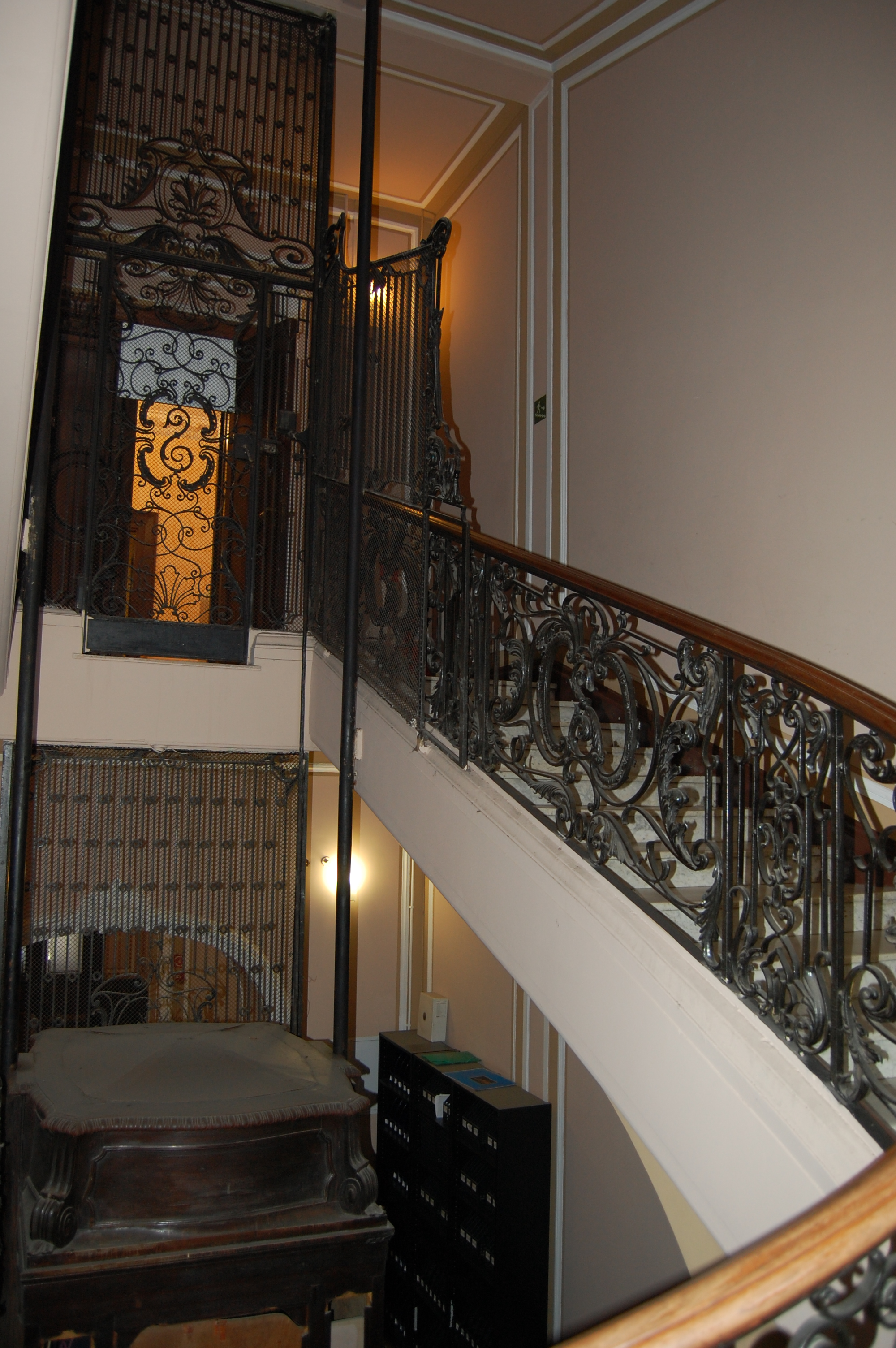
Лифт в особняке М. В. Штифтера

Вместе с водопроводом в квартиру часто устанавливался ватерклозет или туалет, который в 1890 году был в каждой восьмой однокомнатной, в каждой третьей двухкомнатной квартире, примерно в 70 % 3 — 5 комнатных и в 92 % 6 — 10 комнатных квартирах. Во многих доходных домах продолжали существовать отхожие места на чёрных лестницах без дверей. Ими пользовались жители бедных квартир на чердаке и в подвале или прислуга, которой не позволяли пользоваться туалетом в квартире хозяев.
Только в 6 % домов использовалось не дровяное отопление. В помещениях, отапливаемых в основном дровами устанавливались чугунные «утермарковские» печи с длинной трубой, в советское время прозванные «буржуйками». Кухонные плиты, отапливаемые дровами, делались из кирпича или метала. Кухонные плиты могли облицовывать плиткой. Также кирпичные отопительные печи в богатых квартирах украшались разной отделкой — металлическими листами или керамической, изразцовой плиткой.
В 1900 году в 14 % домовладениях было проведено электричество и только 5 % домов имели квартирное освещение. В тот период керосиновые лампы были самым популярным и дешёвым видом освещения. Горожане, привыкшие к слабому и тёплому свету свечей и керосиновых ламп с дискомфортом воспринимали слишком яркое освещение ламп в комнатах, поэтому и электрификация распространялась медленно. Электрические лампы накаливания предпочитали использовать для освещения дворов. Если в квартирах и был проведён свет, то в парадные комнаты. Так как электричество использовалось в основном только для освещения, то и оплата за электричество исчислялась количеством лампочек в квартире до того, как в 1890 году стали внедрять счётчики. Несмотря на дороговизну освещения, нагрузка электростанций с 1888 по 1905 год увеличилась в 5 раз.
Телефонизация началась в 1880-е годы но из-за крайней дороговизны оставалась редкостью. Телефонная сеть принадлежала американской компании Белл, которая будучи монополистом на рынке крайне пзавышала абонементную плату, достигавшую стоимость оплаты квартиры среднего размера. Когда в 1901 году телефонная сеть перешла в собственность города, абонементную плату снизили в пять раз, способствуя массовой телефонизации квартир. В 1916 году у каждой шестой семьи имелся телефон. Он воспринимался, как элемент престижа.

### Дачи
Многие жители Петербурга в летний период уезжали из города на дачи. Связанно это было с тем, что летом Петербург превращался в строительную площадку, куда съезжалось множество крестьян — строителей. Жить в городе в этот период было тяжело, в добавок в летнее время в городе часто вспыхивали эпидемии и поездка на дачу была действенным способом оберечь себя от опасных болезней.
Бедная часть населения старалась снимать дома поближе к городу. Многие дачные участки принадлежали крестьянам, которые зарабатывали сдачей своих домов горожанам. Дачи могли строить и дельцы, скупавшие крупные участки и строя на них дачные городки. Богатые жители строили собственные дачи. Участок себе горожане начинали искать к масленице, прибывая на станции дачников и там встречая ждущих горожан крестьян-извозчиков, которые на основе рекомендаций помогали подобрать подходящие дачи. Толпа дачников устремлялась загород уже в мае, заполоняя железнодорожные станции. Хозяева дачи могли по договору кормить дачников молочными продуктами, яйцами и хлебом. Местные крестьяне работали разносчиками, продавая продукты дачникам, в посёлках также имелись лавочки. Цыганские таборы промышляли разводом и воровством вещей богатых и невнимательных дачников. Вслед за дачниками в деревни прибывали городские нищие, чтобы заниматься попрошайничеством. Средняя дача имела три комнаты, плата совершалась за всё лето. Многие дачники, жившие на берегу залива или у рек или озёр, любили кататься на лодках, заниматься рыбалкой. Богатые дачники записывали детей в разного рода кружки, которые организовывались каждое лето. На фешенебельных дачах устраивались теннисные корты.
Так как одновременно снимать дачу и квартиру было слишком дорого для многих горожан, многие петербуржцы на лето съезжали со своих квартир и искали новые каждый год. Элитные посёлки располагались у Петергофа. На дачах, где селились богатые горожане, свои летние филиалы могли открывать петербургские рестораны, например Медведь, открывавшийся в Парголово.

## Инфраструктура

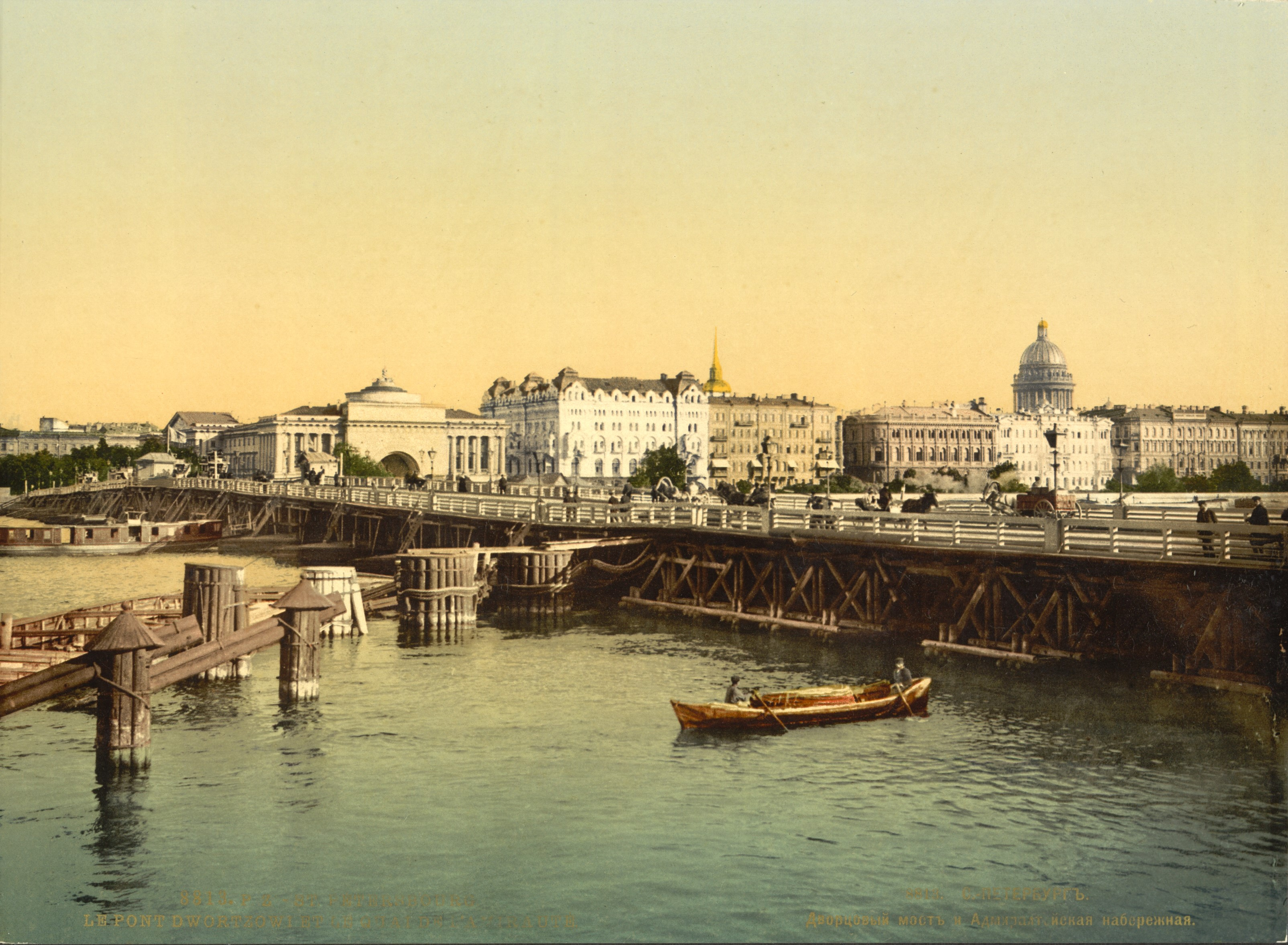
Деревянный дворцовый мост, между 1890 и 1905 годами

На рубеже XIX и XX веков некоторые острова в городе были объединены, некоторые реки и каналы были засыпаны, спрятаны в подземные трубы. Лиговский и Адмиралтейский каналы превратили в Лиговскую улицу и Конногвардейский бульвар соответственно. Вследствие интенсивной застройки города появилось гораздо больше мостов. Вместе с ростом населения и индустриализацией росла потребность в беспрепятственном сообщении между островами города. В этот период были построены постоянные мосты через Неву — Литейный, Большой Петровский, Троицкий и Железнодорожный. Литейный мост был освещён электрическими фонарями. Многие мосты перестраивались, чтобы выдерживать повышенную транспортную нагрузку. Это приобретало особую важность из-за риска обрушения, как это произошло с Египетским мостом в 1905 году. 

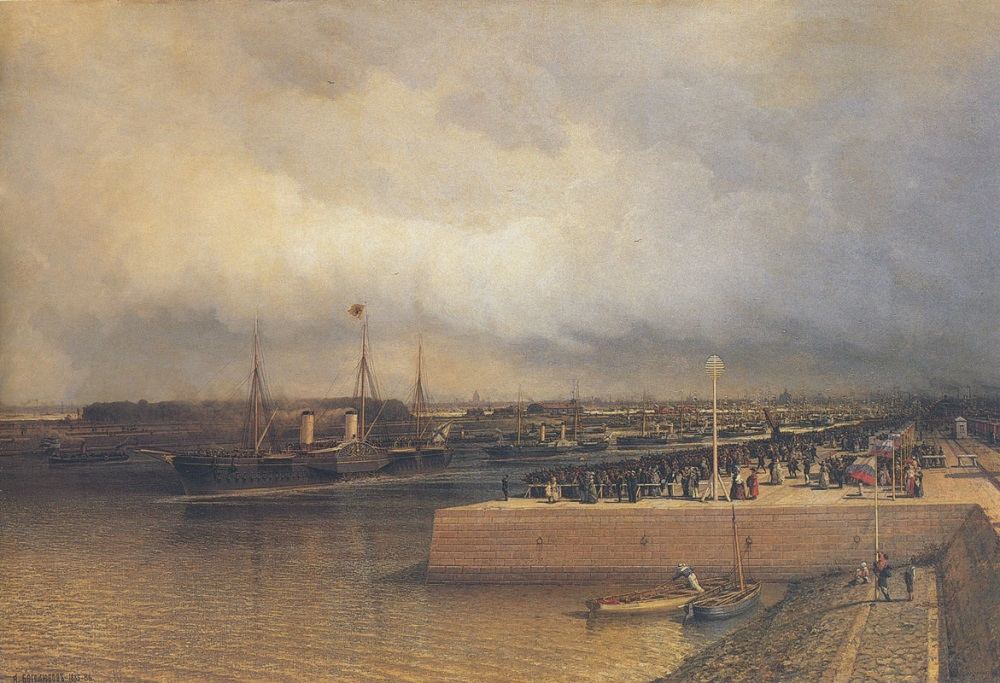
Открытие Петербургского морского канала, 1886 год

В связи со слабо развитой наземной транспортной инфраструктурой в черте города, крайне важную роль продолжал играть водный транспорт — пароходы, баржи, дебаркадеры и плавучие краны. Реки и каналы выступали зачастую единственными транспортными узлами для строившихся фабрик. Зимой осуществлялась переправа по льду. Центральные городские каналы играли роль важных транспортных магистралей. Они были постоянно заняты лодками и нагруженными баржами, с которых разгружали товары на складах или торговом порту. К 1885 году на средства инженера и предпринимателя Путилова был построен искусственный фарвартер Морской канал, ведший из Кронштадта к новому порту на Гутуевском острове. Морской канал создавал прямой путь в городскому порту для крупных судов, до этого судна разгружались на Кронштадте или должны были проходить извилистый фарватер, что отнимало множество времени. Этот канал, созданный по проекту Кербедза стал лучшим памятником инженерного искусства XIX века с общей длиной 30 километров и глубиной до 12,5 метров.

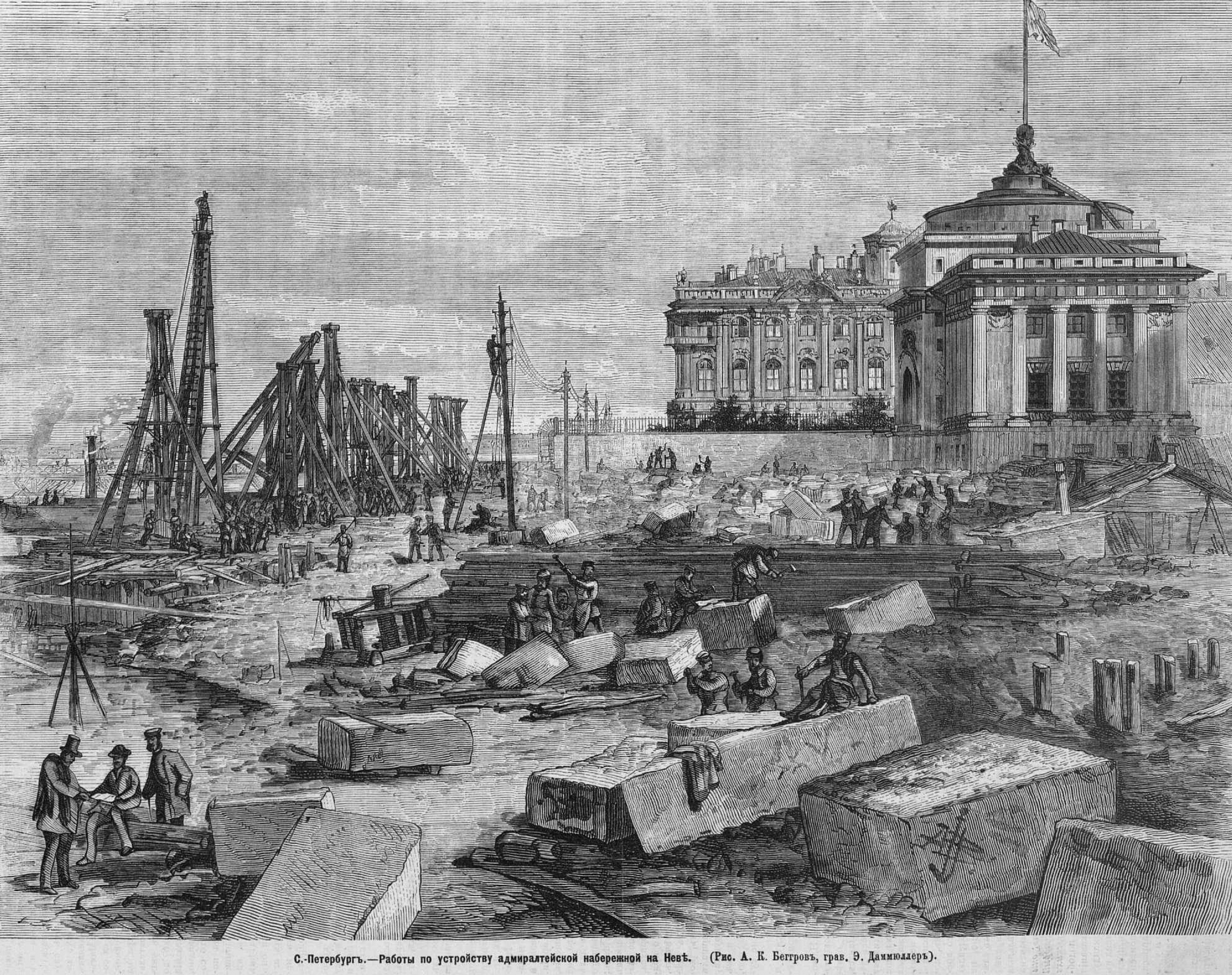
Строительство Адмиралтейской набережной, 1873 год

Для центральных улиц было типично мощение тротуарных дорожек из гранитных плит или камней размером чуть меньше полутра метров, которые разделялись от проезжей части низкими и массивными колёсоотбойными тумбами. Многие центральные улицы в Петербурге были торцовыми — мостились деревянными шестигранными плашками, которые гасили громкие звуки от повозок и копыт лошадей. Однако такие мостовые быстро портились и требовали постоянного ремонта, так как накапливали органический материал от мусора и навоза и в итоге начинали источать дурные запахи. В центре города дежурило множество дворников, которые сразу же подбирали навоз, до того, как его давили колёса телег и лошади. Пешеходные зоны в центре города стелили из путиловской плиты, а на городских окраинах — из досок. В конце XIX века начали асфальтировать первые городские улицы — Малую Морскую, Большую Конюшенную и часть набережной Фонтанки. Однако асфальт оставался редкостью и чаще всего использовался для стоянок извозчиков. Большая часть улиц была замощена булыжником со скатом, езда по ним была шумной и тяжёлой, повозки ломались и лошади разбивали себе ноги. Многие жители Петербурга владели лошадьми, они перевозили жителей и тяжёлые грузы. В городе было организовано множество водопоек для лошадей.
На месте оставшихся пустырей устраивали скверы и парки, были созданы Александровский сад, сквер на стрелке Васильевского острова, однако многие сады оставались закрытыми для общей публики. Доступные для публики сады и бульвары в городе пребывали в запущенном состоянии. Марсово поле оставалось пыльным пустырём. На перекрёстках улиц организовывались цилиндрические решётки из железных прутьев, где на зиму разводили костры, у них грелись извозчики, ждавшие своих хозяев, или нищие. В Петербурге были благоустроены Адмиралтейская и Петровская набережные.
В 1870-е годы начали появляться первые гидравлические лифты во дворцах. В 1880-х годах — электрические. Они оставались редким явлением и рассматривались, как предмет роскоши. За поездку в лифте брали деньги. Кабины лифтов богато украшались.
|                                                                                        |  |  |  |
| Троицкий мост, Дворцовый мост, Финляндский железнодорожный мост, Большеохтинский мост, |  |  |  |

### Электричество
Первые опытные фонари с электрическим освещением были показаны в 1873 году. Невский проспект стал первой улицей, освещённой электрическими фонарями, которые питались за счёт баржи, стоявшей на реке Мойке у Полицейского моста. Такие фонари скорее представляли собой зрелищное представление для горожан. В 1880-е начался процесс электрификации города, стали появляться первые улицы, освещённые лампами накаливания. 

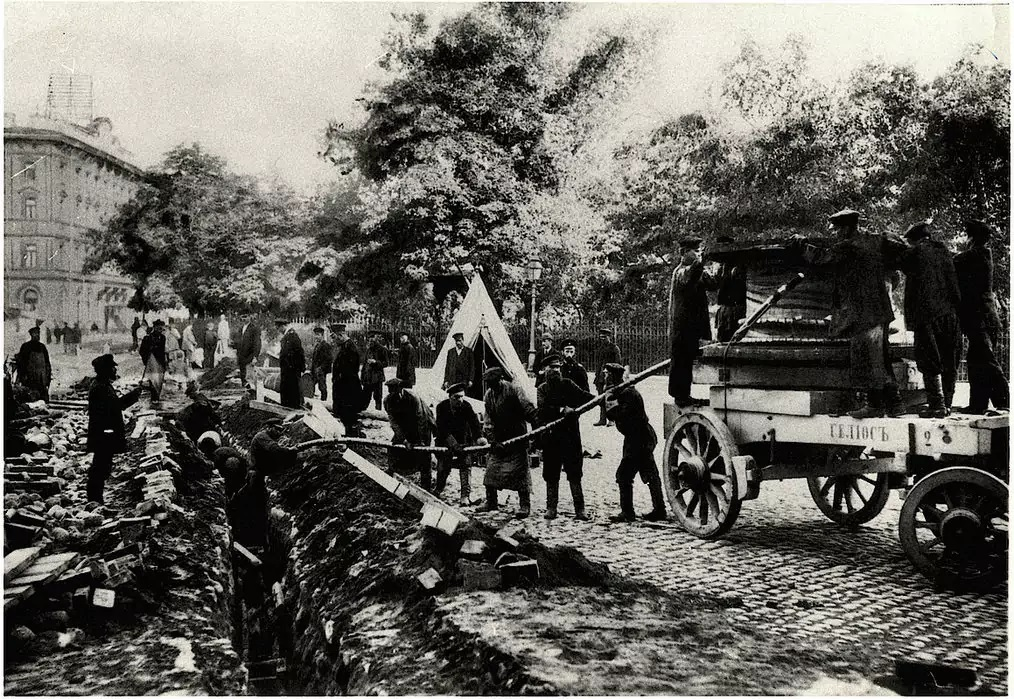
Прокладка электрического кабеля на Итальянской улице обществом «Гелиос», фотография сделана между 1897 и 1904 годами

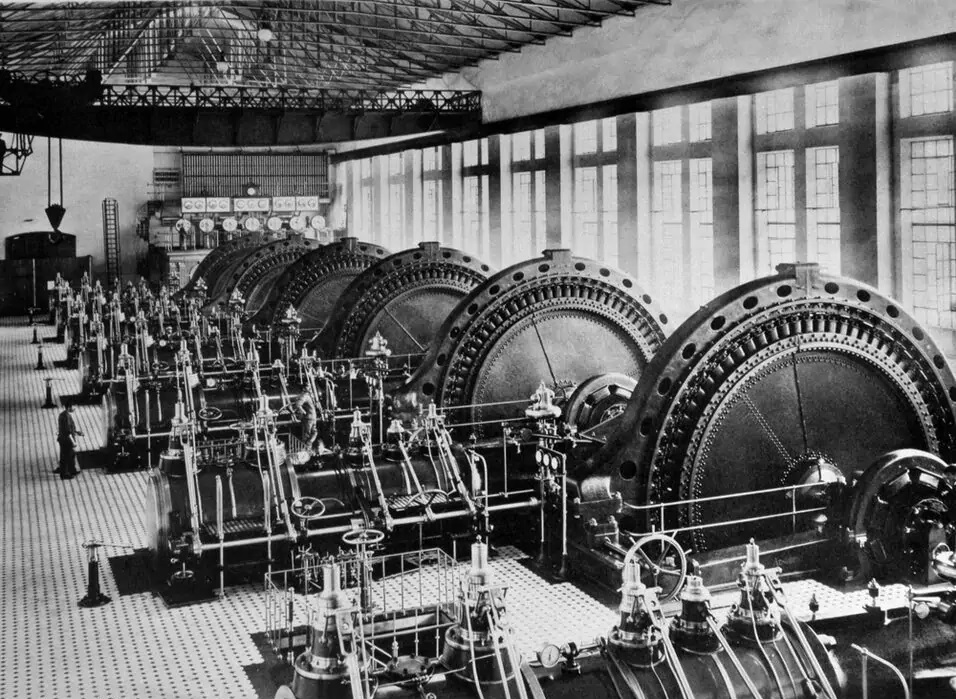
Машинный зал Центральной Электрической станции Общества «Гелиос», конец XIX века

Первая тепловая электростанция начала свою работу на Обводном канале. С 1886 года освещение стало появляться в общественных зданиях, а с 1887 года — в первых жилых помещениях. В первую очередь были освещены Зимний дворец, министерские здания и престижные доходные дома. С помощью ламп зрелищные иллюминации устраивали во дворцах, чтобы поражать посетителей.
Позже три коммерческих сообщества построили на Васильевском острове, Калашниковской набережной и на Фонтанке три электростанции. В городе действовали около 30 электрогенераторных установок, питавших по всему городу около 30 тысяч лампочек накаливания. Построенные электрические станции начали массово обеспечивать город электричеством. Тем не менее долгое время электрифицирована была малая часть жилых помещений. Массовая электрификация прежде всего затрагивала улицы и дворы.
В некоторых частях города сохранялись газовые фонари, на городских окраинах для освещения использовались керосиновые лампы. Так как электричество использовалось в основном только для освещения, то и оплата за электричество исчислялась по количеству лампочек в квартире. Ранние лампы употребляли много энергии и обходились значительно дороже керосиновых ламп. Когда в 1890-х годах появились экономичные лампочки с металлическими нитями, потреблявшие в 4 раза меньше энергии, электрические компании активно препятствовали их распространению. В начале XX века электричество было проведено в каждое девятое жилище.
В 1882 была открыта первая телефонная станция на 128 абонентов, которых вручную соединяли телефонистки. Телефоны первого поколения выглядели, как ящики, соединённые с трубкой.

### Водопровод и канализация

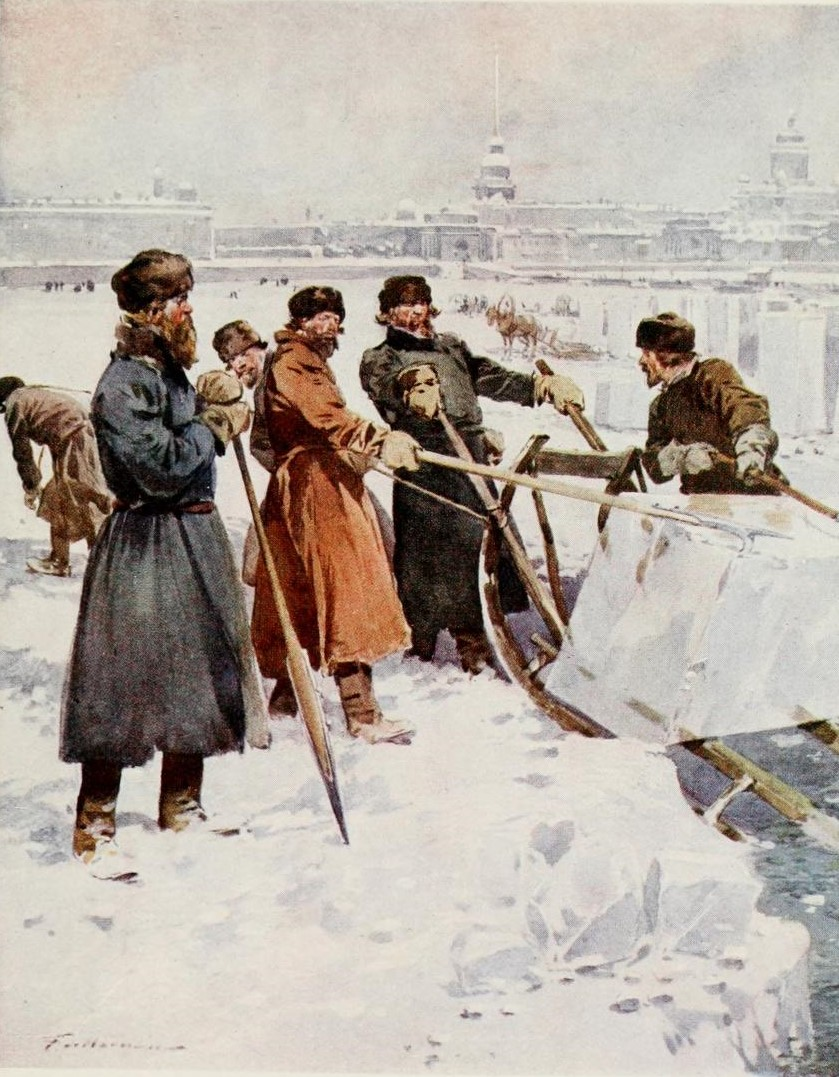
Резка льда на Неве, 1913 год. Лёд использовался для охлаждения продуктов до появления холодильников

Уже к середине XIX века в Петербурге без водопровода назревало массовое недовольство по поводу загрязнённости городских рек и каналов, в городе. Грязная вода стала одной из главных проблем, в том числе и из-за складывавшейся антисанитарной обстановки в общественных банях, в которых мылась большая часть городского населения. Эти заведения брали грязную и опасную воду из ближайших рек из каналов. Чтобы обеспечить бани более чистой невской водой, в 1860-е годы акционерным сообществом С.-Петербургских водопроводов началось массовое строительство водопроводной системы, которую финансировала императорская семья. В 1861 году была построена водонапорная башня, которая начала снабжать водой всю центральную и левобережную часть Петербурга. Позже были открыты аналогичные станции на Васильевском острове, Выборгской и Петербургской сторонах. К концу XIX века к водопроводу начали подключать многие квартиры.
Внедрение водопровода при отсутствие канализации лишь временно решило проблему с доступностью и качеством воды, вместе со стремительным ростом населения и промышленности. К концу XIX века невская вода, поступавшая через трубы водопровода оказалась чрезвычайно загрязнённой, провоцируя массовое недовольство у горожан. В это же время на водопроводных станциях по требованию властей стали устанавливаться первые фильтры. Нежелание водопроводного сообщества решать проблему с качеством воды привело к тому, что государство выкупило его. Вплоть до революции в городе не была решена проблема с загрязнённостью водопроводной воды, а канализация была построена только в Царском Селе. Самые загрязнённые каналы были спрятаны в трубы под землёй, например на месте Лиговского проспекта. Современники отмечали, что Лиговский канал пребывал в запустении и вокруг него копился мусор. В главную «выгребную яму» города превращался Екатерининский канал, который предлагалось спрятать под землёй.

### Транспорт
На рубеж XIX и XX пришёлся самый активный этап развития железнодорожной транспортной сети с выездом за пределы города. Промышленный и растущий Петербург нуждался в поддержке постоянной торговли, в том числе и в зимнее время, когда замерзали реки с каналами, что препятствовало передвижению торговых судов. Для решения данной проблемы в Российской империи велось строительство железных дорог. Зимой железнодорожный транспорт исполнял главную функцию в перевозке товаров. В Петербурге построили одну из самых передовых железнодорожных сортировочных станций для того времени, с производственными помещениями, диспетчерской и жилыми домами для работников Сортировочной. Строительство железных дорог поощрялось царским правительством. В Петербурге действовали Витебский вокзал до Царского Села и Московский вокзал, с которого можно было доехать до Москвы. В 1857 году было открыто железнодорожное движение между Петербургом и Петергофом, был построен Балтийский вокзал, в 1870-м был открыт Финляндский вокзал, позволявший добираться до Финляндии и северных участков Петербургской губернии.
Общественный транспорт в черте города оставался слабо развитым. Богатое население могло позволить себе извозчика. В Петербурге работало 15 000 извозчиков. Езда с лакеями ещё существовала, но была редкой, выглядела архаично и использовалась дворянами, но не купцами и фабрикантами c другими буржуа. Представители интеллигенции предпочитали перемещаться пешком к месту работы и для этого старались снять жильё как можно ближе к месту работы. Начиная с XX века в городе начали разъезжать первые автомобили, они встречались редко и были признаком исключительной роскоши. В 1902 году в городе имелось 378 разрешений на управление автомобилями, в 1911 году — 1598, самой популярной маркой был «Бенц». В 1910-х годах начали появляться первые автотакси, которые также считались скорее роскошью. Изредка на городских улицах водители и извозчики на потеху городской публике могли устраивать гонки.

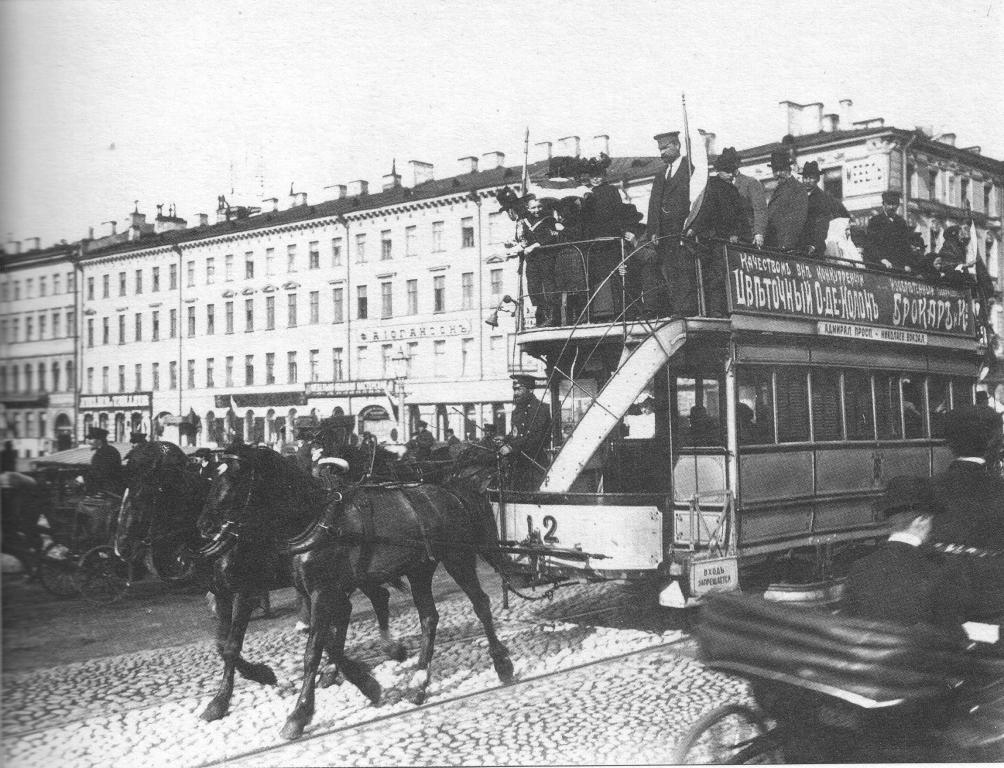
Конка, 1906 год

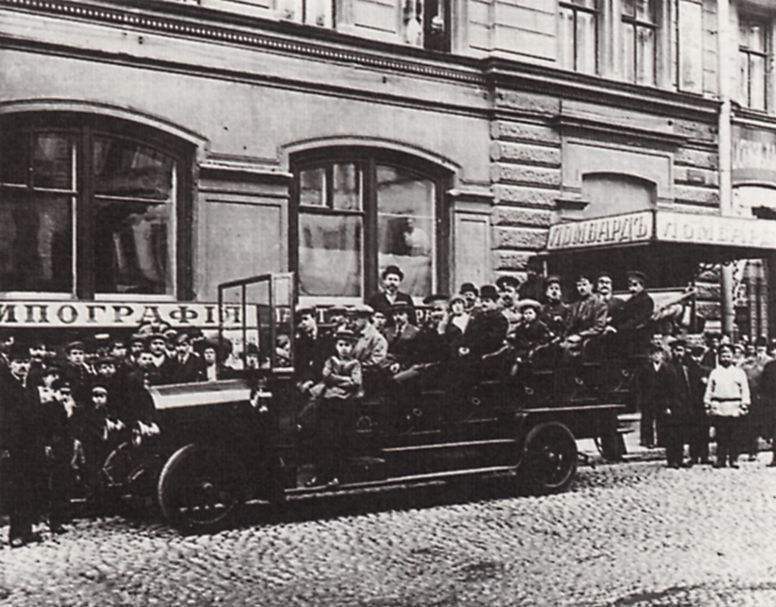
Первый многоместный автобус с пассажирами, Владимирский проспект, перед домом № 17. Санкт-Петербург.

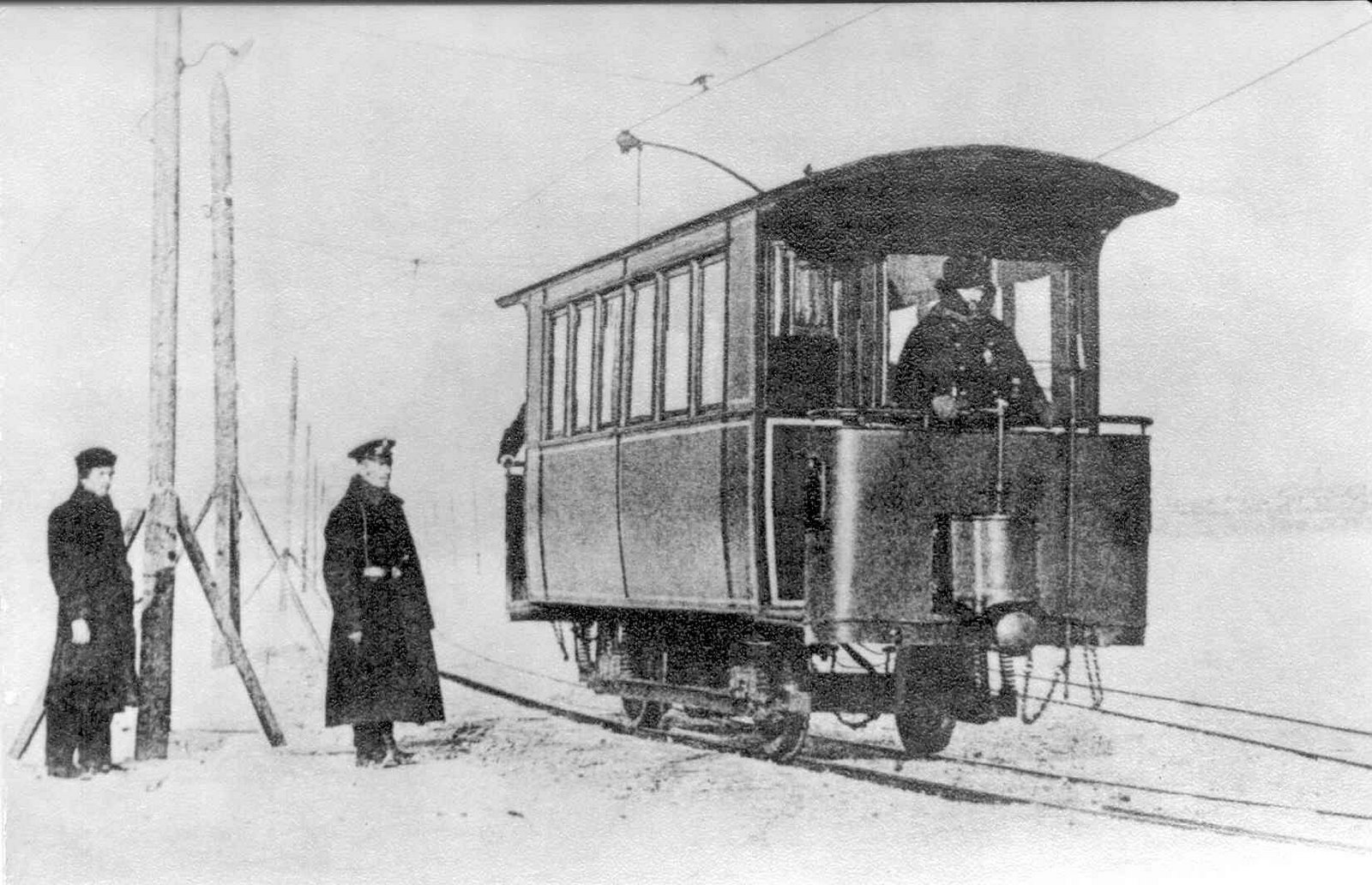
Трамвай на льду, конец XIX века

Шло развитие городского общественного транспорта, во второй половине XIX века действовала Конная железная дорога или «конка», по рельсам лошади тянули вагоны, места для пассажиров располагались вдоль внутренних стен. Конку обслуживал вожатый, управлявший лошадью и кондуктор, бравший плату за проезд и помогавший пассажирам. Вначале в Петербурге было проложено три маршрута — по Невскому проспекту, частично по Садовой улице и Дворцовой площади, до 6 линии Васильевского острова. Через десять лет в городе уже имелось 26 маршрутов и 13 линий. Конка была перегружена и не доходила до городских окраин. Часть вагонов конки — «империал», были двухэтажными. 
В 1880-е годы начались испытания трамвая, изобретённого Пироцким. Первые 15 лет не было возможности построить в Петербурге трамвай, так как этому противилась Товарищество конной железной дороги, пользуясь договором с властями на монопольное право перевозки пассажиров. В 1894 году первый трамвай, технически не нарушая право конки на перевозку — был запущен по замёрзшей Неве, в течение следующих 15 лет трамвай ездил только на льду в зимнее время года. Трамвай быстро вытеснил конку с городских улиц в начале XX века, как более комфортабельный транспорт.

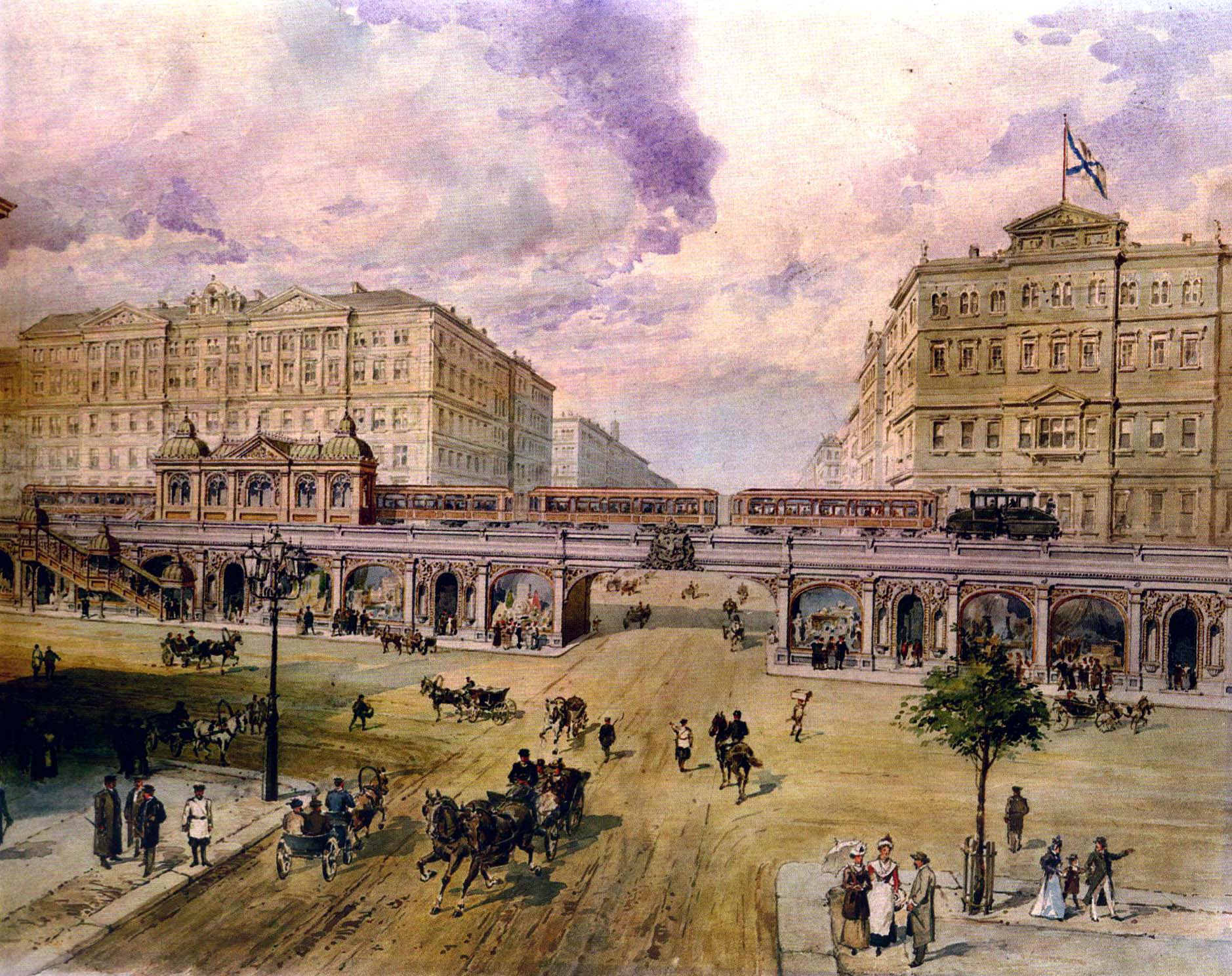
Проект наземного «метро», 1900-е годы

В целом общественный транспорт обслуживал малую часть населения, бедные и рабочие предпочитали преодолевать пешком длинные расстояния, так как конка и трамвай для них были слишком дорогими, по этой же причине они стремились селиться у места своей работы. В Петербурге также сохранялись дилижансы, от конки их отличало отсутствие рельс, этот вид транспорта был худшим, так как от езды на булыжнике повозка громыхала. В 1910 году дилижансы были заменены первыми двухэтажными автобусами, но те быстро ломались и вышли из употребления. В Петербурге также работали паровики, небольшие поезда, ездившие между клиникой Вилле в Лесное и от Карточной фабрики до Николаевского вокзала.
Существовавшая транспортная инфраструктура несмотря на своё развитие не успевала за стремительным ростом населения. Петербург стремился к транспортному коллапсу. Обсуждались проекты по пробивке новых проспектов, для чего требовалось бы сносить целые городские кварталы. Эти планам не было сужено сбыться из-за революции, в ином случае облик исторического центра претерпел бы серьёзные изменения.
В Петербурге в начале XX века обсуждались проекты по строительству подземных железнодорожных сетей через Неву, прообраз метрополитена, а также сеть наземного железнодорожного транспорта. Основная проблема с наземным транспортом была связана с дороговизной и поиском пространства для прокладки железнодорожной сети, а строительство тоннелей под водой было слишком рискованно из-за несовершенства технологий того времени. Предлагались разные проекты, по которым, например, предлагалось засыпать Екатерининский канал. Строительство метро так и не было начато до революции.
|                                                         |  |  |
| Витебский вокзал, Балтийский вокзал, Финляндский вокзал |  |  |

## Архитектура
Городской облик во многом формировался доходными домами и общественными зданиями — предприятиями, станциями, банками и т.д. Для Петербурга того периода была свойственна архитектурная пестрота и роскошность фасадов. Капиталистический рынок диктовал архитектурное направление. Почти все дома строились по заказу частных подрядчиков, желавших, чтобы их здания выделялись своим оригинальными и яркими фасадами, как главной рекламы этих зданий. В этот временной период заслуги архитекторов редко признавались при их жизни.
В строительстве применялись технические новинки того времени, главным образом металлические конструкции, позволявшие строить, например, огромные оконные пролёты и стеклянные крыши. В строительстве начали применять железобетонные конструкции. Вместе с повсеместным внедрением водопровода, канализации, электрических и телефонных кабелей, работа архитектора заметно усложнилась и требовала инженерных знаний. В Петербурге, в Институте гражданских инженеров начали подготавливать архитекторов-инженеров.
В Петербурге работали сотни архитекторов, многие из которых стремились оставить в проектируемых зданиях свой уникальный «подчерк» и секреты. Известный архитектор эпохи — Максимилиан Месмахер, спроектировавший здание музея Штиглица. Многие шедевры эклектики спроектировали Никонов, Басин, Красовский, Курзанов и другие. Особенно много доходных домов было построено про проектам Гребёнки. Бенуа был известен по проектам зданий в неоготическом стиле.
Многочисленное строительство было возможно благодаря десяткам петербургских заводов, выпускавших кирпич разной формы и разного материала, в том числе и глазурованный кирпич. В городе работала мастерская, изготавливавшая майолику. Разнообразие производимых материалов позволяло украшать здания изразцами, разноцветными плитками, чугунным кружевом и т.д. Хотя гранитные дома или дома с каменной облицовкой появлялись веком раннее, пик их строительства пришёлся на рубеж конца XIX — начала XX веков под влиянием эстетики северного модерна. Тем не менее это по-прежнему были единичные случаи, чаще камень использовался для возведения фундаментов или цокольных этажей.

### Градозащита

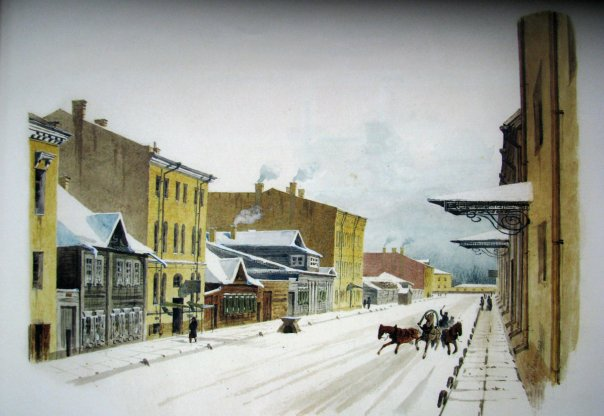
Спасская улица, середина XIX века, пример старого облика города, которые исчезал вместе со строительством 5-ти — 7-ми этажных доходных домов

Многочисленные яркие и роскошные доходные дома начали разрушать существовавший классицистский городской ансамбль, новые здания не согласовывались с рядом стоящими постройками. Для городских улиц стало свойственно архитектурное разнообразие и сочетание совершенно разных архитектурных стилей. Многие современники крайне неоднозначно относились к преобразованиям, считая, что погибал старый облик города, портился, менялся до неузнаваемости. В целях противопожарной безопасности боковые стены — брандмауэры было запрещено застраивать. Брандмауэры высоких доходных домов, прилегавшие к старым зданиям меньшей высоты портили облик улиц.
В Петербурге на фоне массового сноса исторической застройки возникали градозащитные движения и предложения массовых сносов кварталов для пробивки дорог встречали всё более явное сопротивление у горожан. Уже тогда звучали призывы сохранять памятники эпохи Александра I или Николая I, хотя на тот момент им ещё не исполнился век, особенно рьяно градозащитники боролись за гранитные мосты, которые перестраивались, чтобы улучшить их устойчивость. Хотя в тот период не существовало понятия «исторической застройки», градозащитники сумели отстоять многие памятники, вроде Чернышева моста, Инженерного замка.
Возмущение у градозащитников вызывали владельцы домов, которые ради доходности повышали этажность существовавших домов, надстраивая 2-х — 3-х этажные здания несколькими этажами. Доходные дома, резко выделявшиеся своей повышенной этажностью на фоне остальной застройки называли «бородавками». Модерн многими современниками воспринимался спорно за свой яркий, кричащий вид, особенно много споров вызывали здания в стиле северного модерна, своим стилем резко выделявшиеся на фоне прочей застройки, например Новый или Шереметевский пассажи.

### Эклектика, романтизм
Во второй половине XIX века доминировало архитектурное направление романтизма или эклектики, под которой понималось применение отдельных архитектурных и декоративных элементов из архитектурных направлений прошлого. Эклектику также называли историческим стилем. Эклектика заменила преобладавший со второй трети XVIII века классицизм и стала итогом развития капитализма в Санкт-Петербурге, когда основным заказчиком при строительстве зданий стали промышленники, торговцы и коммерсанты, а не государство. Здания, выполненные в этом стиле сочетали в себе стиль барокко, ренессанса, готики, русского зодчества и т.д. Для эклектики типична особая вычурность  оформлении фасадов. Например в стиле необарокко был построен Ново-Михайловский дворец. Зодчие обращались и к более экзотическим стилям, например мавританскому или древнеегипетской архитектуре, в неоегипетском стиле выдержан доходный дом на Захарьевской улице 23. Чаще всего романтическая архитектура обращалась к неоренессансу, так как такой стиль выделялся большим разнообразием художественного оформления фасадов и простотой их выполнения. Если ранние постройки неоренессанса отличались минималистским подходом, то постройки рубежа XIX и XX веков наоборот отличались особой помпезностью в оформлении ордерных фасадов.
В конце XIX века в моду вошла французская разновидность неоренессанса с характерными высокими мансардными кровлями и угловыми брусками. Большой популярностью пользовалось необарокко или так называемый стиль Людовика XVI века с элементами раннего классицизма французской и русской архитектуры второй половины XVIII века. В конце XIX столетия также в моду вошёл нерусский стиль, при проектировании фасадов таких домов зодчие вдохновлялись средневековым московским зодчеством и русским народным прикладным искусством — орнаментами из старинных книг, крестьянских вышивок. Современники в шутку такой стиль называли «петушиным».

Часто постройки сочетали в себе элементы из разных псевдоисторических стилей, для такой ситуации было введено понятие эклектики. Некоторые дома в целях экономии средств отказывались от штукатурки, и в городе стали появляться здания в кирпичном стиле, чьи фасады могли по-прежнему обильно украшаться, но не покрываться штукатуркой. Кирпичный стиль стал доминирующим в промышленных зданиях. Несмотря на имитацию архитектурных стилей прошлого, при строительстве зданий использовались современные технологии, вроде металлоконструкций, позволяя увеличить этажность, придавая зданиям более необычные и объёмные формы, строить выходящие из стены балконы, эркеры. Фасады в таких домах часто украшались чугунными кронштейнами и решётками.
| |  |  |  |  |
| Доходный Дом Кейбеля, Дом с башнями, Московский вокзал, Санкт-Петербургско-Азовский коммерческий банк, Доходный дом Басина |  |  |  |  |

### Модерн

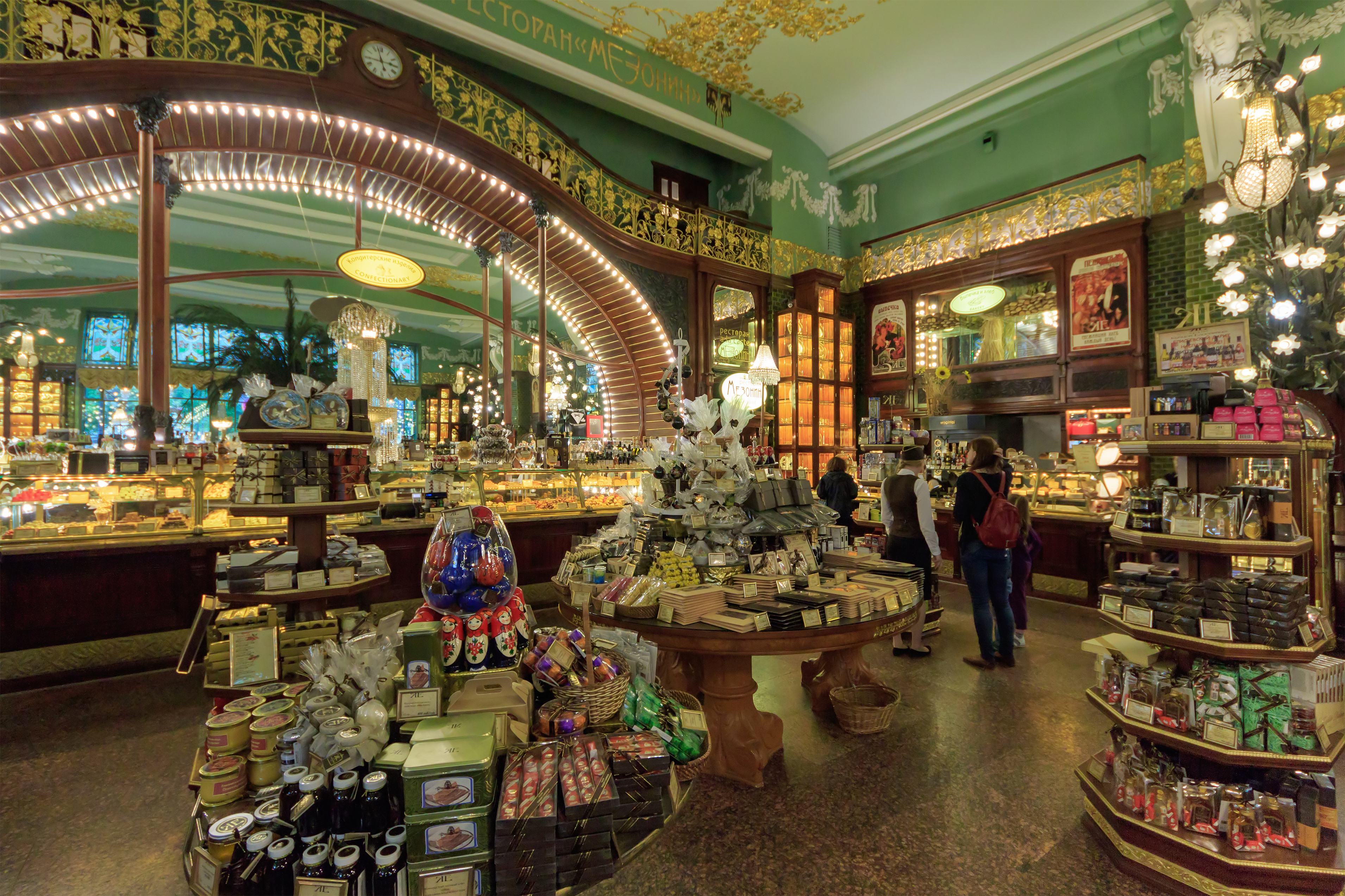
Интерьер Елисеевского магазина в Санкт-Петербурге

В конце XIX века популярность начал приобретать архитектурный стиль — модерн. Несмотря на то, что этот стиль преобладал в Петербурге всего 10 лет, за это время в городе было построено большое количество зданий, в основном доходных домов. Модерн начал формироваться, как романтический стиль нового поколения, окружённый ореолом мистичности и экзотичности. Каменноостровский проспект считается «музеем модерна».
Для зданий этого архитектурного стиля было свойственно отсутствие симметрии, свободная планировка: вместо квадратов и прямоугольников — более сложные геометрические фигуры с отсутствием выраженного центра в здании, различные части дома могли иметь разную высоту, фасады украшали огромные оконные проёмы, высокие арки, стеклянные колпаки, балконы и эркера. Вышеперечисленные элементы архитектуры были возможны к претворению только благодаря применению железобетонных, металлических и металлостеклянных конструкций. Для архитекторов модерна была важна не только красота фасада дома, но и стремление к комфорту и рациональной планировке зданий, на структуре фасадов отражалось внутреннее устройство
В оформлении фасадов часто использовался гранит разных цветов, как полированный, так и стилизованный под необработанный камень. Также применялись чугунное литьё, глазурованный кирпич и майолика. Красивое оформление окон было важной частью в фасаде стиля модерн. Фасады зданий украшали стилизованными, причудливыми и утончёнными орнаментами, самым распространённым типом был «растительный» орнамент, где листья и стебли переплетались в сложные узоры. Изящные орнаменты применялись и в оформлении внутренних помещений. Самым известным архитектором направления модерна был Павел Сюзор, спроектировавший здание «Зингера», ставшее одним из главных памятников петербургского модерна.
| |  |  |  |  |
| Дом компании «Зингер», Торговый дом «Братьев Елисеевых», Здание торгового дома «Эсдерс и Схейфальс», Доходный дом Н. Н. Лейхтенбергского, Витебский вокзал |  |  |  |  |

### Северный модерн
Северный модерн начал приобретать популярность в начале XX века. Несмотря на схожее название с модерном, фактически северный модерн был противоположен роскошному модерну своей подчёркнутой строгостью в оформлении фасадов и нейтральными цветами. С ранним модерном это направление роднила любовь к применению железобетонных конструкций и создание массивных оконных пролётов или стеклянных крыш. Фасадам таких зданий была свойственна и лаконичность, в облицовке таких зданий часто использовался гранит, в декоре использовались северные мотивы и животные. Этот стиль был локальным направлением в странах северной Европы — Швеции, Финляндии, Прибалтики и в Петербурге. Являясь северным городом, Петербург одновременно испытывал и оказывал культурное влияние страны балтийского региона. Самым известным архитектором в этом направлении стал Фёдор Лидваль. Среди его заказчиков также были в основном представители шведского или немецкого землячества. На фоне усталости от архитектурных излишеств, мода на северный модерн начала быстро расти, и свои проекты в этом стиле уже начали выполнять Николай Васильев и Алексей Бубырь, отходя от канонов шведского северного модерна и способствуя формированию локального петербургского направления.
Для доходных домов северного модерна было типично использовать камень в отделке фасадов на нижних этажах и шероховатую штукатурку серых и коричневых тонов на верхних этажах, цвета зданий повторяли естественные цвета горных пород. Фасады домов оформляли башнями с пирамидальными кровлями, асимметрично расположенными эркерами и разными по формам проёмами. Первые этажи украшали нарочито грубо обработанными плитами стеатита или горшечного камня. Здания северного модерна украшали символическими фигурами птиц, сов или рельефными вставками с флорой. Для фасадных элементов была свойственна визуальная загруженность, натуралистичность, фигуры животных или фантастических существ выглядели подчёркнуто устрашающе или гротескно.
Внутри северного модерна начинали переосмысляться многие нео-стили, типичные для романтизма, например неоклассицизма. Для таких зданий была свойственна простота, аскетичность и геометризированность, с малым количеством декора. После Первой мировой войны начала уходить мода на украшения и излишества в оформлении фасадов и всё большею роль наоборот начали играть форма и назначение здания. Начали формироваться основы будущего конструктивизма.
| |  |  |  |  |
| Дом Мертенса, Гостиница Астория, Доходный дом Т. Н. Путиловой, Новый Пассаж, Дом Матильды Кшесинской |  |  |  |  |

### Церковная архитектура
До середины XIX века главенствующим архитектурным направлением в церковном зодчестве был классицизм и стремление подражать античным храмам. Вторую половину XIX и начало XIX века принято считать эпохой ренессанса в церковной архитектуре. На развитие храмовой архитектуры второй половины XIX и начала XX века влияла мода на эклектику — обращение к разным архитектурным формам прошлого, это выражалось и в храмовой архитектуре, такой же разнообразной. При церковном строительстве применялись архитектурные течения из разных эпох, включая средневековое зодчество (Феодоровский собор, Церковь Преображения Господня), московско-ярославский стиль (Церковь Казанской иконы Божией Матери), московского барокко (Воскресенская церковь на Смоленском кладбище, Крестовоздвиженский собор), византизм (Морской Никольский собор, Казанская церковь Воскресенского Новодевичьего монастыря, Церковь Милующей иконы Божией Матери) и другие. Архитектурные формы разных стилей и эпох могли объединяться и перемешиваться — характеризующая черта эклектики и образовывать неорусский стиль. В городе вместе со стремительным ростом населения началось массовое строительства храмов, чтобы вмещать в себя всё больше прихожан. Массовое возведение каменных храмов упрощалось усовершенствованием строительных технологий.

Церковь в конце XIX и начала XX века начала рассматриваться, как проводник национально-патриотических идей, церковная архитектура рассматривалась как самый яркий атрибут русского самобытного зодчества, в это время в неорусском стиле начали возводиться храмы в традиционной русской крестово-купольной системе, но с обилием деталей на фасаде здания. Самый яркий памятник эпохи — Спас-на-Крови. Другие яркие образцы нерусского стиля — Собор Петра и Павла, Собор Николая Чудотворца, Успенская церковь на Васильевском острове и другие. 
| |  |  |  |  |
| Спас на Крови, обор Петра и Павла, Успенская церковь на Васильевском острове, Морской Никольский собор, Феодоровский собор |  |  |  |  |

### Промышленная архитектура
Несмотря на то, что промышленные здания в Петербурге строились ещё с момента его основания, именно на рубеже XIX и XX веков вместе с расцветом петербуржской промышленности была сформирована и промышленная архитектура. В этот период строились огромного размера кирпичные здания с обширными пространствами, хорошим освещением и декором, образованным из кирпичной кладки. Вторую половину XIX и начало XX веков принято считать золотой эпохой в промышленной архитектуре Петербурга. На расположение фабрик во многом влияли правила их размещения. Производственные здания дозволялось строить в ненаселённых районах ниже течения и на островах голодай, если фабрики загрязняли воду. За основу архитектурного стиля лёг безордерный классицизм с рациональными элементами эклектики.
Производственные корпуса удерживались металлическими конструкциями и освещались остеклёнными кровлями, фонарями верхнего света или большими окнами-витражами. Облик промышленных зданий описывался, как кирпичный стиль. Хотя в кирпичном стиле выполнены также жилые, коммерческие здания, церкви — промышленные здания, станции, склады являются самыми его яркими образцами.
Такие здания не было принято облицовывать штукатуркой, отчего кирпич придавал зданиям буро-рыжеватый цвет. Массивные строения с минимальным декором подчёркивали конструктивную основу фасада. При строительстве зданий активно применялись новейшие технологические достижения в архитектуре и промышленности, позволяя создавать массивные архитектурные конструкции. Фасады облицовывались качественным или обожённым кирпичём.
Характерные памятники промышленной архитектуры эпохи — пивоваренный завод «Бавария», который в своём стиле сочетал промышленную архитектуру, имитирующую баварские постройки. Обуховский сталелитейный завод сочетал в себе кирпичный стиль с эклектикой. Раменская бумагопрядильная и ткацкая мануфактура стала ранним примером многоэтажного производственного здания с каркасом из чугунных колонн, в котором были ещё заметны черты классицизма. Отдельную категорию промышленной постройки составляют газовые заводы c массивными башнями с куполообразным завершением.
| |  |  |  |  |
| Телефонный завод «Русского акционерного общества "Л. М. Эриксон и К"», Электростанция с водонапорной башней мызы Стенбок-Ферморов, Котельная с дымовой трубой акционерного общества «Соединительные кабельные заводы», Сборочно-снаряжательная мастерская на Уральской улице |  |  |  |  |

## Экономика

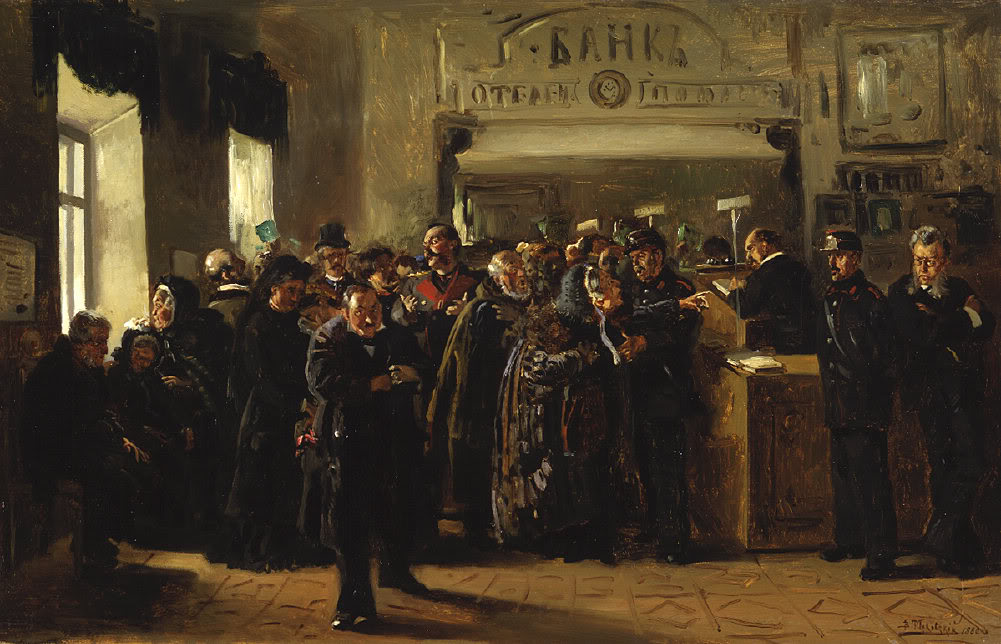
Крах Банка, Владимир Маковский, 1880 год

Рубеж XIX и XX веков, в условиях капиталистической эпохи, пришёлся на бурное развитие городской экономики и промышленности. В Петербурге строились предприятия, открывались банки, формировался разбогатевший на капитализме класс — буржуазия. Росту промышленности способствовали научные открытия и технические изобретения, позволявшие прибегать ко всё более массовому производству. Петербург до 1917 года занимал одно из важнейших экономических мест в восточно-европейском регионе и на Балтийском море.
На рубеже веков Петербург стал финансовой столицей Российской империи. В Петербурге постоянно возникали экономические кризисы, во время которых разорялись предприятия и тысячи рабочих теряли работу. В городе открывались сотни магазинов. Улицы Петербурга на рубеже XIX и XX веков были заполнены рекламой, а в начале XX века появилась ходячая реклама. Часто реклама использовала в названии «Париж», например определённые товары из Парижа, чтобы создать иллюзию престижности, хотя чаще всего заведения и их хозяева с «парижскими» вывесками не имели отношения к Франции.
О капиталисткой эпохе напоминают многочисленные здания торговых центров, банков и зданий, напоминавших о деятельности торговых фирм и финансистов. Пять крупнейших Банков России располагались в Петербурге, три из них на Невском проспекте — Волжско-Камский банк хранил денежные вклады граждан, инвестировал в предприятия и торговлю, Междунаро́дный комме́рческий банк сотрудничал с немецкими банками и имел свои филиалы в Европе. В него вкладывали средства предприятия металлургической и нефтяной промышленности. Русско-Азиатский банк был крупнейшим банком России, инвестировавшим в промышленность разного направления и торговавшим хлебом.

### Торговля
Ещё до наступления капиталистической эпохи, Петербург был сердцем российской международной и внутренней торговли. В городе работало пять товарных бирж, где российские купцы и иностранные торговцы заключали сделки с крупными оптовыми партиями российских и иностранных товаров. Главная биржа располагалась на Стрелке Васильевского острова. Порт играл важную роль во внутренней и международной торговле.

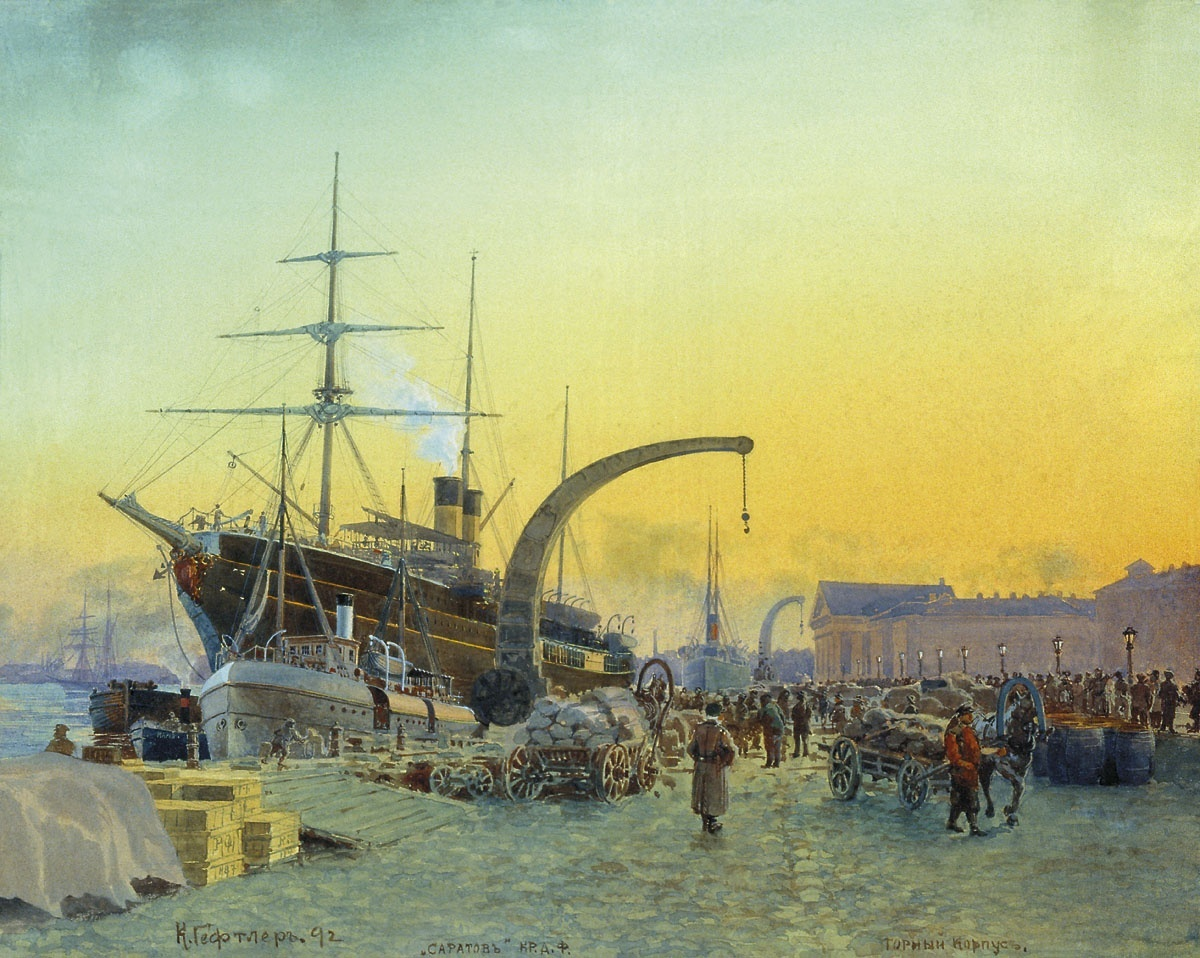
Пароход Добровольного флота «Саратов» у Горного института, 1892.

На протяжении первой половины XIX века Стрелка Васильевского острова выступала главным торговым городским портом, где иностранные и русские торговцы продавали и закупали товары. Невская губа была мелководной, из-за чего товар разгружался ещё в Кронштадте и перекладывался на плосководные суда. Начиная с середины XIX века парусные корабли заменялись паровыми судами, имевшими более крупные размеры, что позволило увеличить количество перевозимого груза. Это привело к перегрузке Стрелки, от чего транспортировка огромных партий товаров задерживалась, что затягивало продажу, повышало цены продуктов, доставляло неудобства торговым предприятиям и владельцам судов. Основной торговый порт был перенесён в Кронштадт. Для решения вышеперечисленных проблем в Петербурге в 1885 году был построен Морской канал от Кронштадта до Гутуевского острова. Центр торговли был перемещён в Большой порт, позволяя отныне беспрепятственно прибывать туда огромным судам. В годы Первой мировой войны было введено торговое эмбарго на поставки товаров в Германию. Рост торгового оборота постоянно рос с XVIII века но сильно замедлился к началу XX века, так как Россия, стремившись укрепить своё влияние в Прибалтике, наращивала товарный оборот в портах Риги, Ревеля, Либаву и Виндаву. Товарооборот рухнул во время первой мировой войны.

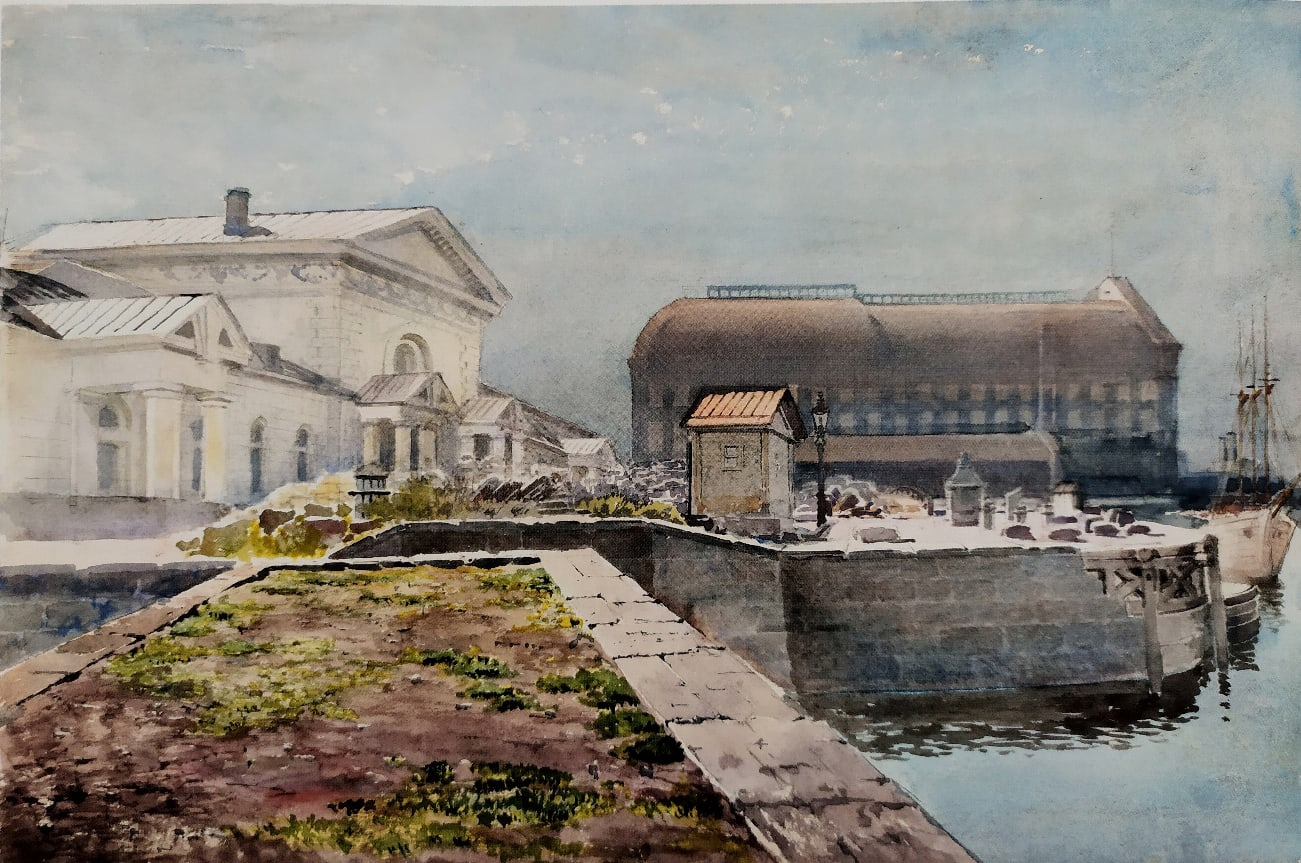
Вид на Сальный буян и устье Сальнобуянского канала на акварели Карла Гефтлера, 1900-е годы

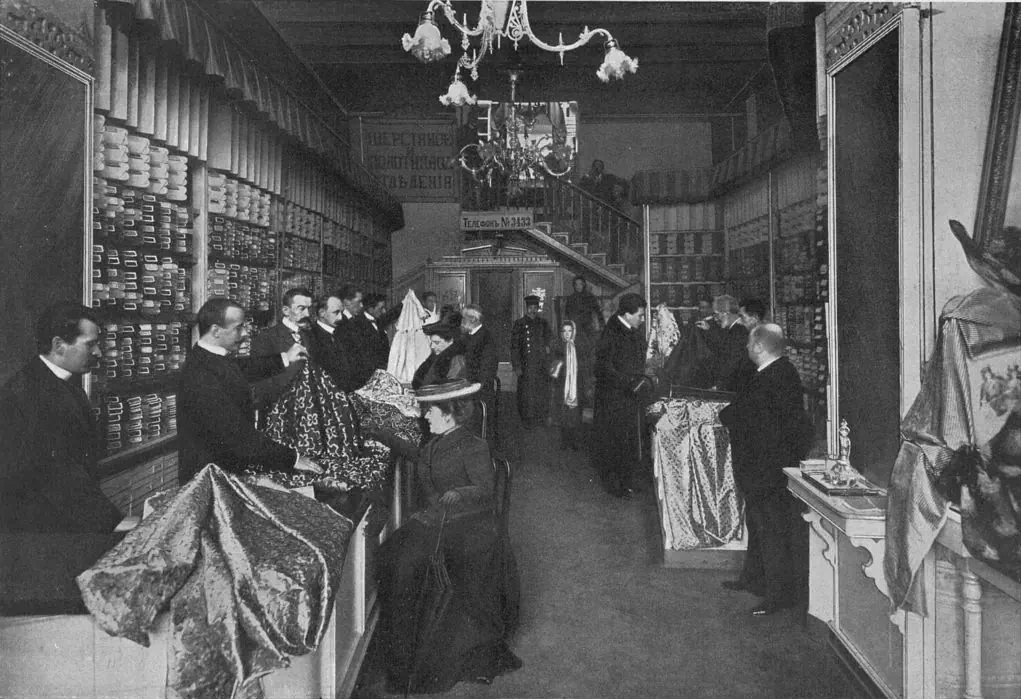
Элитный магазин тканей в Малом гостином дворе, 1901 год

Товарооборот на рубеже XIX и XX веков значительно возрос за счёт производства. Если ещё в начале XIX века в порт прибывали в основном товары для оптовой и розничной торговли, то к концу XIX века большая часть товара уже была сырьём — хлопок, уголь, металл и прочие материалы, активно закупалось и оборудование для промышленности. Из Петербургского порта вывозились изделия петербургских заводов, зерно, древесина и т.д. Специальная таможенная набережная была возведена около Гутуевского острова. В гавани располагались многочисленные амбары, cклады, навесы, где в основном хранилось зерно с древесиной. Был построен амбар-ледник для хранения масла. В угольной гавани могли разгружаться одновременно 30 пароходов. Со стороны России до порта добирались через Обводный канал, в России были налажены водные дороги до Невы. На месте соединения Обводного канала и Александро-Невской Лавры располагалась Калашниковская набережная, где располагались крупнейшие склады с зерном на экспорт в Европу. Несмотря на надёжность и дешевизну водных путей, товары по ним передвигались медленно, а зимой сообщение останавливалось вместе с оледенением водной поверхности. Основным наземным транспортом по перевозке груза выступала гужевая конка. В 1910-е года появлялся первый грузовой автомобильный транспорт, но он оставался редкостью.

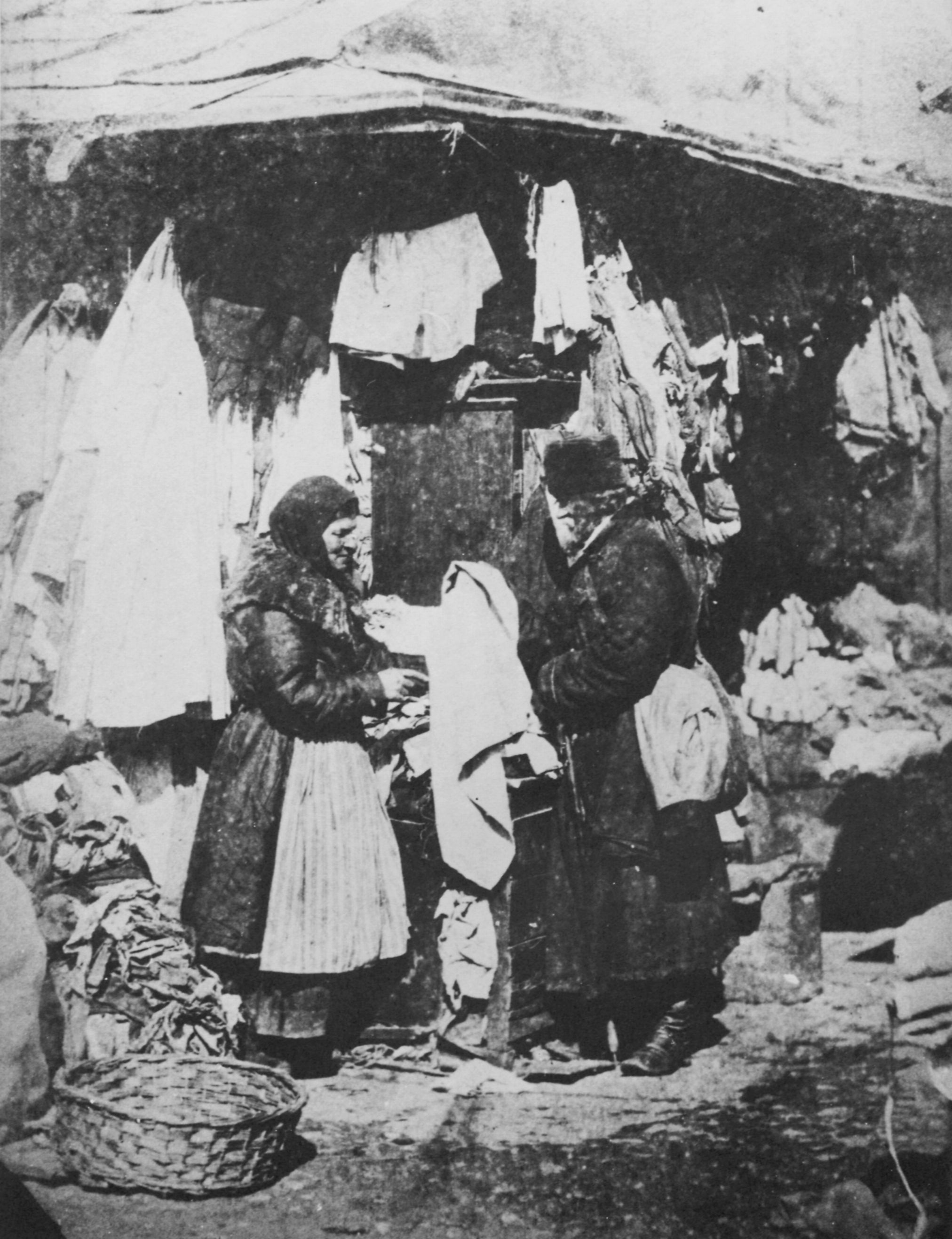
Уличная торговля тканями

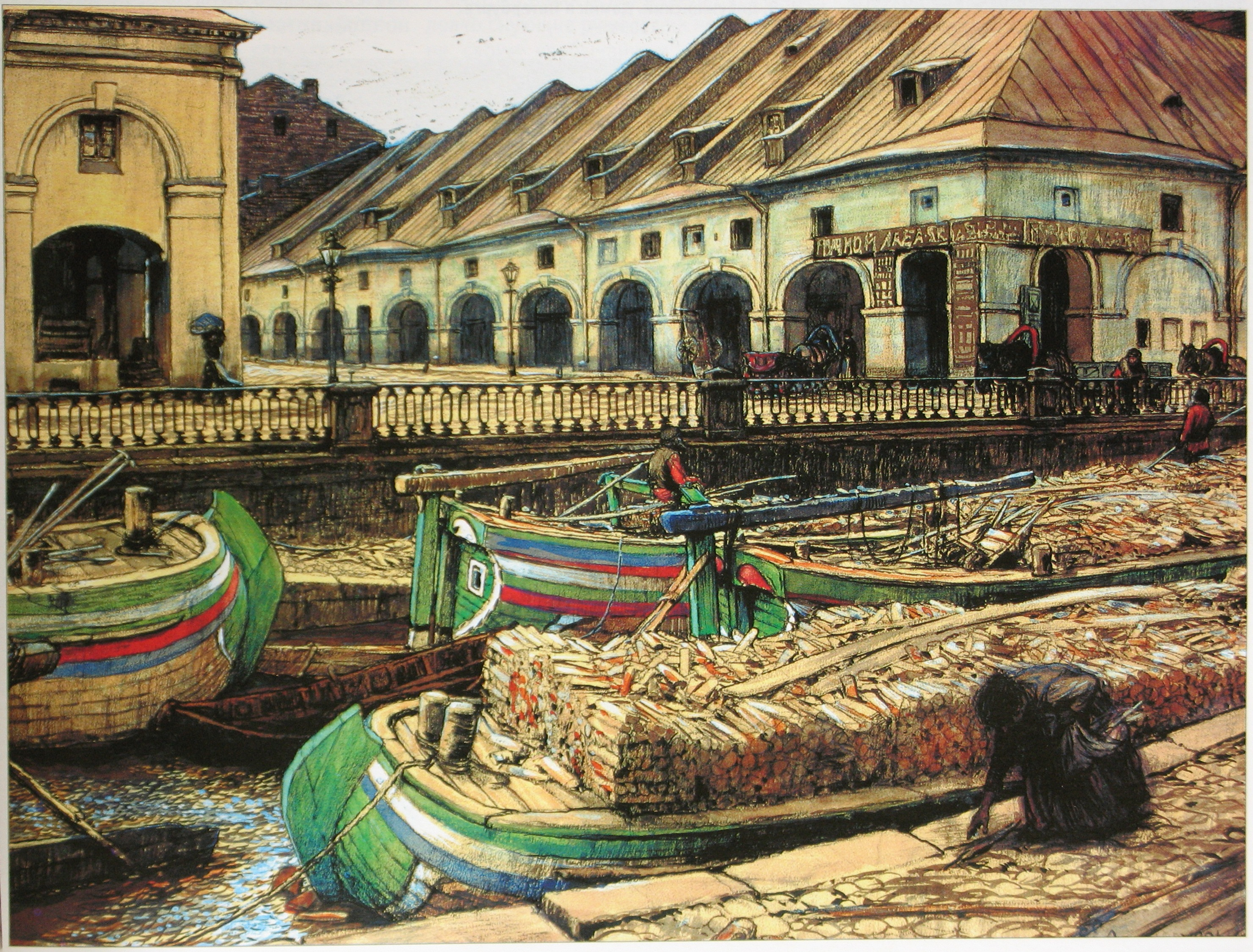
Баржи у Никольского рынка, 1901 год

В Петербурге имелось множество торговых заведений. Больше всего магазинов было открыто на Невском проспекте, Большой и Малой Морской улицах. Самыми известными торговыми центрами были Пассаж, Большой Гостиный двор, Дом торгового товарищества «Братья Елисеевы», Дом Зингера, продававший швейные машинки, часовая фирма «Буре» и Торговый дом Гвардейского экономического сообщества, ставший первым в городе универсальным магазином, где можно было приобрести разнообразные товары, от продуктов питания до музыкальных инструментов, что было сенсацией для того периода. Ещё больше в Петербурге работало небольших магазинов с более доступными ценами и располагавшихся в нижних этажах доходных домов, своего рода малые универсамы, где можно было купить продукты питания и предметы первой необходимости. Такими товарами для петербуржцев были мыло, керосин, швабры, различные масла, конверты, открытки, дешёвая посуда, конфеты, хлеб, селёдка, морковь, саго, гречневая каша и другие. Как правило в таких лавках располагались пекарни. Постоянные посетители часто брали у владельцев лавок кредиты c ежемесячным расчётом.

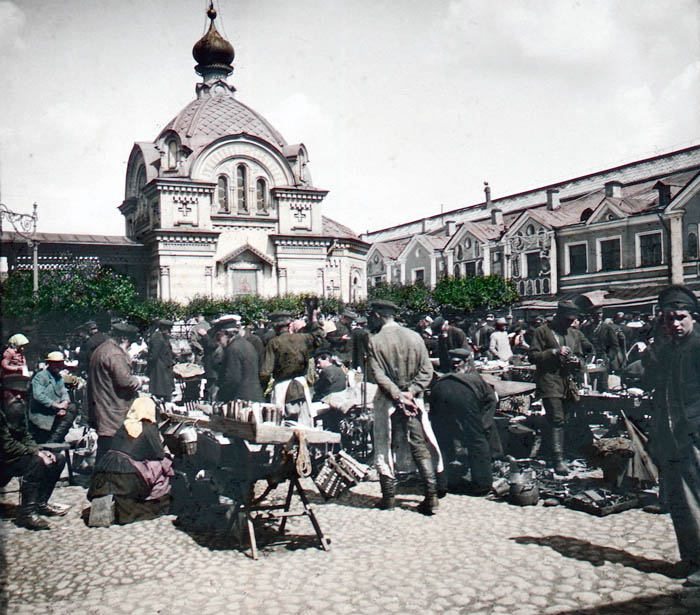
Ново-Александровский рынок, 1896 год

Значительная часть петербуржцев продолжала закупать товары на рынках. Центром городской рыночной торговли была Садовая улица, на которой располагались Апраксин, Щукин, Сенной, Никольский и Александровский рынки. В Апраксин двор отправлялись за одеждой, обувью, тканями, галантерей, мехами и другими необходимыми товарами. Он представлял собой отдельный квартал, формировавшийся множеством зданий, где также работали мастерские. Качество этих тканевых товаров было ниже, чем в Пассаже, Гостином дворе и других магазинах, но дешевле. В Апраксиным дворе, на площади у Фонтанки торговали овощами, грибами, ягодами и фруктами. Двор сыскал дурную славу за свою антисанитарию и как пристанище для воров и мошенников. Другой крупнейший рынок располагался на Сенной площади. Там были построены четыре торговых павильона, где в трёх павильонах торговали продуктами, а в четвёртом — корзинами, корытами, щётками и кадками. Сенная площадь также славилась антисанитарной обстановкой. Бедное население также закупалось в мелочных лавах, располагавшихся в тёмных полуподвальных помещениях, где продукты для продажи были нагромождены. Продаваемые там продукты часто были плохого качества и просроченные.
Важную часть экономики составляли поставки древесины в город. Дрова служили основным топливом. Основная часть дров поставлялась в город на баржах. Баржи, перевозившие дрова, были предназначены для нескольких рейсов, а затем сами разбирались на «барочный» лес, использовавшийся для постройки дешёвого жилья на городских окраинах. Баржи разгружали «носаки» — крестьяне. Дрова часто включали в состав услуг при аренде жилья.

### Биржа
Торговая Биржа в Петербурге существовала ещё со времён Петра I, однако вплоть до середины XIX века она оставалась исключительно товарной и служила местом встреч для сделок по покупке, продаже товаров и сделок с векселями и иностранной валютой. Начиная со второй половины XIX века, на фоне строительства многочисленных торговых, промышленных и железнодорожных предприятий, на бирже начали проводиться сделки с ценными бумагами, которые могли храниться в частных банках. Спрос на ценные бумаги шёл волнообразно. В разные периоды, во время «биржевых горячек» возникал ажиотажный спрос на акции. Первая лихорадка пришлась на 1857 год, когда акции большинства обществ мгновенно распродавались, и многие богатые жители отдавали все имевшиеся средства, бросали торговлю или закладывали собственные дома, чтобы приобрести акции. Многие учреждения преобразовывали себя в акционерные сообщества. В 1858 году произошло обрушение акций и многие общества и владельцы акций прогорели.

Внутри торговой биржи

Биржевые лихорадки продолжали происходить периодически. В конце 1860-х годов, на фоне железнодорожного строительства и спекуляцией акциями компаний, также пошла серия массовых банкротств сообществ. Следующая биржевая горячка произошла в середине 1890-х годов, на фоне промышленного подъёма и очередной активизации железнодорожного строительства, усиления роста нефтяной и металлургической промышленности и появления очередной волны акционерных сообществ. Широкая публика закупала дивидендные бумаги и впала в лихорадку, появилось множество спекулянтов — «биржевых зайцев». В 1899 году случился очередной крах.
Следующая горячка случилась в 1910 году после того, как экономика активно восстанавливалась после потрясений из-за революции 1905—1907 годов. Цены на бирже в том же году обвалились, чтобы взлететь снова в 1911 году. На нестабильность биржи влияла политическая обстановка, военные конфликты или резонансные события, вроде убийства Столыпина. Стремительно росло число биржевых игроков, а спекулянты уже открыто устраивали свои собрания. Биржевые спекуляции нашли отражение в литературе. На этой лихорадке наживалась биржевая пресса или биржевые конторы по консультациям. Вспыхнувшие балканские войны спровоцировали сильные колебания на бирже с тенденцией к понижению.
Обвал биржи произошёл накануне Первой мировой войны. В Петрограде продолжали работать неофициальные биржи и некоторое оправление произошло в 1914 году, однако большая часть публики потеряла интерес к этой теме. На фоне получения прибыли военно-промышленных предприятий, за счёт щедрых дивидендов и возникновения свободного капитала, в 1916 году начали совершаться фондовые сделки и цены на частных биржах начали стремительно расти. Очередной биржевой ажиотаж в своём размахе достиг размаха 1890-х годов, это также происходило на фоне обесценивания рубля. Люди хотели сохранить свои средства. Биржевой ажиотаж не спадал также из-за политических волнений. После отмены монархии биржевая деятельность приобрела характер беззастенчивой игры на курсе. Акции покупались для борьбы с инфляцией, сама биржевая игра стала голой спекуляцией. Бумаги и акции использовали, как денежную валюту. Октябрьская революция и введение плановой экономики сделали биржевую деятельность бессмысленной.

### Промышленность
Хотя промышленность играла важную роль на протяжении всей истории Петербурга, именно рубеж XIX и XX веков стал её апогеем. 78 % петербургских заводов и фабрик были построены в течение 40 лет после александровских экономических реформ. В 1876—1895 годы объём производства вырос в 3,1 раза, металлообработки — в 4 раза, количество рабочих увеличилось почти в 2 раза. Если в 1860-х годах в городе работало около 200 крупных промышленных предприятий и 3258 ремесленных мастерских, то в 1894 году это уже было 500 предприятий и 8584 мастерских. Промышленность стала ведущей отраслью городской экономики. К 1913 году металлообработка и электротехническая промышленности составляли 41,5 % от общего объёма, швейная и текстильная — 18,5 %, химическая — 8,9 % и прочие отрасли — 31,1 %.
Петербург стал лучшим местом в Российской империи для предпринимательской деятельности. В город прибывали люди, стремившиеся на окраине города открыть собственный завод. Частные фабрики занимались в основном лёгкой промышленностью — чаще всего пищевой, текстильной, кожевенной и т. д. На фабрики можно было брать дешёвый рабочий труд, состоявший из многочисленных выходцев из деревень, получая высокие доходы.
Петербуржская промышленность была в основном сосредоточена на Выборгской стороне и на юге вдоль обводного канала. Если фабрики в прошлом стремились строить у воды, то к концу XIX века их размещали у основных транспортных, железнодорожных магистралей. К началу XX века в Петербурге работали сотни предприятий, образуя вокруг города промышленное кольцо. Ключевую роль в развитии промышленности играло развитие железной дороги, позволявшей транспортировать товары по земле, в том числе в зимний период, когда реки и каналы замерзали.
Малые предприятия или так называемые дворовые мастерские могли располагаться в жилых районах городской периферии, вдоль улицы располагался как правило магазин, продававший продукцию, во внутренних корпусах — само производство и квартиры для работников. Например это была типография А. Ф. Маркса.
Известные заводы того времени, например Товарищество Тентелевского химического завода, производившее краски, Товарищество производства обуви, производившее обувь, Завод динамо-машин Сименс-Шукерт, производившее электрические машины, а позже трансформаторы. Один из самых известных предпринимателей — немец Франц Карлович Сан-Галли изобрёл радиатор отопления. Сан-Галли также 20 лет состоял в городской думе и занимался развитием торговли, промышленности и городского хозяйства.
| |  |  |  |  |
| Лакировка галош, Оборудование сахарного завода Л.Е.Кёнига, Изготовление аэростата, пошив белья для действующей армии, рабочие телефонной фабрики Эриксон |  |  |  |  |

#### Тяжёлая промыленность и машиностроение
Петербург стал был центром тяжёлой промышленности. К началу XX века в Петербурге производилось более 70 % всех машин и механизмов в Российской империи. Тяжёлая промышленнсоть была тестно связанна с военной. Петербург был центром судостроения, производства артиллерийских орудий, бронепоездов, самолётов и других вооружений. Для обслуживания тяжёлой промышленнсоти и машиностроения были построены около 100 металлообрабатывающих заводов. 45 % всех рабочих фабрик были задействованы в металлообработке и машиностроении.

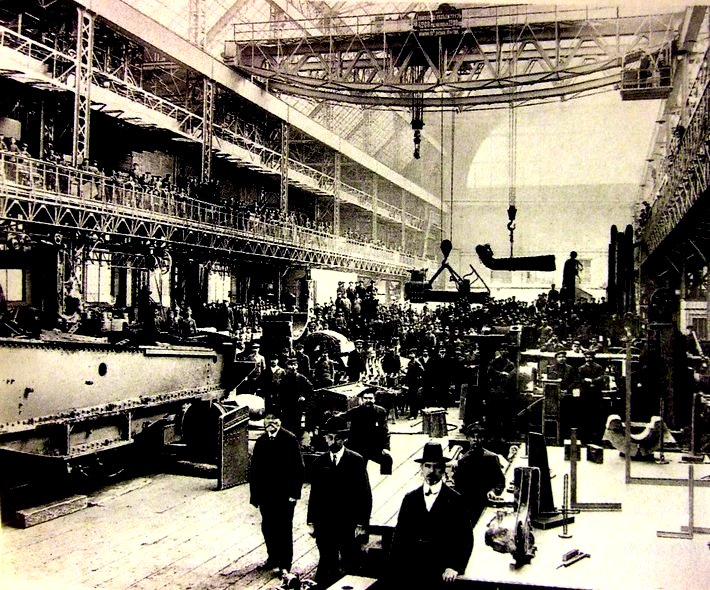
Путиловский завод, начало XX века

Тяжёлая, военная и машинная промыленности была тестно связанна с государственным финансированием. Многие заводы, занимавшиеся созданием станков, паровых двигателей, рельсов и паровозов были государственными. Для частных предпринимателей вложение в тяжелую промыленность было слишком рискованным, если они и решались заняться созданием станков или кораблей, стремились брать заказы у государства. Некоторые заводы в итоге выкупались государством, для обслуживания оборонной промышленности.
Известные заводы тяжёлой промышленнсоти — Путиловский завод, производивший паровозы, вагоны и рельсы; Товарищество Вагоностроительного завода, производившее вагоны для армии Другой известный предприниматель и инженер — Николай Иванович Путилов, занимавшийся на Путиловском заводе производством кораблей и создавший устойчивые к морозу рельсы. Эммануэль Нобель, брат Альфреда Нобеля, учредившего позже Нобелевскую премию — спроектировал танкер, цистерны, один из первых применил нефтепровод и работал над другими технологическими изобретениями. Его сын Людвиг Нобель занялся производством двигателей дизеля, жертвовал деньги в научные обсерватории и построил «народный дом» для своих рабочих.
Машиностроительне заводы занимались в основном строительством паровозов и металлических паровых судов. Паровозы выпускали Александровский, Семянниковский, Путиловский заводы, мастерские Петербургско-Варшавской железной дороги. Железная дорога вовлекала в хозяйственный оборот большие территории, способствовав дальнейшему росту производственных сил.
Петербург оставался центром судотроения Российской империи ещё с момента его основания, а первые железные колабли были произведены ещё в начале XIX века. К середине XIX века адмиралтейские верфи стали крупнейшим производственным комплексом в городе, однако судостроение устаревало, верфи продолжали производить в основном деревянные суда. Нехватка железных судов стала одной из главных причин в пражении в Крымской войне в 1856 году. После этого была начата реконструкция адмиралтейских верфей, чтобы сделать их центром строительства железных и броненосных судов. Во второй половине XIX века верфи стали первым в России местом производства броненосного и крейсерского флота. К началу XX века верфи превратились в обширную тесно застроенную территорию, очередная реновация производства вместе со строительством Адмиралтейского судостроительного завода последовала после поражения в русско-японской войне.  

### Ремесленники
Вместе в ростом промышленности в Петербурге стремительно росло количество ремесленных цехов, представлявших собой мастерские или малые цехи. Петербург выступал крупнейшим ремесленным центром в восточной Европе, петербургские ремесленники играли важную роль в системе экономических связей на северо-западе России, балтийском регионе до Германии. Многие мастера состояли из приезжих из восточной Европы, Балтики, а также мастеров из Западной и Южной Европы, осуществляя обмен опытом. 

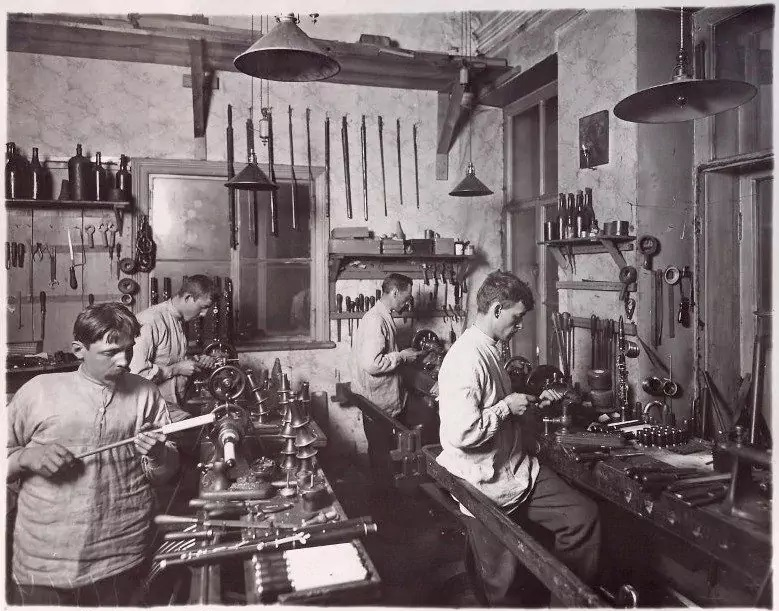
Производство музыкальных духовых инструментов, 1910-е годы

Ремесленники играли центральную роль в производстве в доиндустриальную эпоху. Цех состоял из штата работников, их подмастерьев и учеников. Цехи занимались производством продуктов питания — хлеба, кваса, занимались производством одежды, обуви, мебели, металлических изделий, посуды, утвари итд. Шведы и Финны славились ювелирными изделиями, немцы изготавливали лучшую колбасу, они также были сапожниками и механиками, французы и итальянцы были кондитерами и портными. В городе проживало множество постоянных и временных, цеховых и не цеховых мастеров. Знаменитый ювелир Карл Фаберже в своей фирме изготавливал одни из лучших ювелирных изделий в мире, в том числе и для императорского двора. Самые известные его изделия — яйца Фаберже.
Петербургские ремесленники играли крайне важную роль в городской экономике, даже при росте промышленности, в городе постоянно росло их число. Если в 1848 году в Петербурге жило 35 000 цеховых ремесленников, то в 1868 году их уже было 51 000 человек, а в 1900 году — 57 500 человек. Общее количество ремесленников, без учёта принадлежности к цехам достигало 150 000. Рост ремесленного дела объяснялся тем, что вместе с ростом выпуска массовой продукции, повышался и спрос на более качественную продукцию ремесленного производства, шло переосмысление ремесленной продукции, как дорогой и выдерживавшей высокий эталон качества, в которой так нуждалось богатое городское население.

## Культура

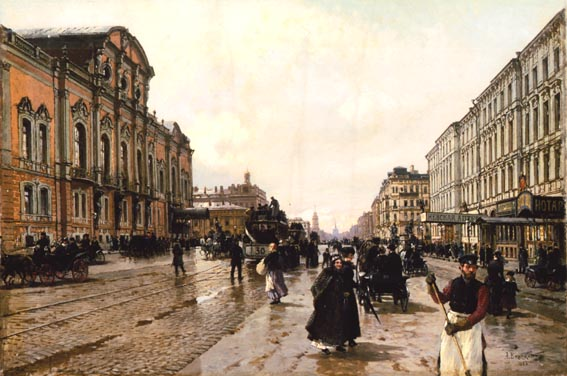
Утром на Невском проспекте, Беггров 1886

Петербург выступал законодателем моды в Российской империи, но перенимал парижскую моду. Городской моде и поведению на публике задавали тон самые богатые горожане, часто получавшие европейское образование. Престижным считалось соблюдать приличные манеры, быть вежливыми, сдержанными. В Петербурге располагались самые дорогие модные в России салоны. Дворяне и самые богатые петербуржцы заказывали одежду у портных, однако всё чаще одежду покупали в магазинах. У богатых мужчин в моду вошли брюки, пиджак и жилет. Вместо цилиндров носили котелки. Также мужчины носили перчатки, часы и зонт. В конце XIX века в моду вошли усы и борода с причудливыми формами. Богатые дамы носили платья, жакеты, юбки, плащи от дождя и пыльники. В прохладную погоду поверх платья надевали короткий жакет с узкими рукавами. Женщины должны были обязательно носить шляпы, что считалось нормой приличия, а также носить перчатки и зонтик, как от дождя, так и от солнца. Женщины носили длинные платья, скрывавшие их ноги. Первые широкие брюки появились в начале XX века. Их надевали только для катания на коньках. Женская мода за 60 лет претерпевала множество изменений, однако юбки становились всё менее широкими и пышными. Так как в дождливую погоду улицы города становились грязными и мужчины, и женщины надевали галоши. Бедные мужчины одевали картуз с лакированным козырьком, пиджак и брюки. Высокие сапоги любили носить рабочие, среди рабочих в моде были сапоги с хрустящим звуком. Рабочие любили носить рубашки — косоворотки с жилеткой поверх. Среди богатых горожан было модно интерсоваться технологическими новшествами, кататься на авто или посещать кино.
В Петербурге среди интеллигенции сформировался особый городской диалект в условиях влияния иностранных языков, многие немецкие и французские слова вошли в речевой оборот, например завтрак назывался «фрыштиком». Многие кальки в итоге вошли в современный русский язык — полиция, амуниция, платформа, форточка и другие. Ещё в начале XIX века среди знати основным языком общения был французский, в итоге в «петербургском» диалекте часто использовались неправильные обороты, заимствованные из французского, например говорили «лежать в кровати», а не «на кровати». В Петербургском диалекте присутствовал и сленг, например полицейских называли «фараонами».
В начале XX века Петербург начал восприниматься, как город-музей. Появились первые экскурсанты, состоявшие из историков и искусствоведов. Экскурсии скорее были публичными лекциями. Для города начали составляться первые путеводители. В тот период главными достопримечательностями считались Церковь Вознесения на Воскресенском проспекте, Главная водонапорная станция, Таврический дворец, Таврический сад, Смольный монастырь и Государственный мемориальный музей А. В. Суворова.

### Общественные и увеселительные места
В Петербурге начали массово открываться музеи, за короткое время их было открыто более 30. Многие горожане начали интересоваться природой, геологией, эволюцией и прошлом города. В Кунсткамере можно было увидеть экзотические коллекции, в Эрмитаже и Русском музее шедевры художников их прошлых эпох и разнообразные виды вооружения в Артиллерийском музее. В крупнейшем в России Зоологическом музее можно было увидеть чучела вымерших животных, тогда он был одним из крупнейших в мире этнографических музеев. Бесплатно музеи можно было посещать по выходным.

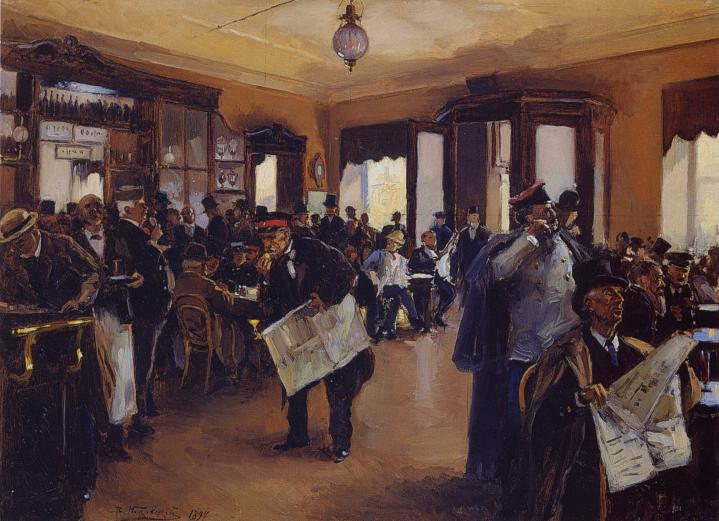
Внутри кафе «Доминик», Владимир Маковский

В Петербурге в основном на государственные средства начало открываться множество народных домов, строившиеся на окраинах города с целью просвещения низших сословий — в основном ремесленников и рабочих. В народных домах проводились лекции, устраивались концерты, имелись библиотеки и иногда устраивались воскресные школы для детей и взрослых с целью обучения грамоте. Фактические именно дореволюционные народные дома стали прообразами для домов культуры, существовавших в советский период. Посетители народных домов могли входить в кружки. В самом известном народном доме императора Николая II давали концерты лучшие актёры и певцы города. Народные дома позволяли бедным слоям населения ходить на театральные и музыкальные представления.

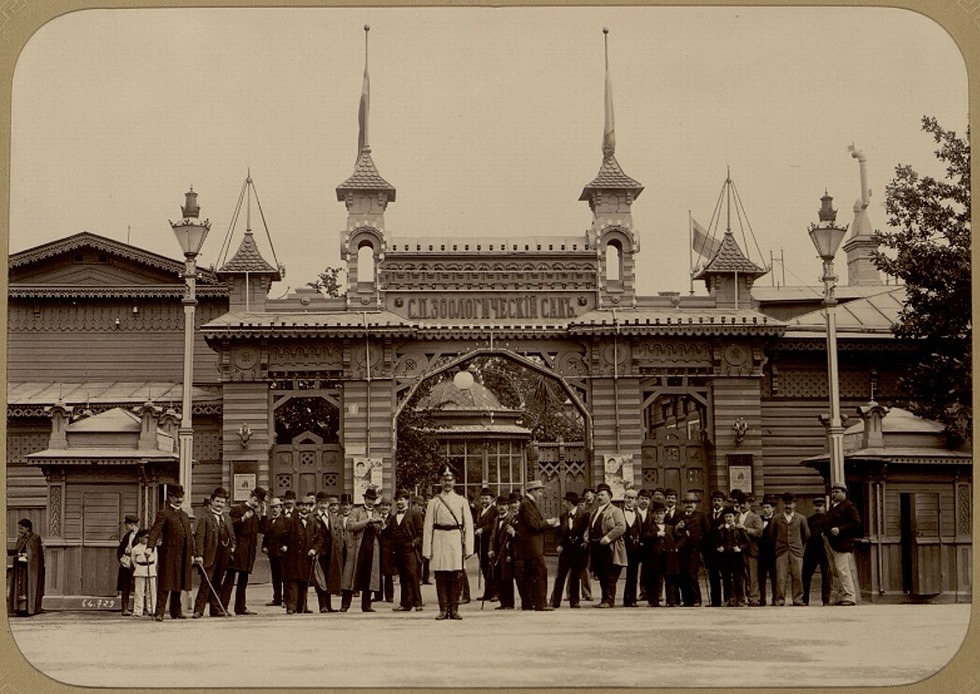
Вход в зоологический сад

Горожане отдыхали и развлекались в коммерческих увеселительных заведениях. Петербург помимо театров предоставлял множество способов развлечения для горожан. В центре города работали рестораны, кафе, трактиры. Расцвет петербургской гастрономии пришёлся на рубеж XIX и XX веков, когда в городе накануне гражданской войны работало около 3000 заведений общепита. Самые фешенебельные рестораны и кафе — «Палкин», «Медведь», «Кюбу», «Донон», «Доминик» и «Вену» посещали постоянно высшие слои городского сообщества. Богатые горожане расхаживали по магазинам, в городе работал фешенебельный торговый центр «Пассаж». Особой популярностью среди богатых горожан пользовался увеселительный сад «Аквариум», где устраивались музыкальные вечеринки.

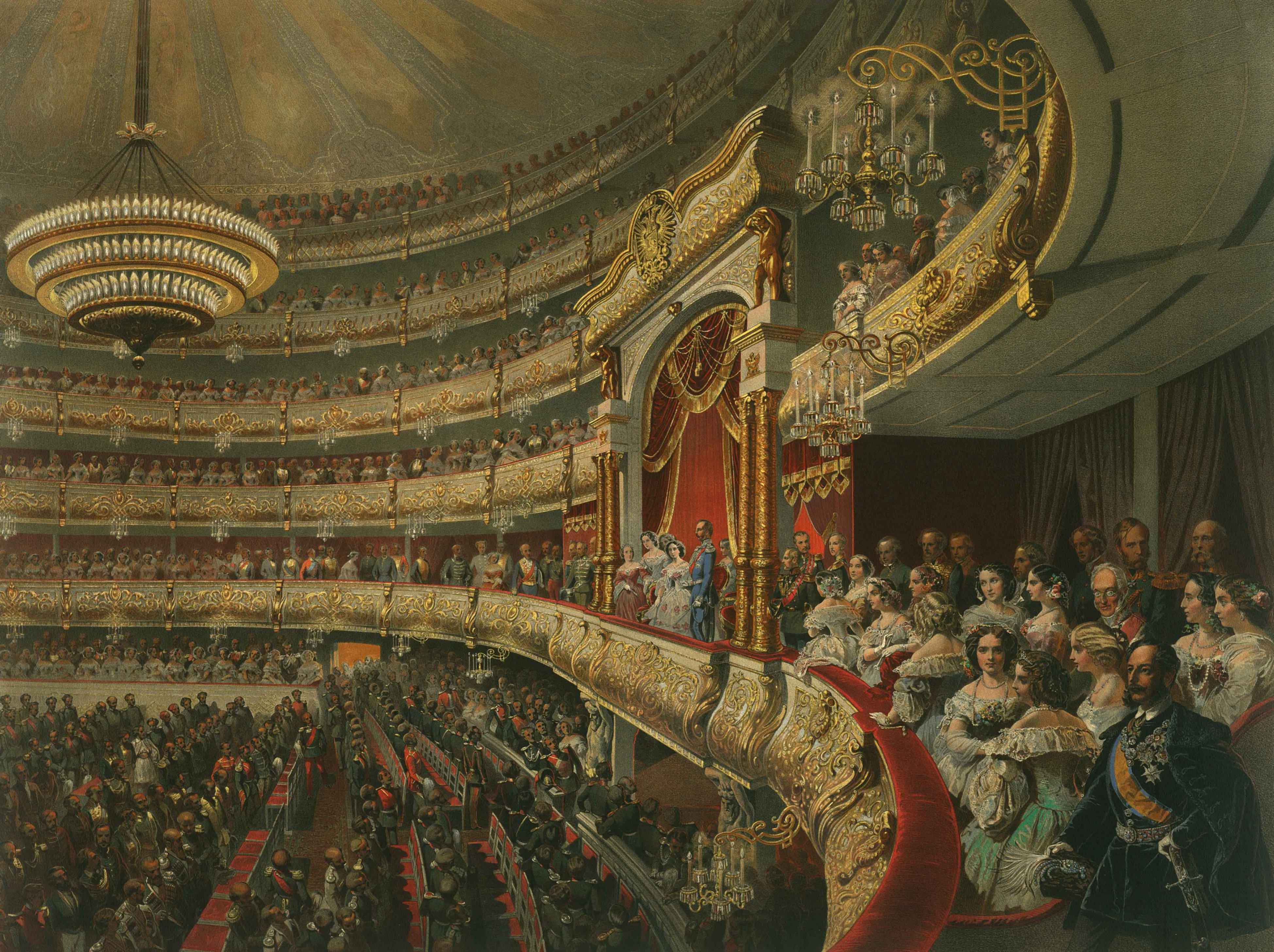
Представление в большом театре, взгляд на публику, 1956 год

Петербуржцы любили отдыхать в парках, где летом устанавливались качели, а зимой уже в рамках старой традиции — ледяные горки. Среди золотой молодёжи возникла традиция знакомиться и флиртовать не только на балах, но и на катках. Низшим сословиям и пьяным входить в парки запрещалось. В Петербурге был открыт Зоологический сад, который быстро превратился в главное увеселительное место в городе, куда для семейного отдыха стекались люди со всего города. В 1911 у Офицерской улицы открылся луна-парк, где также были первые в России американские горки. В начале 1910-х годов в городе на волне повальной моды на ролики открылось множество скетинг-рингов, например Американский скетинг-ринг или Спортинг-Палас, которые по совместительству были ресторанами и увеселительными учреждениями.
В Санкт-Петербурге при легализованной секс-работе ещё с 1844 года, работало множество публичных домов где развлекались и отдыхали мужчины из самых разных городских сословий в зависимости от степени фешенебельности публичного дома. Многие бордели содержались при трактирах.

### Развлечения

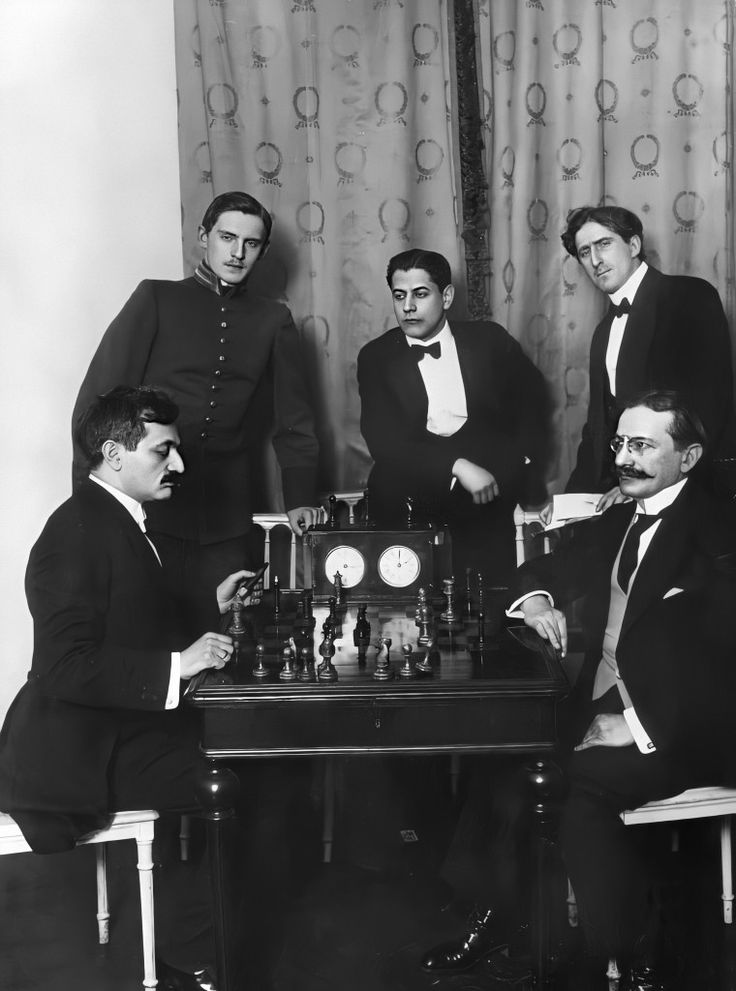
Шахматный турнир, 1914 год

Разные виды отдыха у горожан были связанны с общественными заведениями. Например при них часто имелись бильярдные. Этот изначально аристократический вид досуга был настолько популярным в Петербурге, что стал обязательным атрибутом при ресторанах, трактирах, гостиницах, клубах, увеселительных заведениях и даже больницах с музеями. Другим популярным видом настольной игры выступали шахматы, Петербург стал российским центром шахматного искусства, открывались шахматные клубы, издавалась тематическая литература. В городе с конца XIX века начали проводиться шахматные турниры, шахматные гроссмейстеры становились знаменитостями и соревновались с европейскими коллегами. Шашки составляли более простую и распространённую альтернативу развлечений, в них играли купцы и рабочие в перерывы между работой.
Особой популярностью пользовалась карточная игра, однако скорее существовавшая в подполье, тесно связанная с шулерством и азартными играми. Карты выступали главным способом в азартных играх. В Петербурге работало множество подпольных игорных клубов, на которые полиция вела постоянную охоту. В этих игорных клубах разорялись многие богатые и прославленные горожане. Самые успешные карточные шулеры становились знаменитостями, преступными аристократами, разъезжавшими по Европе на подпольные карточные турниры. После полного запрета на карточные игры в 1910-е годы, для азартных игр начали использовать домино. В этот же период быструю популярность начал набирать преферанс.
Богатые горожане в начале XX века увлекались собачьими выставками, боулингом, гольфом. Среди ремесленников оставались популярными петушиные бои. Стали возникать туристические клубы, чьи члены посещали страны и города Европы и наоборот, Петербург стали посещать первые иностранные туристы с целью посмотреть на достопримечательности города, а не с целью миграции или временной/деловой поездки. Туристы того времени были связаны с велосипедными кружками и катались на них по городам, которые посещали.
Многие богатые горожане и представители среднего класса увлекались спиритизмом, который выступал важной частью в светских мероприятиях. В город прибывали различные гадалки и спиритёры. Самым известным был Григорий Распутин, «развлекавший» членов императорского двора.
Среди городского класса набирала популярность идея купаться, как способ отдыха. В тот период не было принято загорать и носить купальники. На Неве устанавливали специальные закрытые купальни. Развлечения были связанны со спортом, например среди богатой молодёжи вошло в моду катание на роликах, теннис, стрельба.
На рубеже веков большой популярностью у горожан пользовались французские бои, залы Михайловского манежа или Цирка Чинизелли полностью заполнялись публикой, участники боя становились знаменитостями и принимали участие в мировых чемпионатах. На многих соревнованиях устраивались ставки и многие зрители приходили именно ради ставок. Традиционных развлечением среди простонародья оставались жестокие кулачные бои.

### Праздники

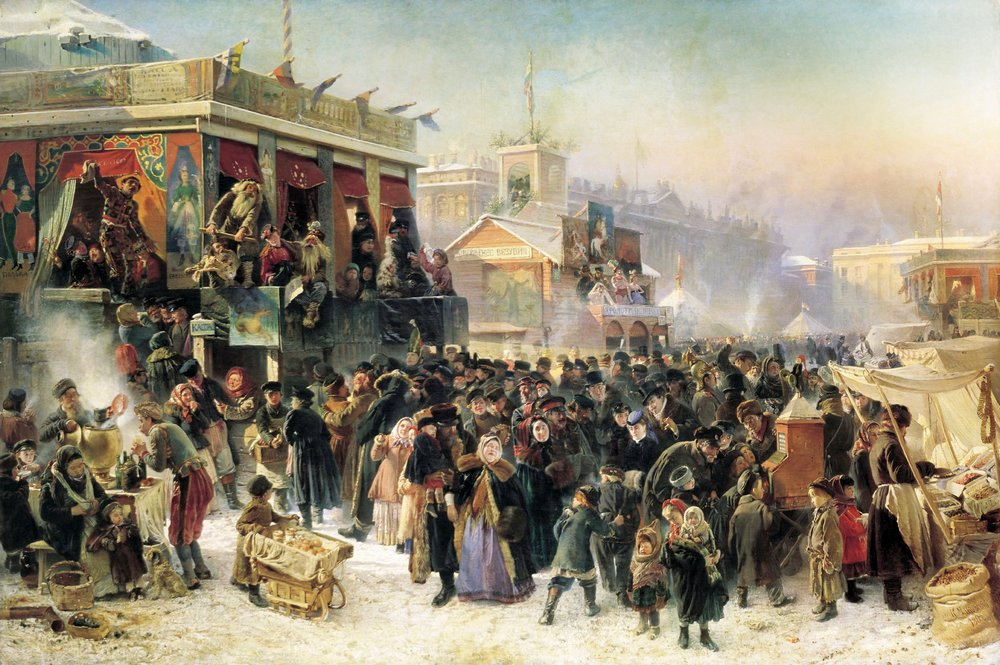
Народное гулянье во время масленицы на Адмиралтейской площади в Петербурге, 1869 год, Маковский

В Петербурге праздновались как городские, так и христианские праздники. В канун нового года центральные улицы Петербурга украшались гирляндами и разноцветными лампами. В магазинах толпились, чтобы раскупить подарки для детей, продукты и вина. Во второй половине XIX века возникла традиция украшать помещения новогодней ёлкой, в том числе и в бедных квартирах, под которую клали подарки для детей. В день нового года накрывали праздничный стол. Праздничные ёлки для детей рабочих устраивались в народных домах. Для рождественских праздников сооружались балаганы, где разыгрывались представления, главным персонажем в которых выступал Петрушка. Самым значимым религиозным праздником была Пасха, в чей период в городе устраивались крупные празднества. Народ также праздновал масленицу. Во время празднеств в городе появлялись открытые театры, где ставились представления для широкой публики.
Зимой на замёрзшей Неве, Фонтанке, а также на Марсовом поле, на Дворцовой площади и у Адмиралтейства строили деревянные ледяные горки. Горожане также любили кататься на чухонских санях, которые сзади толкал извозчик — каталь.
В Петербурге в честь юбилеев — 200-летия города в 1903 году и 300-летия династии Романовых в 1913 году проводились масштабные торжественные мероприятия. Торжественные процессии также устраивались при посещении иностранных делегаций.
Главным личным праздником для человека и аналогом дня рождения выступали именины, в день которых именинник получал подарки, пироги и вечером устраивалось празднование и застолье до полуночи. В Городе также было принято устраивать по улицам торжественные похоронные процессии в случае смерти богатых или высших чинов. Эти процессы могли останавливать движения целых улиц.

### Спорт
Рубеж XIX и XX веков сопровождался активным развитием спортивной культуры в Санкт-Петербурге, возник профессиональный спорт. Многие виды спортивных развлечений изначально начинали практиковаться иностранцами и затем перенимались остальными горожанами. На раннем этапе развития спортивной культуры в конце XIX века спорт оставался развлечением знати и практиковался в пределах закрытых клубов, как средство укрепления связи между сословными кругами. Спортивные кружки были замкнутыми организациями с ограниченным числом членов.

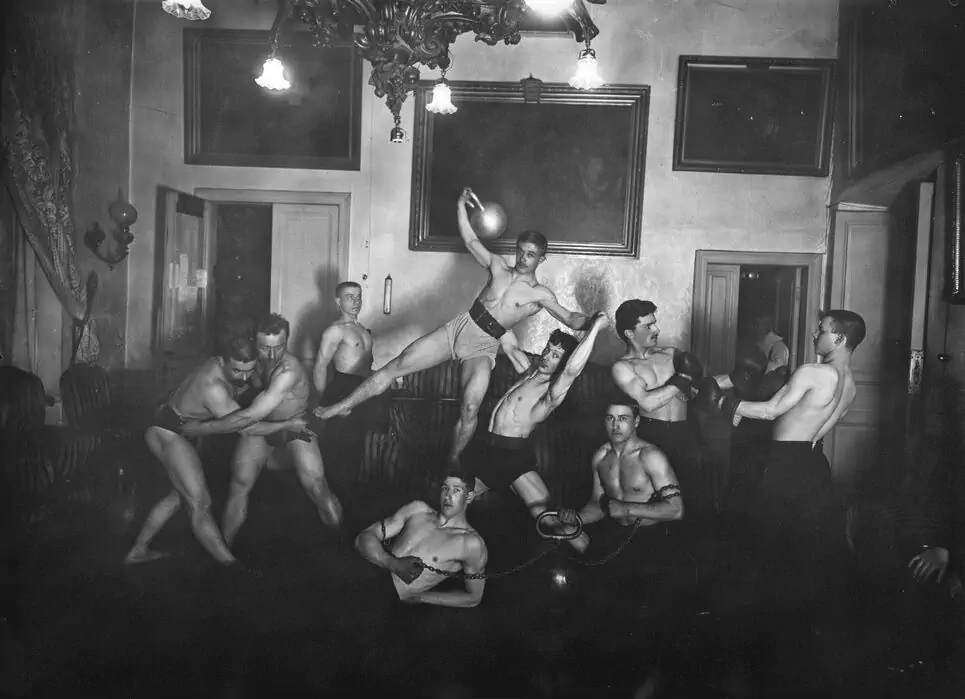
Петербургское атлетическое общество, 1905 год

Спорт постепенно прекращал быть элитным занятием и становился общедоступным, им начинали увлекаться приказчики, рабочие и крестьяне. В начале XX века спорт стал частью моды, активно пропагандировалась связь спорта со здоровьем. Петербурге открывалось множество спортивных кружков, часто при учебных заведениях начали проводиться соревнования по разным видам спорта и их чемпионы становились городскими знаменитостями.
Крестовский остров стал центром спортивной жизни, где открывались разнообразные спортивные кружки — петербургский яхт-клуб, английский гребной клуб «Стрела», кружки любителей спорта, игры в футбол, Крестовский лаун-теннис-клуб. Яхт-клуб организовал первые в России соревнования между гребцами и мастерами паруса. Тем не менее вышеописанные развлечения были доступны только богатым горожанам. Зимой члены яхт-клубов занимались буерным спортом.

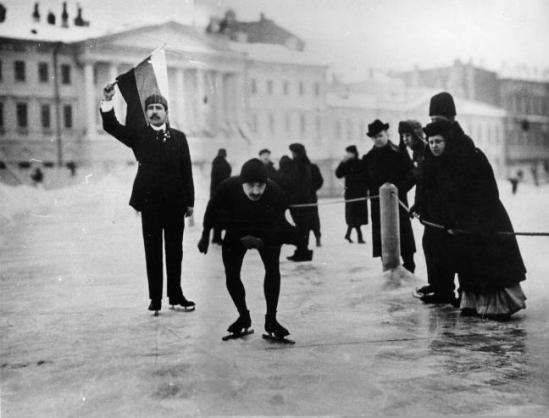
Каток на Марсовом поле, 1914 год

В Петербурге развивались разные виды спорта, из-за географического положения в городе активно развивался водный спорт — парусный, буерный спорт и гребля в начале XX века в Петербурге имелось полсотни яхт-клубов. Большой популярностью также пользовался лыжный спорт. В 1896 году в Петербурге прошёл первый в мире чемпионат по фигурному катанию, росла популярность хоккея, или «ключков». Распространялись и многие другие виды спорта — гимнастика, лёгкая, тяжёлая атлетика. В Петербурге начали проводиться первые футбольные соревнования, ставшие популярными у массовой публики.
С 1890-х годов в моду вошло катание на велосипедах или бициклах, в городе строились велодромы, велосипедисты устраивали соревнования. Велосипед рассматривался, как транспорт будущего и лучшая альтернатива конному и машинному транспорту. В 1910-е годы вместе с появлением мотоциклов начали появляться клубы любителей мотопробегов.
Вместе с появлением первых машин в конце XIX века в Петербурге появились любители устраивать автогонки. Большая часть имевшихся автомобилей в начале XX использовалась для спорта и забав из-за отсутствия знания вождения на дорогах. На загородной территории нынешнего Приморского района был построен Комендансткий аэродром, где устраивались полёты на самолётах первого поколения. Часто такие полёты оканчивались трагически. В 1911 году был устроен первый перелёт между Петербургом и Москвой, однако трагически окончившийся.

### Литература

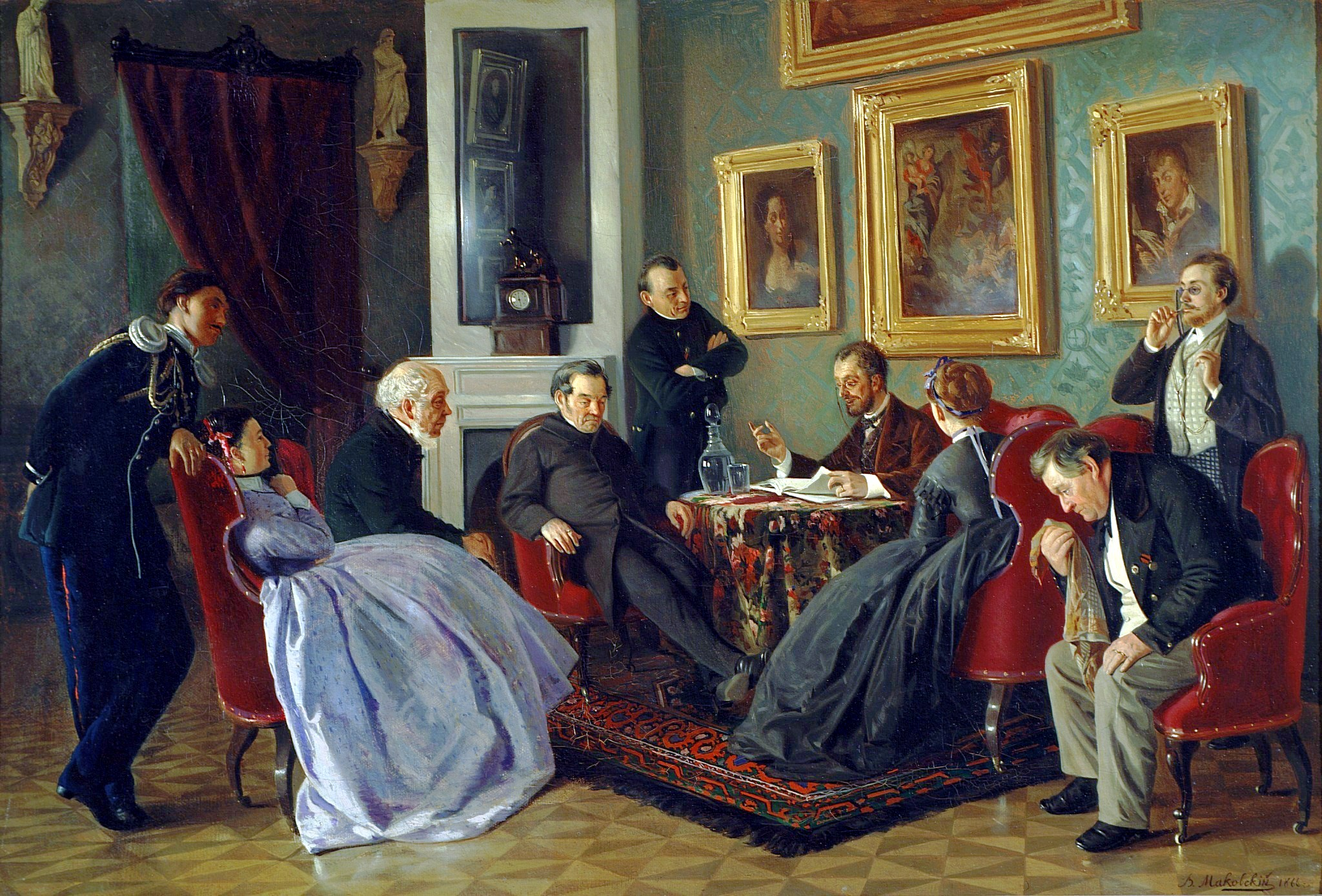
Читательский клуб, 1866 год, Маковский

### Театр и кино
К началу XX века в городе действовало множество театров, построенных за последние полтора века. Среди них были как императорские театры, вмещавшие по 1000 человек, так и малые частные. Театры были важным местом для отдыха и развлечений у горожан, местом встречи и демонстрации модных костюмов. Многие дворяне и интеллигенция посещали театры, как дань традиции. Посещение театров было предметом гордости и хвастовства, принадлежности к высшему обществу. Частью высшего искусства считались опера и балет. Популярностью пользовались драматические театры, которые посещали ради зрелищного сюжета. Некоторые из таких театров превращались в политические клубы. Театры низшего разряда, призванные развлекать публику, были опереттами или цирками. Посещение театра было важным событием, на которое одевали модные и дорогие костюмы, у порога театра висело праздничное настроение.

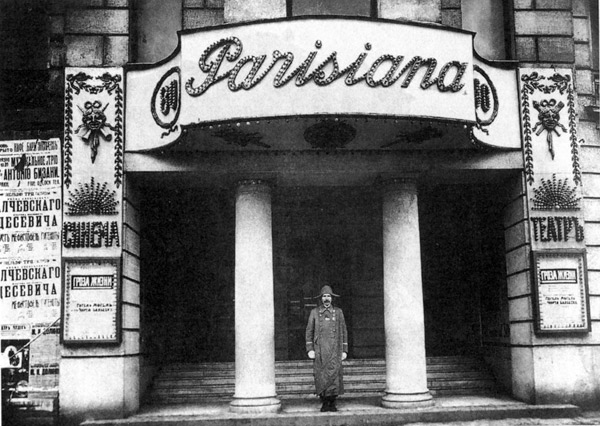
Вход в кинотеатр Паризиана, 1913 год

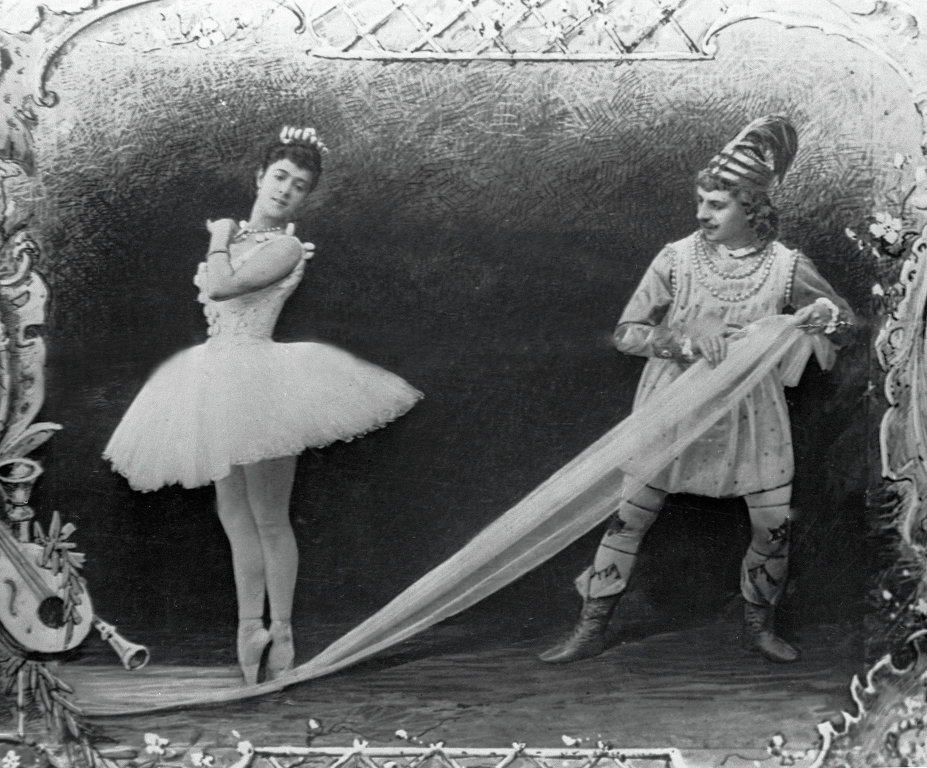
Премьера балета Щелкунчик в Мариинском театре, 1892 год

В театрах ставились пьесы русских драматургов — Горького, Чехова, Островского, русских композиторов Римского-Корсакова, Чайковского, Бородина. В этот период театральное искусство достигло своей вершины, и были сформированы основы классической драматургии, сохранявшейся по сей день. Самым знаменитым театром был построенный ещё в середине XIX веке Мариинский Театр. Другими известными театрами были Александринский и Михайловский театры. В лучших театрах города выступали выпускники театрального училища, такие, как Павлова, Фокин и другие. Балеты в Мариинском театре, в том числе «Щелкунчика», «Спящую красавицу» и «Лебединое озёр» ставил Мариус Петипа. Петипа признан автором золотого фонда балетного наследия, балеты в его постановке ставились в городах Европы и Америки. Мариинский театр прославился своими операми, где выступал всемирно известный певец Шаляпин. Оркестр Мариинского театра дирижёра Направника считался одним из лучших в мире.
Самым популярным драматическим театром был Академический Большой драматический театр, многие частные драматические театры открывались и почти сразу же закрывались. В начале XX века самым популярным театральным жанром стал «фарс», где разыгрывались бытовые сцены.
В Петербурге среди дворян и других богатых слоёв населения — купцов, чиновников, отставных офицеров, банковских служащих — сохранялась традиция давать детям музыкальное образование. Умение петь и играть на фортепиано считалось хорошим тоном. Музыку исполняли дома многие жители Петербурга. С второй половины XIX века в Петербурге начали готовить профессиональных музыкантов в Петербургской Консерватории и первое в России высшее музыкальное учреждение. В Петербурге начали строиться первые концертные залы, где певцы или поэты выступали с модными тогда стихами, песнями и романсами.
В 1896 году в Петербурге в увеселительном театре «Аквариум» состоялся первый в России киносеанс, где публика восторженно наблюдала за коротким видеосеансом. Через несколько дней на Невском проспекте 46 открылся первый кинотеатр. Кинематограф стал сенсацией, в 1916 году в Петербурге работало уже 9 фирм, создававших кинокартины, 18 контор, занимавшихся прокатом картин и 144 кинотеатра. Известные артисты театра начинали сниматься в немом кино.

### Искусство
Художественная культура отражала общественные противоречия эпохи, деятели искусства, убегая от банальности искали для себя новые художественные течения и формы, вокруг которых и их влияния на общество шли постоянные споры. Центром художественного образования выступала Академия Художеств. На художественные выставки допускались только работы в стиле классицизм, для которого было принято изображать идеализированные сцены из далёкого прошлого. Тем не менее на рубеже веков в моду вошёл реализм, в котором наоборот было принято изображать реалистичные сцены из настоящего и обличать общественные изъяны. В 1860-е годы академики выступали против этого жанра и препятствовали его развитию. 14 лучших выпускников вышли из Академии, отказавшись от участия в конкурсе не желая писать картины в стиле классицизма, это событие стало известно, как бунт четырнадцати. Понятие «академизм» начало приобретать негативную коннотацию.

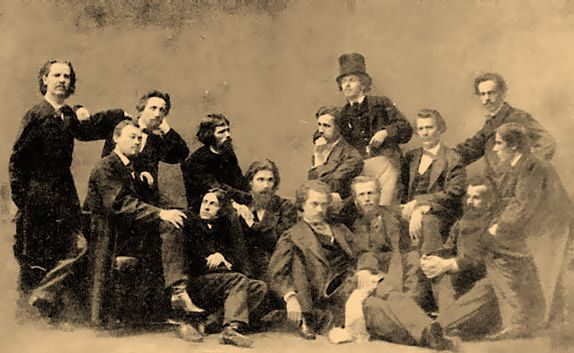
Санкт-Петербургская Артель художников (1863—1864)

Вскоре бунтующие художники вместе с их коллегами из Москвы сформировали объединение Товарищество передвижных выставок, а их члены стали известны, как передвижники. Квартира художника Куинджи выступала одним из центров художественный жизни. Передвижники устраивали собственные выставки в Петербурге и других городах России в разных помещениях. Их также поддерживало Общество поощрения художников, позволяя в своём здании устраивать выставки. Самые известные художники эпохи — Репин, создавший множество шедевров русской живописи, Бенуа, Рерих или Сергей Дягилев, в чьей квартире был организован один из главных художественных центров. Дягилев создал объединение «Мир искусства» и являлся редактором одноимённого журнала. Дягилёв и Бенуа организовывал в Петербурге международные выставки, а также российские выставки за границей, продвигая русское искусство за границей. Дягилев та же организовывал «Русские сезоны» — ежегодные выступления русских артистов за границей.
В Петербурге продолжало процветать скульптурное искусство, хотя его золотой век пришёлся на начало XIX века. К концу XIX века устоялась традиция ставить памятники императорам прошлого — Памятники Николаю I, Екатерине II и Александру III. Последний памятник вызывал споры у многих современников, считавших его скорее пародией на царя. В эту эпоху также появилась традиция возводить памятники известным деятелям — деятелям искусств и учёным.
Петербургские здания обильно украшались скульптурой, на развитие скульптурного искусства оказывал модерн, для которого был свойственен символизм, «природные» линии и текучесть форм и обращение к другим культурным мотивам кроме античного

### Образование
Петербург с момента своего существования выступал центром образования, прежде всего дворянского и престижного. Тем не менее активно развивалось образование среди всех городских слоёв населения. Почти все дети в Петербурге накануне революции были грамотными, однако это не касалось других российских губерний. Дети бедных семей чаще всего ограничивались начальным образованием, так как только начальные школы были бесплатными. Обеспеченные семья отдавали детей в частные школы с лучшим качеством обучения. После начальной школы можно было поступать в реальное училище или более престижную гимназию, где изучали латынь, два иностранных языка и математику. Обучение было тяжёлым, и многие оставались на второй год, однако окончив гимназию, ученик мог попасть в университеты без экзаменов. В гимназиях учились дети чиновников и интеллигенции. В технические вузы могли попасть как выпускники гимназий, так и реальных училищ. В тот период в городе сохранялся спрос на квалифицированных инженеров. Город занимал первое место в Российской империи по доли грамотного населения.

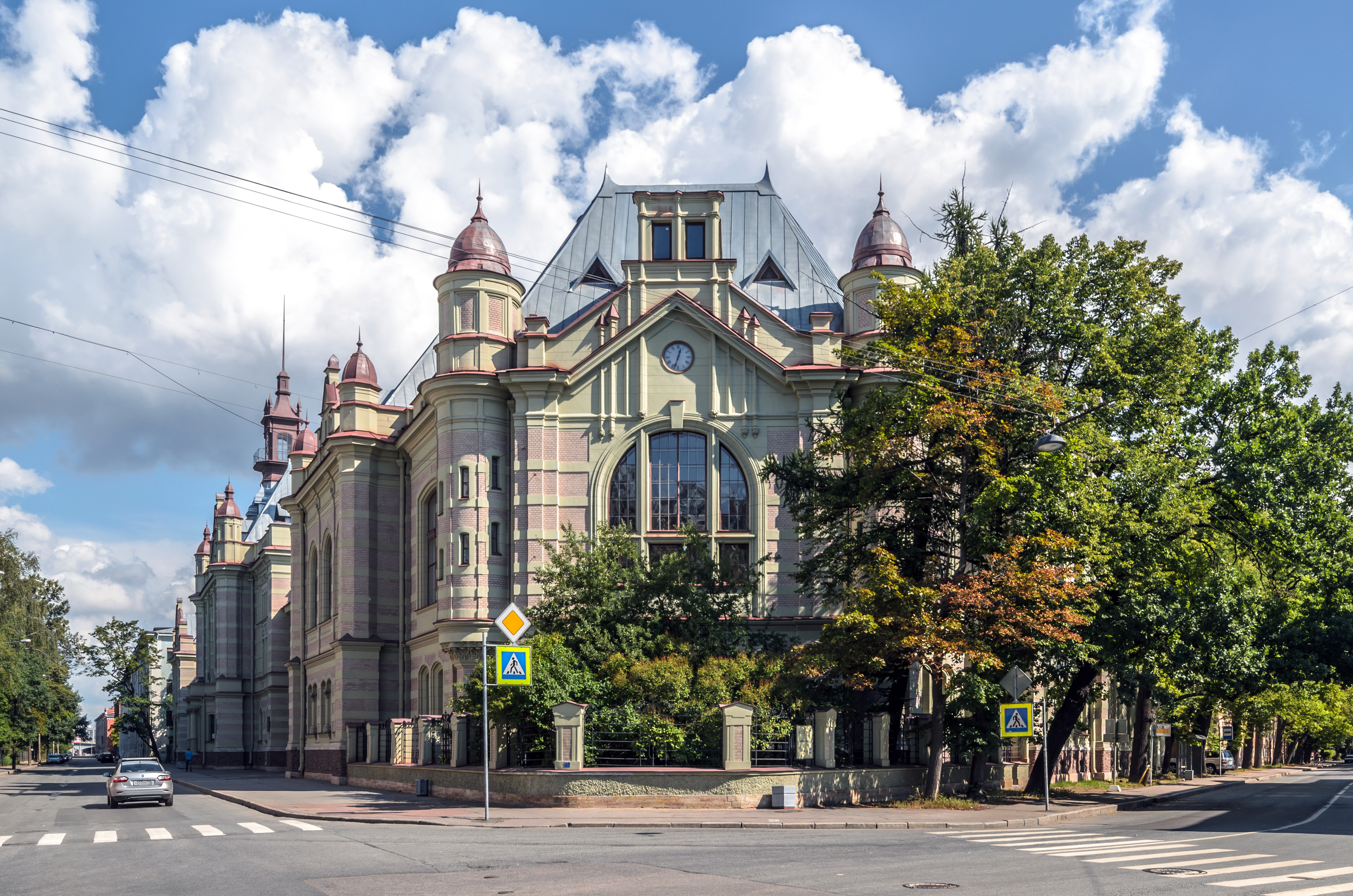
Электротехнический институт

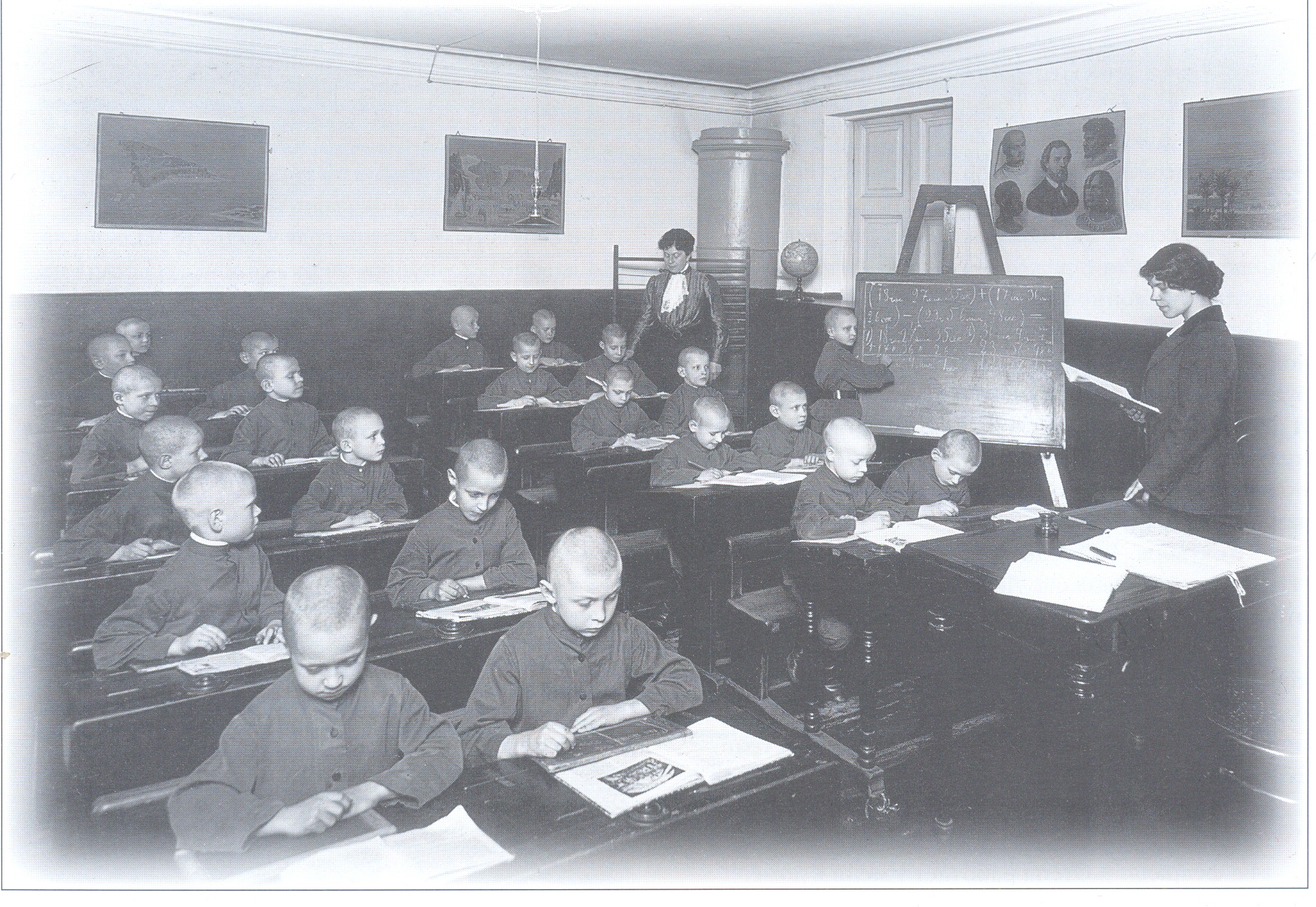
Воспитанники приюта Господа Иисусу Христа в память отрока Василия во время занятий арифметикой. 1910-е года

На рубеже XIX и XX было открыто особенно много новых учебных заведений. Это было связанно с тем, что в формировавшемся промышленном и торговом центре требовались квалифицированные специалисты — инженеры, техники и предприниматели. В Петербурге открывались реальные и коммерческие училища, где дети недворянского происхождения могли обучаться на техника и дальше поступать в высшее учебное заведение. В коммерческие училища принимали талантливых детей из низших сословий. В городе возрастало и количество гимназий, принимавших недворянских детей. Одной из лучших школ считалась Петербургская школа Карла Мая. В Петербурге открывались технические вузы, Петербург формировался, как студенческий город, в который для получения образования прибывали юноши из разных регионов Российской империи. Самыми престижными вузами были Электротехнический и Политехнический институты, где подготавливалась инженеры для самых передовых отраслей промышленности. Политехнический институт представлял собой институтский городок и один из самых передовых в Европе на тот момент. На Аптекарском острове был выстроен Электротехнический институт, где также работали и проводили опыты многие известные учёные. По их проекту была создана телефонная линия между Петербургом и Москвой, тогда длиннейшая в Европе. По проекту инженера Графтио и других авторов на реке Волхов была построена гидроэлектростанция и первая в России линия электропередач протяженностью в 120 километров. Электротехнический институт выступал научным электротехническим центром, чьи выпускники ценились и за границей.
Образование для женщин оставалось крайне ограниченным, в то время, как во многих странах Европы женщины уже добились равных прав в образовании. В конце XIX века лишь половина женщин в Петербурге могла читать, но этот показатель был лучшим во всей России. До середины XIX единственным доступным приличным учебным заведением оставался Институт благородных девиц, помимо него девочки в лучшем случае могли рассчитывать на образование в приходских училищах. К концу XIX века в Петербурге начали открываться женские государственные и частные гимназии. Самой известной была Мариинская женская гимназия. В гимназиях могли обучаться девочки из недворянских сословий. В 1869 году в Петербурге были открыты первые высшие женские курсы — Аларчинские курсы, где женщины могли изучать математику, физику, историю и естествознание. Выпускницы курсов становились актрисами, писательницами, академиками и профессорами.
В тот период подавляющее количество учебных заведений были мужскими, допуск туда женщин стал одним из главных требований у нараставшего женского движения того времени. Нескольких учениц попытались впустить в Петербургский университет, но они были оттуда быстро исключены из-за части разгневанных студентов, устроивших беспорядки. Многие видели в образованных женщинах угрозу патриархату и институту семьи, но многие их поддерживали, в том числе и художественные деятели Тургенев, Некрасов, Чернышевского и другие. Женские активистки и сочувствующие им общественные деятели продолжали вести постоянную борьбу за право женщин посещать учебные заведения, и к 1910-е годам запрет на образование женщин в высших «неженских» учебных заведениях был отменён, уже в 1913 году доля студенток составляла более 37 %.

### Наука
Если в начале XIX шло формирование российской науки, то на рубеж XIX и XX веков пришлась эпоха научных открытий и изобретений. В Петербурге зародились научные традиции. Во всех высших учебных заведениях проводились научные исследования. Рубеж XIX и XX назывался веком электричества и изобретений, когда технологические новинки, связанные с электричеством, внедрялись в городскую жизнь и радикально меняли её. Постоянно сохранялась острая потребность в квалифицированных специалистах. В городе жили многие изобретатели, например Можайский создавший первый русский самолёт. За Московской заставой построили казармы, где обучали офицеров для воздухоплавательной службы, там поднимался первый дирижабль «Кречет». На севере от города был построен первый аэродром — «Комендантский», созданный первым в России аэроклубом. На аэродроме устраивали развлекательные и учебные полёты и праздники воздухоплавания. Отсюда совершались первые перелёты в России.

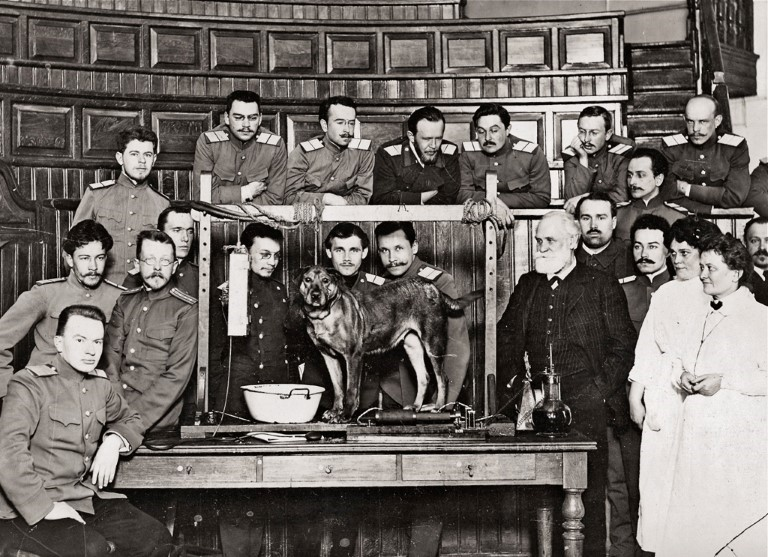
Кафедра физиологии Военно-медицинской академии после демонстрации лекционного эксперимента. 1912 год

Техническое научное направление в Петербурге делилось на химическое, строительное и архитектурное, механическое, технологическое и машиностроение, и судостроение и морское вооружение. Другие научные направления касались истории, биологии и эволюции. Петербургские учёные наряду с учёными из стран запада делали мировые открытия, например созданная Дмитрием Менделеевым периодическая таблица стала фундаментом для научных теорий будущего и продолжает использоваться в современной науке. Другие учёные эпохи, например Славянов создал дуговую электросварку, Кучеров открыл химическую реакцию, позволяя создать новые вещества, от уксусной кислоты, до смол для пластмасс.
В Петербурге действовало Русское географическое общество, чьи члены делились научными докладами о путешествии и открытии новых территорий. Глава географического сообщества Пётр Семёнов сделал первое научное описание гор Тянь-Шань в центральной Азии и собрал около 700 000 экземпляров насекомых и впервые описал около 100 видов животных и растений. Коллекцию антропологического музея пополнил Николай Миклухо-Маклай, проживший среди папуасов. Свой вклад в пополнение геологических и этнологических коллекций внёс Николай Пржевальский.
В городе сформировалось общество учёных-историков, публиковавших многочисленные научные труды об истории древности, эпох прошлого и переводили на русский язык древние тексты, например Книгу мёртвых или клинописные тексты древней Ассирии. Многие историки изучали хронологию русско-византийских отношений, открыв для себя мощное влияние греческой пост-античной культуры на становление русской цивилизации задолго до возникновения моды на античность.

## Движения
В Петербурге, без учёта литературных, художественных или аристократических клубов появлялись политические движения и субкультуры, чьи члены объединялись по признаку общего интереса. Среди интеллигенции и деятелей искусства популярность набирало движение декадентства и нигилизма, которое ставило под сомнение общепризнанные взгляды на мораль, религию, политику и искусство.В условиях декадентства начали развиваться явления, прежде недопустимые с точки зрения традиционной морали, например «новые женщины» в кругу интеллигенции, считавшие допустимым находиться в добрачных отношениях и которые высоко ценились деятелями культуры. В Петербурге также сформировалась гомосексуальная субкультура, чьим кодом принадлежности выступали красные галстуки. Эти люди для места встреч выбирали определённые места.

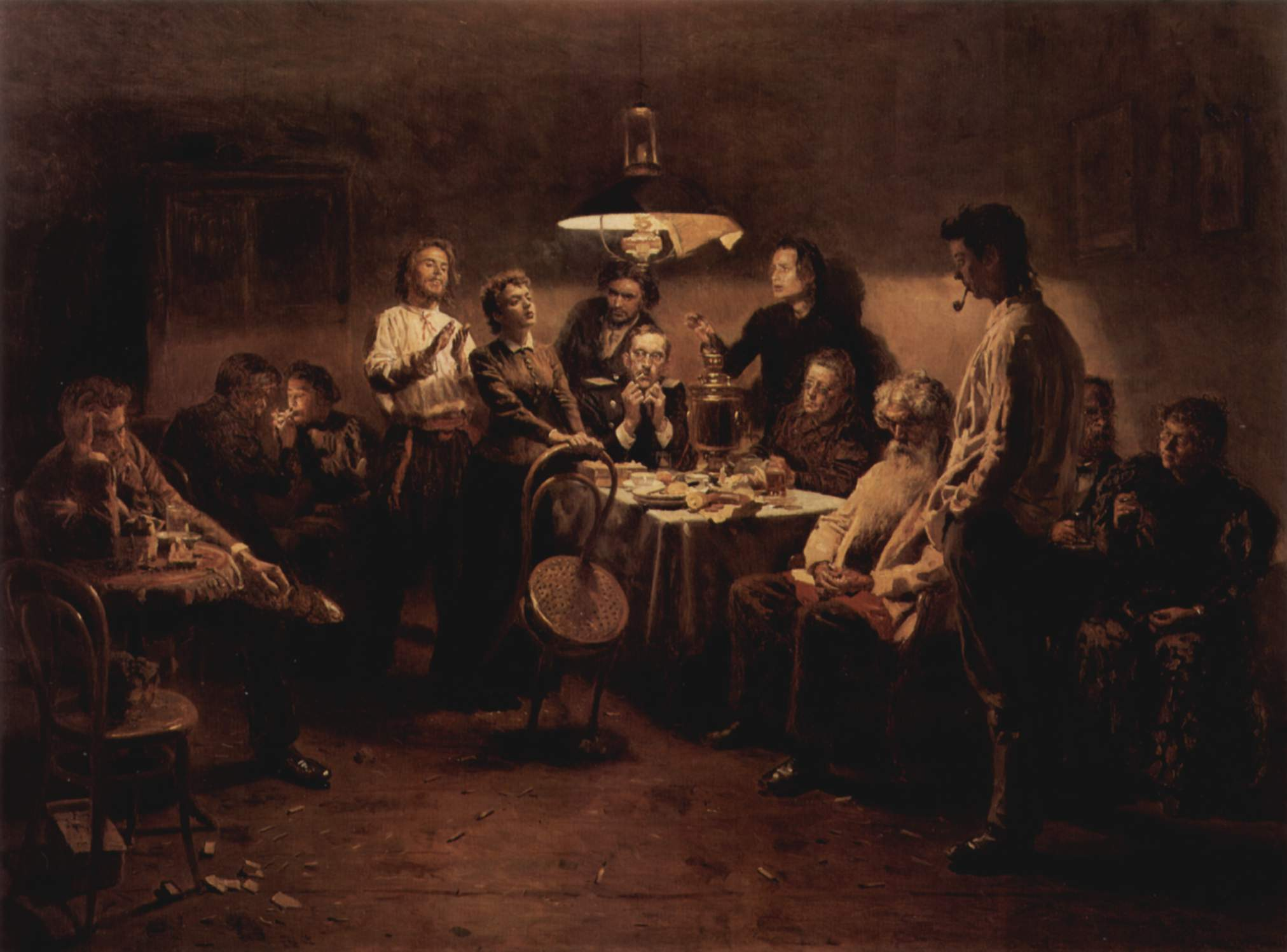
Картина В. Е. Маковского «Вечеринка» (1897). На картине изображены представители «трех поколений русской интеллигенции», обсуждающие насущные вопросы.

В Петербурге в среде интеллигенции нарастало движение суфражисток или феминисток первой волны, которые оставались недовольны правовым положением женщин, их отсутствием права на высшее образование, и отсутствием избирательного права. Феминистские движения особенно стали популярными в начале XX века, образовав Всероссийский союз равноправия женщин. Суфражистки также активно выступали за права маргинальных национальных меньшинств. Уже тогда в кругах феминисток произошёл раскол между «либеральными» и «социалистическими», первые выступали за улучшение правового положения женщины а вторые — за свержение системы и искоренение гендерных ролей.
В Петербурге среди интеллигенции также начали появляться идейные вегетарианцы, веганы и сыроеды, на чьи взгляды влиял Лев Толстой и его религиозно-пацифистское движение толстовства. Эти люди верили, что через такую диету достигнут нравственного возрождения. В городе начали открываться вегетарианские столовые и журналы. В Петербурге также появлялись общества защиты животных, которые прежде всего боролись с жестоким обращением с лошадьми.
В Петербурге большой популярностью пользовались различные ученические и студенческие объединения, выступавшие против консервативного подхода в обучении с целью подавить индивидуальность учеников. Ученики формировали собственные кружки самообразования. Часто внутри подобных кружков начиналось брожение реформаторских, радикальных и революционных идей и в итоге ученики начинали пополнять ряды революционных движений
Идея отмены или ограничения самодержавия и классового неравенства становилась всё популярнее. Если интеллигенция чаще всего верила в мирное проведение реформ, то в городе формировались радикальные движения по насильственному свержению власти, искоренению капитализма и сословий, как главных источников неравенства. Её члены стремились подстрекать население к восстанию и считали допустимым заниматься убийством высших чинов, положив начало революционному терроризму, чей движущей силой стали лево-радикальные партии эсеры, максималисты, большевики, анархисты и другие. Не все левые партии и сторонники поддерживали терроризм, например меньшевики.
Выступавшие против демократических реформ и за статус-кво самодержавного режима были монархисты или русские националисты, их также поддерживали самые разнообразные группы населения, особенно представители духовенства, казаки и полицейские чины. Вместе с проведением демократических реформ в связи с революцией 1905—1907 годов, сформировались реакционистские право-радикальные организации, именуемые черносотенцами, которые выступали в защиту монархии, православия, национализма и пропагандировали антисемитизм. Черносотенцы и участники революционных движений нападали друг на друга.

## Население
Период второй половины XIX и начало XX века пришёлся на бурный прирост городского населения. В 1858 году в Петербурге жило 497 000 человек, в 1869 году — 667 000 человек, в 1890 — 954 000 человек и в 1914 — 2 217 500. За 56 лет население города выросло почти в четыре с половиной раза. В конце XIX века Петербург был четвёртым в мире по численности населения, уступая Лондону, Парижу и Константинополю.

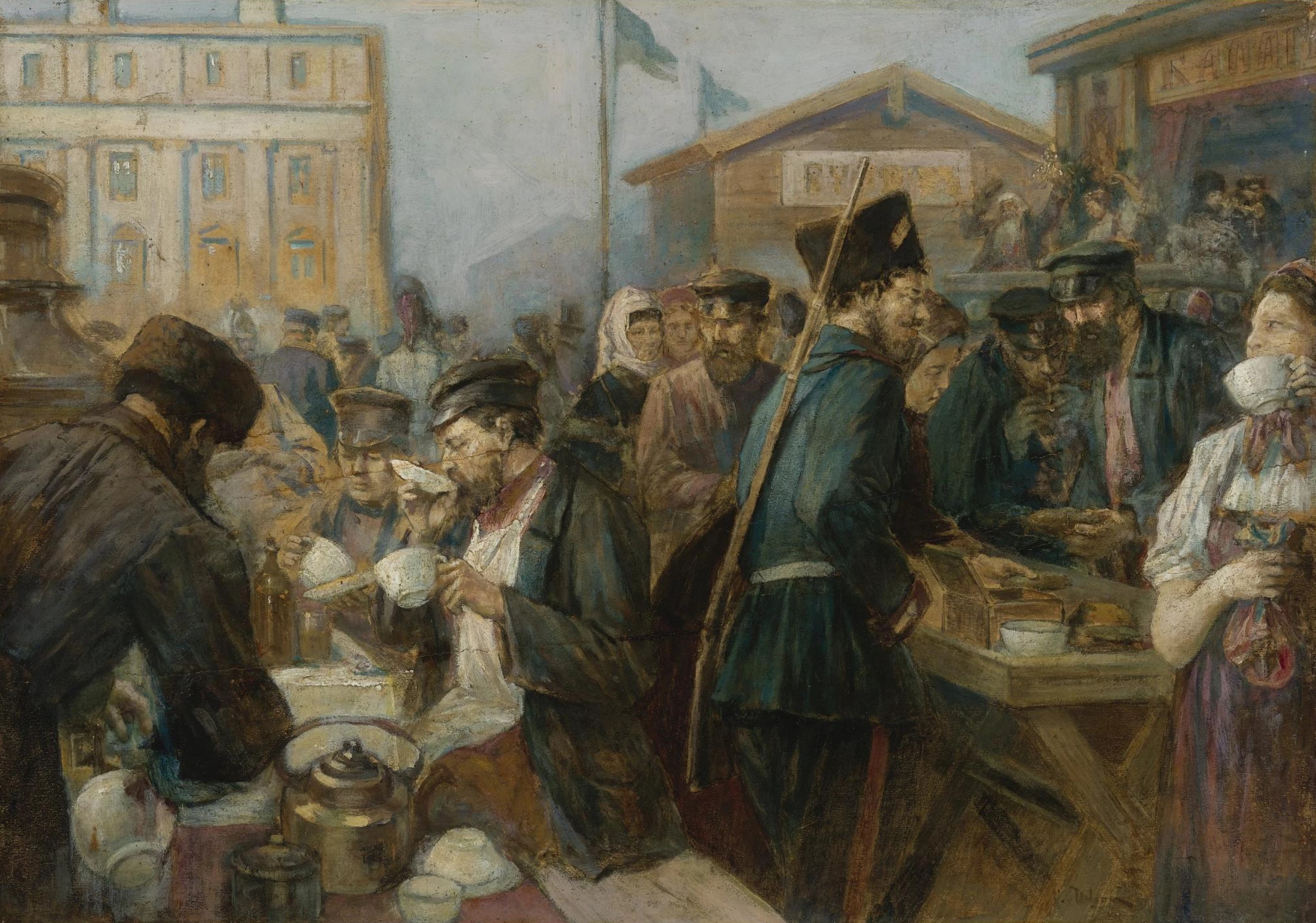
Депо в Санкт-Петербурге, 1873 год

По состоянию на 1910 год, 40 % населения состояли из рабочих вместе с их семьями, 15 % принадлежали к интеллигенции — педагогам, учёным, врачам, юристам, деятелям культуры и т. д. 10 % были купцами и фабрикантами, 10 % — прислугой, а остальные 25 % были военными, чиновниками, ремесленниками, нищими и т. д.. Самой преобладавшей национальностью (82 %) были русские, после них шли белорусы (3,7 %), евреи (1,8 %), эстонцы (1,2 %), латыши (1 %). Стремительный прирост обеспечивался постоянной миграцией в город. В Петербурге жило мало «коренных» жителей, у которых бабушки и дедушки родились в городе. Петербург был преимущественно мужским городом, состоявшим их многочисленных работников — выходцев из деревень. Тем не менее намечалась тенденция к уравновешиванию полов, в том числе и потому, что если в начале XIX века одинокие люди, отлучённые от семьи составляли примерно половину городского населения, то со второй половины XIX века их доля снизилась до пятой доли. Массовое пьянство среди бедных слоёв было серьёзной общественной проблемой.
Приезжими были и многие знаменитые деятели — Достоевский, Репин, Менделеев, Чайковский. Основная часть приезжих состояла из крестьян из Псковской, Смоленской, Костромской, Петербургской, Новгородской, Ярославской и Тверской губерний. В город устремлялись крестьяне с предпринимательской жилкой, стремившиеся разбогатеть.
Петербург рубежа XIX и XX веков был городом контрастов, где на улице можно было встретить как одетых по последней моде дворян, так и бедняков в лохмотьях. К началу XX века начинала постепенно стираться грань между сословиями. Дворяне, интеллигенция и богатые горожане начинали смешиваться между собой. Для Петербурга рубежа веков была типичной ситуация, когда родители — купцы, дворяне или интеллигенты держались особняком друг от друга, а их дети устанавливали безбарьерное общение, заключали союзы и рожали детей. Это создало неясный правовой статус, для лиц со смешанным сословным происхождением, стало применяться понятие «городских обывателей». Высшее дворянство однако продолжало существовать в изоляции и в свои круги пускало только просвещённых купцов, банкиров или учёных. Городские сословия также не общались с крестьянами и рабочими.

### Религия
Религия играла крайне важную роль среди большей части городского населения. Большая часть горожан праздновала христианские праздники, посещала церковь, соблюдала посты. Замужние женщины носили платки или шляпы, косметика наносилась редко, так как считалась неприличной. Закон божий был главным или одним из главных предметов во всех учебных учреждениях. Однако среди образованной части населения авторитет церкви падал. Сторонники революционного движения и вовсе отрекались от религии, видя в ней оплот ненавистного ими самодержавия. Многие представители интеллигенции отрекались от православия не из-за неверия, а неприятия поддержки православной церковью монархии. Такие люди становились баптистами, евангелистами, адвентистами или примыкали к религиозным движениям, вроде толстовцев, «Охтинской Богородицы» или «Братства Чурикова».
В Петербурге помимо православных храмов имелись лютеранские, реформаторские, англиканские, католические, армянские православные приходы. На фоне роста религиозной терпимости, начали появляться нехристианские храмы — две синагоги, буддийский храм и мечеть.

### Высший свет

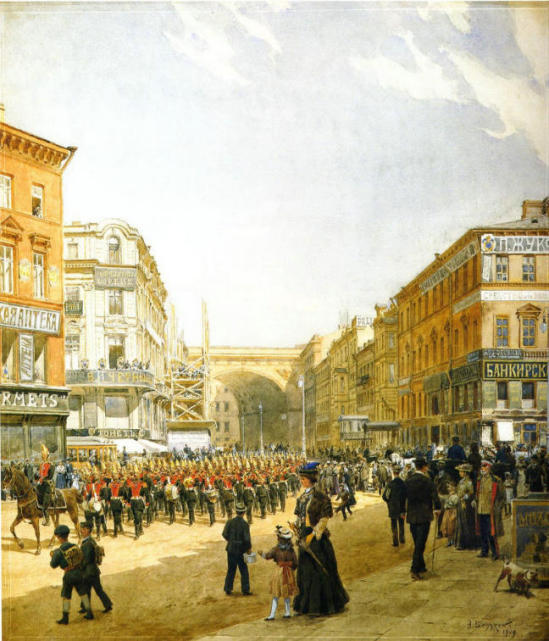
Марш гвардейцев на Большой морской улице, 1903 год

Традиционно дворянство составляло привилегированный, правящий класс и его высшим звеном выступали офицеры гвардейских и кавалерийских полков, представлявший собой закрытый клуб, в который входили великие князья и в том числе и императоры. Офицеры выступали кадровым резервом и назначались на высшие посты — командирами, министрами, сановниками, вместе с императором они обсуждали политические проблемы в своих закрытых клубах, фактически они формировали правящий класс, решая судьбу государства. Для офицеров был свойственен снобизм и нежелание общаться с другими социальными классами, в том числе с интеллигенцией или купечеством. Офицеры устроили свой основной клуб в доме 38 на Большой морской улице.
На гвардейских и кавалерийских офицеров распространялось множество правил этикета. Они зачастую были вынуждены тратить все свои средства на разнообразные военные формы, содержание лошадей и от того жить в бедности по меркам своего положения. Офицеры могли посещать только два императорских театра, закупаться в определённых местах и заказывать вещи только у лучших мастеров. Офицерам не дозволялось жениться на купеческих дочках для улучшения финансового положения, солдатские жёны выбирались из высших дворянских семей и должны были говорить хорошо на французском языке. Офицеры мало работали, принимали участие в многочисленных закрытых мероприятиях и ездили за границу.
В Петербурге проживали немногочисленные дворяне в городе, обладавшие собственными имениями и которые вели достаточно изолированный от городского населения образ жизни и впуская в свои круги только самых выдающихся буржуа, «финансовая аристократия» существовала отдельно от дворянской. К высшему свету не относились более многочисленные бедные дворяне, ассимилировавшиеся в городской класс и интеллигенцию. Среди аристократии было модно поддерживать либеральные идеи, совмещая при этом лояльность существующим порядками и императорскому двору. Дети дворян часто активно поддерживали либеральные идеи и даже могли примыкать к революционному движению. Между консервативной и либеральной аристократией возникали напряженные отношения.

### Интеллигенция

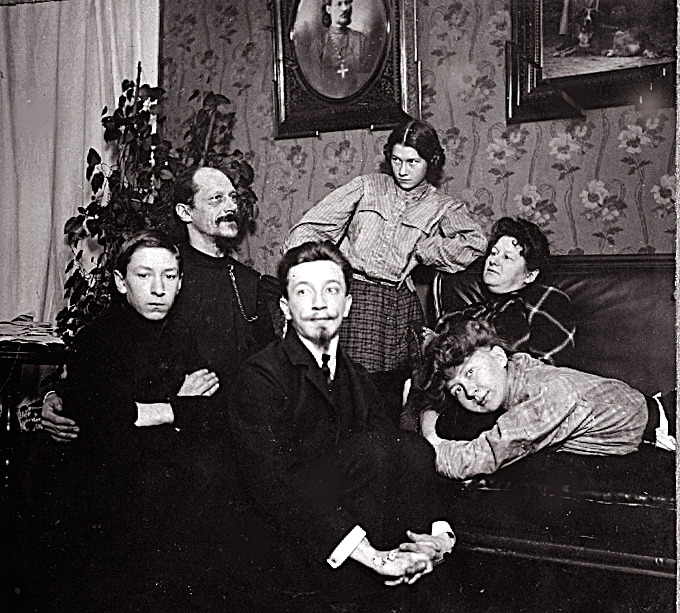
Интеллигентная семья, 1910-е годы

Городская интеллигенция формировалась почётными гражданами — потомственными иностранцами, мещанами и купцами, которые имели хорошее образование. Интеллигенция также формировалась многочисленными разорившимися дворянами после отмены крепостного права, которые устремились в крупные города и главным образом в Петербург. Интеллигенция была относительно не крупной частью городского населения, но играющей в ней самую видную культурную роль: туда входили мелкие чиновники, разночинцы, инженеры частных заводов, банкиры, преподаватели, врачи, нотариусы, адвокаты, актёры, художники, писатели и другие. У семей интеллигенции было принято отдавать своих детей учиться в гимназии. Интеллигенция также была очень антиправительственно настроена. Городскую интеллигенцию также формировали многочисленные городские студенты.
В условиях авторитарного режима, отсутствия политических партий и полного подчинения церкви государству, интеллигенция переняла роль властителей дум, например Георгий Плеханов пропагандировал марксизм, Николай Михайловский наоборот критиковал марксистов и толстовцев, Владимир Пуришкевич продвигал черносотенство и монархизм. Невозможность принимать участие в правлении города при отсутствии статуса офицерства взращивало в интеллигенции антиправительственные настроения.
Важным показателем зажиточности и статусности выступало наличие прислуги в доме или квартире. В 1869 году домовая прислуга составляла 3 % от количества жителей Петербурга. Часть жилых помещений было принято отводить прислуге. Многие жители и жительницы, не способные нанять прислугу и в силу своего социального статуса не желавшие выполнять домашнюю работу прислуги снимали комнаты в семейных квартирах, занимаясь нахлебничеством или питались в общественных заведениях.

### Купцы и буржуазия
Профессия предпринимателя стала самой престижной, даже в сравнении с врачами, адвокатами, педагогами, журналистами, получавшими сравнительно небольшие деньги. Разбогатевшие крестьяне могли стать купцами, вступив в первую или вторую купеческую гильдию. Купцы ещё в XVIII веке формировали собственное сословие. С 1863 года вместе с упразднением третьей, самой низкой гильдии, был значительно повышен порог вступления в купечество. В городе проживало множество купеческих династий родом из крестьян, разбогатевших на предпринимательстве — Елисеевы, Ушаковы, Брусницыны, Дурдины, Громовы. Купечество, как сословие со своей идентичностью существовало до середины XIX века. Для купцов до середины XIX века была свойственна сословная закрытость и верность русским традициям. У них были патриархальные и многодетные семьи, дети учили закон божий. Купцы селились близко к месту своей работы
К концу XIX века многие из купеческих династий начинали перенимать городскую моду и ассимилироваться в городскую интеллигенцию. В большинстве случаев купцы были образованные, а их дети посещали университеты. Родители стремились выдать своих дочерей замуж за дворян. Регулярный смотр невест устраивался после Троицы. Дети купцов, часто лишённые деловой жилки либо тратили наследство или же учились на другие престижные профессии, вливаясь в городское сословие.
Происходил процесс сословной диффузии, если в 1869 году в Петербурге жило 22300 купцов, то к 1897 году их было уже 17400 человек или 1,4 % населения. Многие дети и внуки купцов становились почётными гражданами, промышленниками или дворянами, имея одного из дворянских родителей. К началу XX века на смену купечеству пришла буржуазия, состоявшая в значительной степени из дворян, решивших заняться финансовым и промышленным предпринимательством или купцов, впитавших культуру и традиции привилегированных классов, но при этом стремившихся сохранять в некоторой степени верность традициям внутри семьи. Наоборот Москва сформировалась, как сердце традиционного купечества. «Финансовая буржуазия» существовала вне зависимости от дворянской, но и стремилась подражать ей в моде и манерах. Современники отмечали особую склонность буржуазии к демонстрации роскоши.
У разбогатевших семей, особенно часто купцов, жили «приживалки» — родственники, которые селились в жилище разбогатевшего родственника, чаще всего это были женщины. Мужчины — «приживалки» приходили для питания.

### Мещане
Мещане, они же горожане, были самым распространённым городским сословием после крестьян. Изначально это сословие было сформировано из ремесленников и осевших в городе крестьян и получивших паспорт, дающий право на постоянное проживание. Традиционно мещане после крестьян считались низшим сословием, к которому принадлежала городская беднота. Самое принципиальное отличие от крестьян — право на постоянное пребывание в Петербурге. Мещане имели право владеть землёй, заниматься торговлей, промыслом и мелкой торговлей.

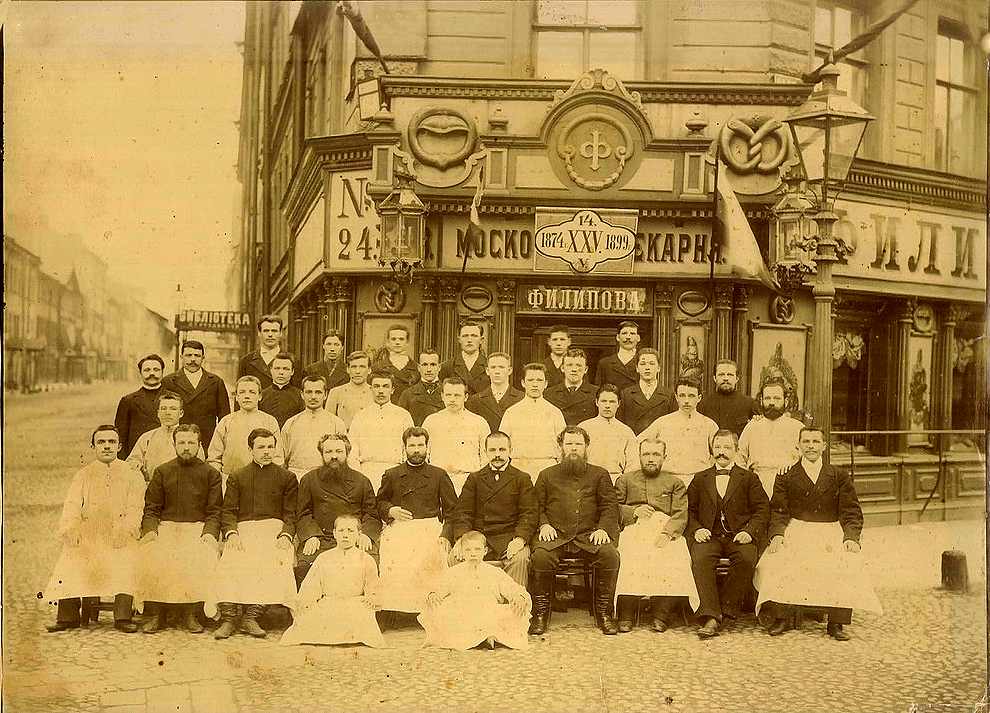
Работники «московской пекарни Филиппова». Садовая, д.63

Значительная часть мещан состояла из ремесленников, которые традиционно предпочитали жить в собственных домах-избах а если и снимали квартиры, то превращали их в жилое, торговое и ремесленное заведение. По перепеcи 1890 годы в Петербурге было около 22 000 квартир для работы и торговли. Особо высокая доля торговых и рабочих квартир приходилась на Спасскую, Казанскую и Адмиралтейскую части. Такие помещения располагались в первых и подвальных этажах даже при том, что официально оно не разрешалось. Ремесленники жили бедно и в стеснённых условиях, часто их жильё представляло собой каморки у мастерской, мастера для подработки использовали мальчиков-подмастерий, образ такого мальчика хорошо описан в рассказе Чехова — «Ванька».
В 1860-е и 1870-е годы шёл трансформационный процесс в восприятии мещанского сословия. Если раньше они воспринимались, как замкнутые и патриархально воспитанные провинциалы, то среди мещан всё больше появлялось образованных и приобщённых к городской жизни людей, они стали социально мобильнее, и эти процессы шли вопреки социальной политике власти. Мещане начали формироваться, как городской класс среднего или скромного достатка и завоевавший маргинальное уважение. Мещанство стало рассматриваться, как само воплощение городской «обывательщины». Среди мещан разрушался патриархальный семейный уклад, ослабевала религиозность: появление матерей-одиночек, внебрачных детей и усыновление перестало быть редкостью. Для мещан была свойственна умеренность, бережливость, расчётливость и деловитость. Они постоянно тратили время на хозяйственные дела и ценили время, проявляя основные признаки человека с городским менталитетом. Мещане стремились подражать моде городской интеллигенции, зачастую тратя большую часть своих средств на приличную одежду.
К началу XX века вместе с размыванием сословных ограничений, понятие мещанина постепенно начало уходить из языка, заменяясь просто городским классом, который вместе с интеллигенцией формировали городской средний класс

### Диаспоры
В Петербурге жили разнообразные диаспоры. Одну из самых многочисленных нерусских групп представляли немцы, которые составляли 20 % государственных служащих высокого ранга и играли важную роль во всех сферах жизни. Немцы были как выдающимися учёными и медиками, так и ремесленниками и торговцами. Почти все немцы был лютеранами. Другая самая многочисленная диаспора — чухонцы или ингерманландские финны, коренное население. Они работали в основном ремесленниками, были трубочистами, вместе с ростом промышленности становились рабочими и железнодорожниками. Своё присутствие увеличивала еврейская диаспора. Исторически евреям без отречения от иудейской веры запрещалось покидать черту оседлости, и вместе с её отменой при Александре II в город начали устремляться евреи, работавшие в основном ремеслом и мелкой торговлей. В целом диаспора жила бедно. Во время Первой мировой войны в Петербург прибыло около 50 000 еврейских беженцев
Англичане представляли небольшую прослойку богатых торговцев и квалифицированных инженеров. Англичане также привили русским любовь к спортивным соревнованиям, например футбол. Поляки исторически состояли из аристократов и у дворян было модно жениться на польках, к концу XIX века в Петербург прибывало множество польских крестьян, которые формировали рабочие слободы. В Петербурге также жила небольшая итальянская община, чьи представители пополняли художественную и артистическую элиту и шведская община, чьи члены были квалифицированными рабочими и инженерами при фабриках.
В Петербурге также имелись мусульманские диаспоры. Например, татарская община, чьи представители занимались торговлей или работали официантами в фешенебельных ресторанах. В городе также проживали представители высшего узбекского света для получения образования и по чей просьбе была построена первая в городе Соборная мечеть.

### Крестьяне
Крестьяне были самым многочисленным сословием в Петербурге. В 1869 году их доля составляла 31 %, в 1881 году — 41 %, а в 1890 году — уже 52 %. Большая часть крестьян занималась мелочной торговлей или работала наёмными рабочими — приказчиками, прислугой, ремесленными и фабричными рабочими. Другая часть крестьян перебивалась случайными заработками и искала работу у Никольского рынка. Самыми распространёнными работами для крестьян были разгрузка баржей, копание картошки осенью, или работа факельщиком на богатых похоронах. Многие крестьяне работали носильщиками, стоя в ожидании на перекрёстке Невского и Владимирского проспектов. Работа у приезжих крестьян была крайне трудной, многие не выдерживали, возвращаясь в деревни или опускаясь на «дно».
Особенно много крестьян прибывало из Ярославской губернии и в меньшей степени из Тверской губерний. Крестьяне были преобладавшим населением в Спасской и Московской частях, где располагались крупнейшие городские рынки.

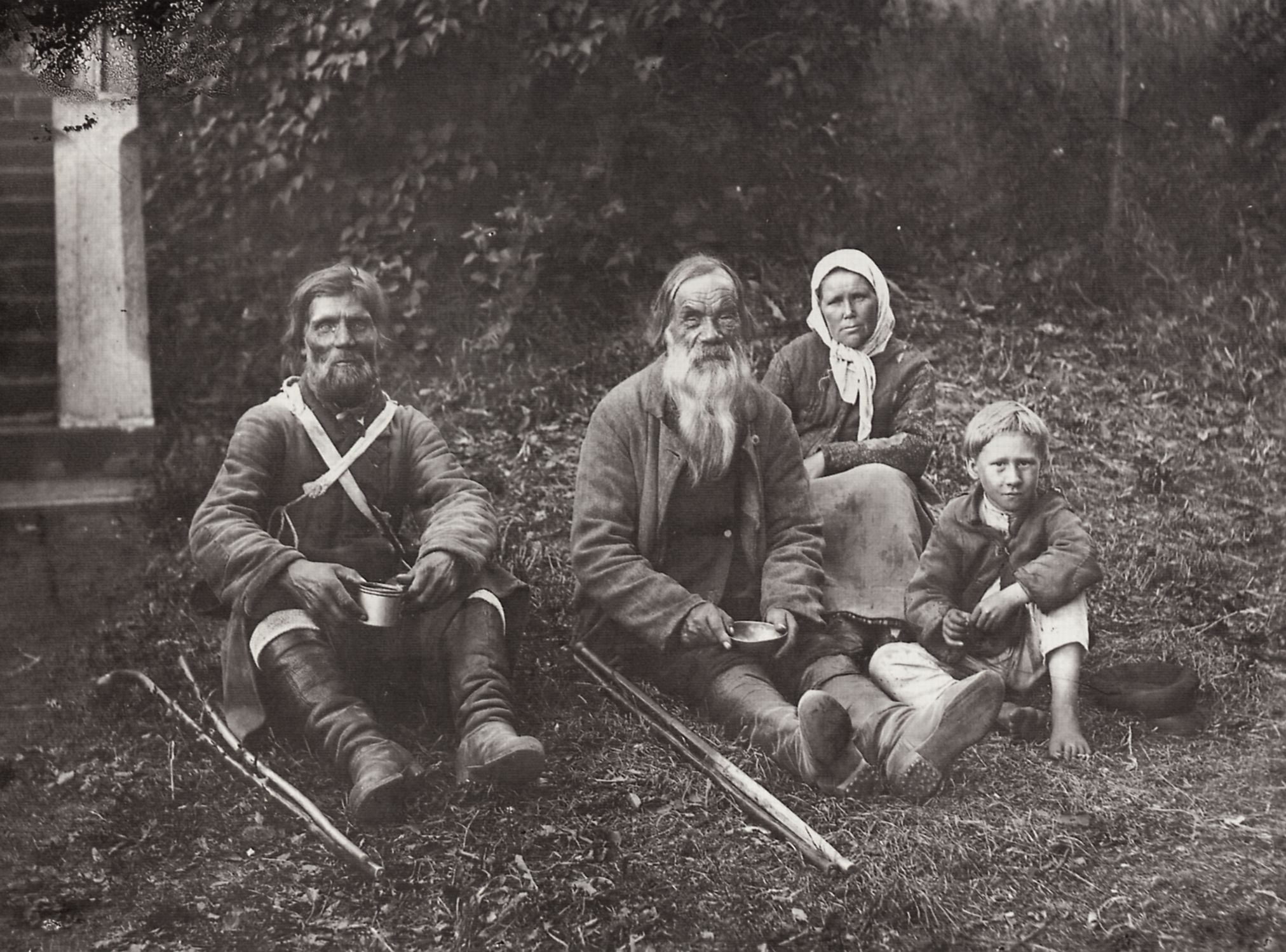
Семья отходников, прибывшая на сезонные работы в Петербург, около 1900 года

Многие крестьяне начинали работать прислугой. Самыми распространёнными в XIX веке были дворники, занимавшиеся очисткой тротуаров, дворов и коридоров. Они за дополнительные деньги также могли обслуживать жильцов дома. Прислугой высшей категории в доходных домах были швейцары, следившие за чистотой и порядком во дворе и дежурившие в подъездах лучших квартир. Швейцары пользовались доверием у жильцов, им могли оставлять ключи от квартир.
В город прибывало множество артелей отходников — крестьян, прибывавших на сезонные заработки, чтобы в основном принимать участие в строительстве города. Из-за отсутствия мер безопасности, смертность на стройках от несчастных случаях была чрезвычайно высокой. Аналогичная отходническая система возродится в начале XXI в Петербурге, где отходниками или «гастарбайтерами» станут уроженцы средней Азии. Социальное положение крестьян-отходников было уязвимым и сами отходники воспринимали город, как обезличенную и враждебную среду. Чтобы лучше ориентироваться в такой среде, отходники по принципу землячества формировали артели и занимались только одной специальностью. Из Ярославской губернии шли предприниматели, из Ростовского уезда — огородники (вывозившие из города навоз), и торговцы зелёным товаром, из Данилова шли каменщики, из Мышкина, Романова Болисаглебска — приказчики, Любима — официанты, Пошехонья — портные. В артели еду для всех готовила жена приказчика. Со временем многие отходники с артелями оседали в городе, но сохраняли крепкую связь с родной деревней и забирали к себе детей земляков для использования детского труда. Если мальчики не выдерживали жизнь в артели то ссылались обратно и становились изгоями. Члены артелей с высоким статусом становились приказчиками и затем старшими приказчиками, занимаясь закупкой продукции или получая деньги на строительство собственной лавки. Отходники жили без семьи, но в случае удачного бизнеса оседали в городе, становясь мещанами и женились на землячках, привозя их в город и образуя новые семьи, но большая часть возвращалась в деревни, принося туда новые представления о жизни и городcкое цивилизующее начало, преображая жизнь в деревне под влиянием города.

### Рабочие
В город устремлялось на работы множество бывших крепостных крестьян. Многие из них отправлялись работать на крупные заводы, перевозили свои семья в Петербург и их дети шли на те же заводы. Так формировались рабочие династии. Каждое раннее утро фабричные гудки будили рабочих, которые толпами устремлялись на фабрики.

Чаще всего рабочие жили на рабочих окраинах в доходных или рабочих, реже деревянных домах у заводов. Многие рабочие жили в рабочих домах, чьи условия могли отличаться от невыносимых к приличным в зависимости от отношения хозяина фабрики к своим рабочим. Например Сан-Галли прославился тем, что для своих рабочих построил 18 двухэтажных домов с двухкомнатными комфортабельными квартирами с кухней, водопроводом и платил пенсию семьям умерших работников. Эммануил Нобель также построил для своих рабочих комфортабельный городок со школой, организовывал своим рабочим посещение кружков и концертов и бесплатно лечил больных рабочих. Жилой дом для рабочих и школу для их детей также построили Варгунины.

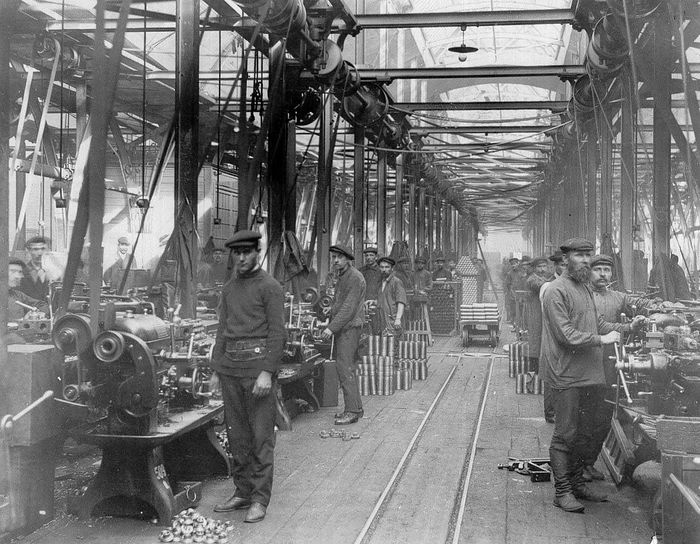
Рабочие Путиловского завода

Тем не менее вышеописанные случаи были исключением из правил, рабочие в целом жили в крайне тяжёлых условиях, особенно работники казённых заводов, вокруг которых строились деревянные бараки без канализации, где нечистоты сливали прямо в канавы. Длинные здания стояли рядом на немощёных грязных улицах. У непрофессиональных рабочих не было собственных квартир, они снимали углы. В квартирах в среднем жило по 7 человек, семьи отгораживались друг от друга занавесками. Продукты питания и быта, часто некачественные и испорченные, покупали в заводских лавках. Профессиональные рабочие зарабатывали лучше и жили в лучших условиях.
Вне зависимости от уровня образования, все рабочие страдали от отсутствия рабочего законодательства, условия труда зависели от каприза начальника фабрики, который мог заставлять работать больше 10 часов в день, выставлять непомерно высокие штрафы за невыполнение обязательств. Женщинам и детям платили гораздо меньше за ту же проделанную работу. На многих фабриках не соблюдалась безопасность, и рабочие часто калечились, погибали или заболевали, за подорванное здоровье увольняли.
Пролетарии делились на «заводских» — квалифицированными рабочих фабричных цехов, которые зарабатывали лучше «фабричных» — выходцев из деревень, имевших слабые представления о городской жизни. Самым перспективной профессией для пролетария была работа квалифицированным рабочим или инженером в фабрике, способным обращаться с механической и электрической техникой заводов и чинить её, такие люди получали крупную заработную плату, соразмерную с зарплатой мелких чиновников и военных. Дети из семей рабочих, стремившиеся получить высшее образование, не могли окончить гимназию или поступить в университеты, в которых предпочитали брать к себе учеников из городских сословий. Большее, на что мог рассчитывать представитель пролетариев — окончание реального училища. Это привело к тому, что многие разочарованные ученики из рабочих семей приняли идеи коммунизма, стали пропагандировать их на заводах и фабриках, а в дальнейшем пополняли ряды большевиков.

### Общественное дно
Далеко не все рабочие и мещане выдерживали городской распорядок и падали «на дно» по разным причинам, например влезая долги или теряя работу из-за состояния здоровья, они становились бездомными, попрошайками, ворами и разбойниками. Для петербуржцев того периода крайне важно было оставаться частью «круга» — семьи, корпорации, артели. Если он выпадал из круга, то ему было чрезвычайно сложно выжить в городе. Если мужчина выпадал из круга, то становился бродягой, вором или разбойником, если женщина, то — секс-работницей. Секс-работа была крайне распространённым явлением в Петербурге и законным. В городе работало множество публичных домов.

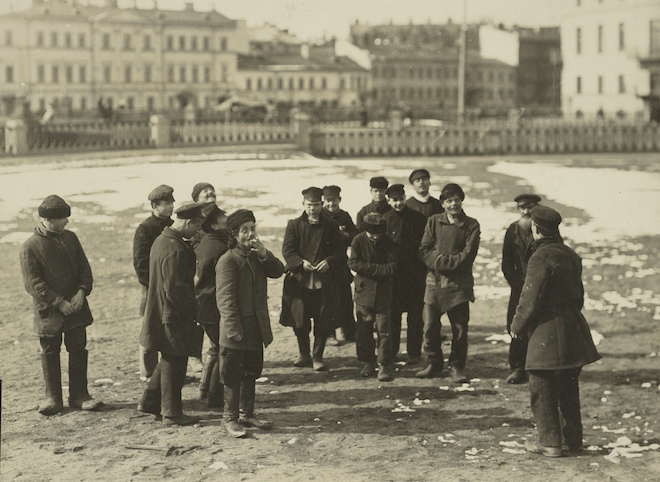
Петербургские хулиганы

В Петербурге на фоне большого количества бродяг строились ночлежные дома, чтобы дать бездомным кров на ночь. Бездомные в основном ютились на городских свалках — Горячем поле у Московской заставы или Куликовом поле на Выборгской стороне. В летнее время бездомные ночевали в городских парках. Город боролся с бездомными, отлавливая их и ссылая детей в приюты, пожилых — в богадельни, взрослых — на работу. Беспаспортных — высылали за черту горда и выдавали новую одежду. Такие бездомные продавали одежду и возвращались обратно в Петербург. Таких возвращенцев называли «спиридон-поворотами».
В Петербурге формировались профессиональные воровские группировки, которые организовывали крупные кражи дорогих магазинов, однако вооружённые налёты не совершались и вооружённый бандитизм станет поздним явлением, особенно в 1990-е годы.
Другой серьёзной проблемой оставались хулиганские шайки, формировавшиеся в основном детьми рабочих из периферийных районов с новостройками, которые занимались бесцельным хулиганством, вандализмом и делили между собой городские районы. Самыми популярными бандами были «Гайда» и «Роща», «Валадаевские», «Песковские» и «Владимирцы».

## Управление
В Петербурге располагались высшие государственные учреждения, однако все они подчинялись воле императора. Государственный совет восседал в Мариинском дворце, их членов назначал император.

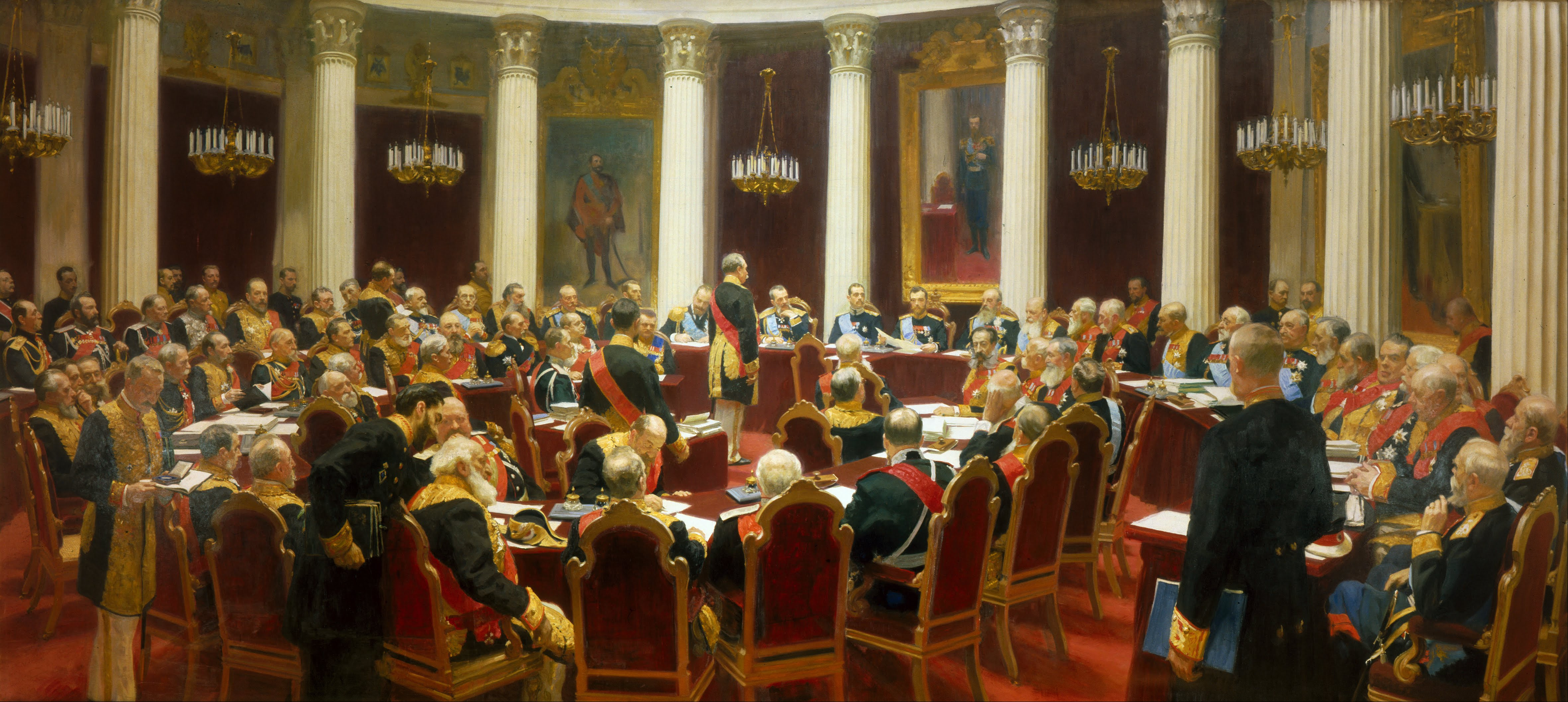
Торжественное заседание Государственного совета 7 мая 1901 года в день столетнего юбилея со дня его учреждения

Рубеж XIX и XX веков сопровождался реформами в городском управлении. При Александре II в рамках городской реформы в городскую думу отныне могли избираться почти все представители городского сообщества — мещане, ремесленники, офицеры, интеллигенция, чиновники, купцы. Члены думы решали вопросы с градостроительством, благоустройством, инфраструктурой, здравоохранением. По городовому положению от 1870, 1892 и 1903 годов, выбирать в городскую думу имели право мещане, купцы и ремесленники, а также если они являлись домовладельцами. Так как в конце XIX века подавляющее количество городского населения, в том числе и высшие сословия, были квартиросъёмщиками, сложилась ситуация, в которой большинство дворян не могли голосовать на выборах. Чтобы считаться домовладельцами, богатые семьи скупали дешёвые деревянные домики на самом краю города. Для решения этой проблемы в 1903 году избирательным правом наделили квартиросъёмщиков при условии если они платили более 33 рублей государственного квартирного налога. Фактически избирательным правом наделили только самых богатых, «барских» квартиросъёмщиков.
Вторым органом управления была полиция. Должность генерал-губернатора была заменена градоначальником, в чьём подчинении находился штат полицейских — полицмейстеры, участковые приставы, надзиратели и самые многочисленные городовые. Основная задача полицейских сводилась к правопорядку и защите покоя граждан. Полиция не только следила за порядком на улице, но и порядком внутри домов чердаков, подвалов, дворов домов и освещением. Члены Охранного отделения полиции занимались выслеживанием преступников и членов революционных движений. Полицейские для выслеживания террористов использовали агентов и шпионов.
Среди полиции было распространено взяточничество, позволяя откупаться богатым мошенникам и ворам. Полицию в народе презирали и в шутку называли «фараонами». Полицейские часто чинили насилие на улице, устраивали беспричинные задержания или могли применять физическое насилие. Крупные взятки полицейским давали купцы, домовладельцы и предприниматели, чтобы те не донимали их многочисленными штрафами. В городе также служила конно-полицейская стража, которая выезжала на места массовых скоплений людей для предупреждения беспорядков.
В начале XX века была учреждена государственная дума в Таврическом дворце, где от некоторых слоёв населения могли избирать депутатов. Городская дума проявляла с точки зрения монарха излишнюю инициативу в проведении государственных реформ и была два раза распущена, чтобы в итоге значительно сократить в ней присутствие левых, рабочих, крестьян и национальных меньшинств и наоборот отдать основные позиции правым силам, состоящим из дворян, помещиков и предпринимателей. Фактически дума стала проправительственной и перестала представлять широкие массы населения. Тем не менее государственная дума работала эффективнее современной российской и у них не было подкупленного присяжного суда.

## Проблемы

### Кризис перенаселения
«В Гороховой улице, в одном из больших домов, народонаселения которого стало бы на целый уездный город…»— Гончаров «Обломов»

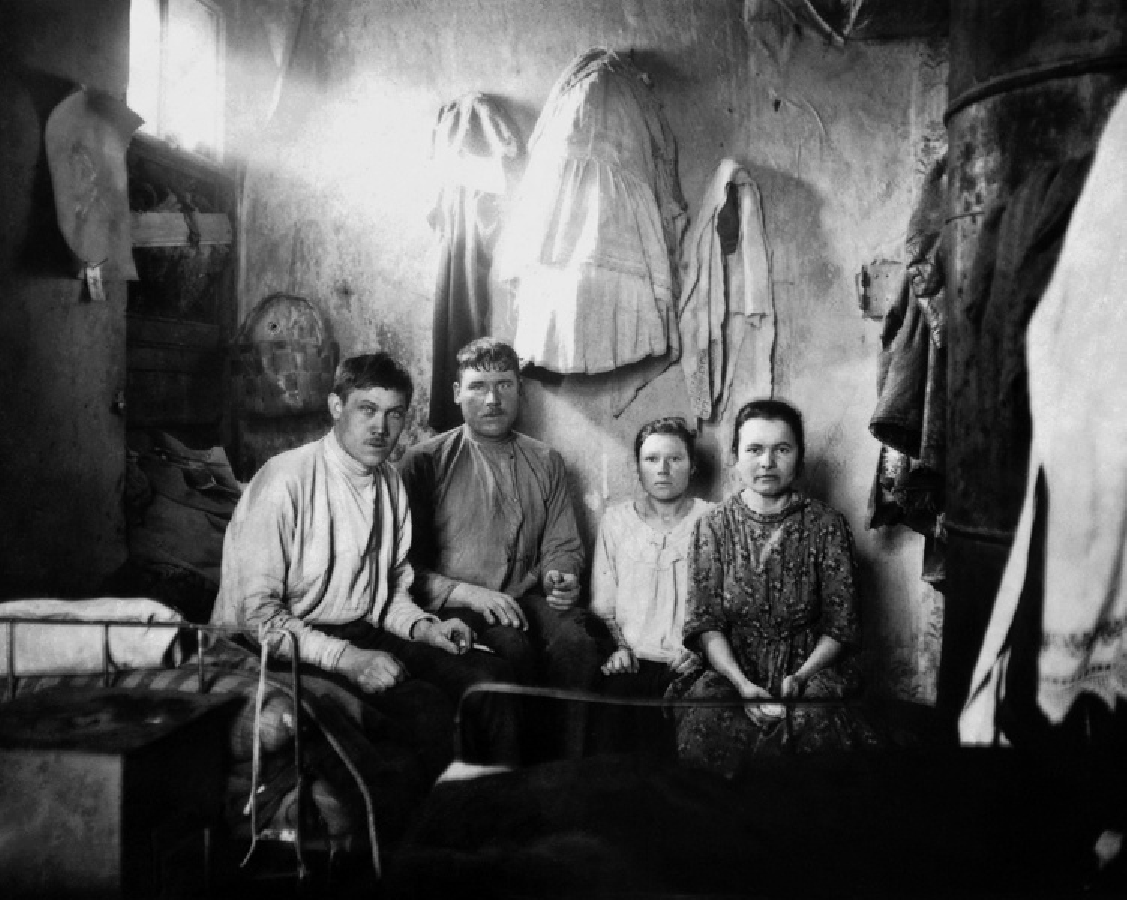
Две семьи рабочих кондитерской фабрики снимают угол в комнате

Резкий рост населения и предельно высокая плотность жильцов в помещениях многих доходных домов приводила к неблагоприятной санитарной обстановке, превращала их в главный источник распространения заразы и эпидемий. В Петербурге на рынке бедного жилья возникала длинная цепочка арендаторов — съёмщиков. Владелец доходного дома сдавал квартиру, в которой съёмщик сдавал комнаты. Съёмщики комнат сдавали углы, съёмщики углов — кровать, владелец кровати сдавал полкойки или треть койки, то есть в течение суток несколько человек получали поочерёдно доступ к одной койке. По плотности заселённости квартир Санкт-Петербург в начале XX века превосходил крупнейшие города Европы. Ситуация резко обострилась во время Первой мировой войны, во время которой в город прибыло множество беженцев из оккупированных немцами территорий.

Беженцы отправляются в Петербург во время голода в 1891—1892 годах, толпа перебирается на замёрзшей Неве, по дороге, обозначенной воткнутыми деревьями

Слишком быстрый рост городского населения и нехватка жилья привели к формированию крайне неблагоприятных жилищных условий среди низших слоёв населения и сильному подорожанию за снятие квартиры. По данным медицинской полиции в 1897 году плотность населения во многих квартирах рабочего класса соответствовала двум человекам на квадратный метр, который представлял собой предел, за которым уже наступало удушье. В таких квартирах помещения были заставлены кроватями, нарами и люди также спали на полу в коридорах, проходах и на кухне. В некоторых доходных домах пристраивались «галдарейки» — наружные галереи, чтобы использовать внутренние коридоры для жилого пространства. По данным переписи населения в 1896 году в среднем жилых квартирах жило более 7 человек и в квартирах смешанного использования, где не только жили, но и занимались торговлей или ремеслом — в среднем жило более 8 человек. Жильё в городской периферии представляло собой в основном бараки, где комнаты отделялись занавесками.

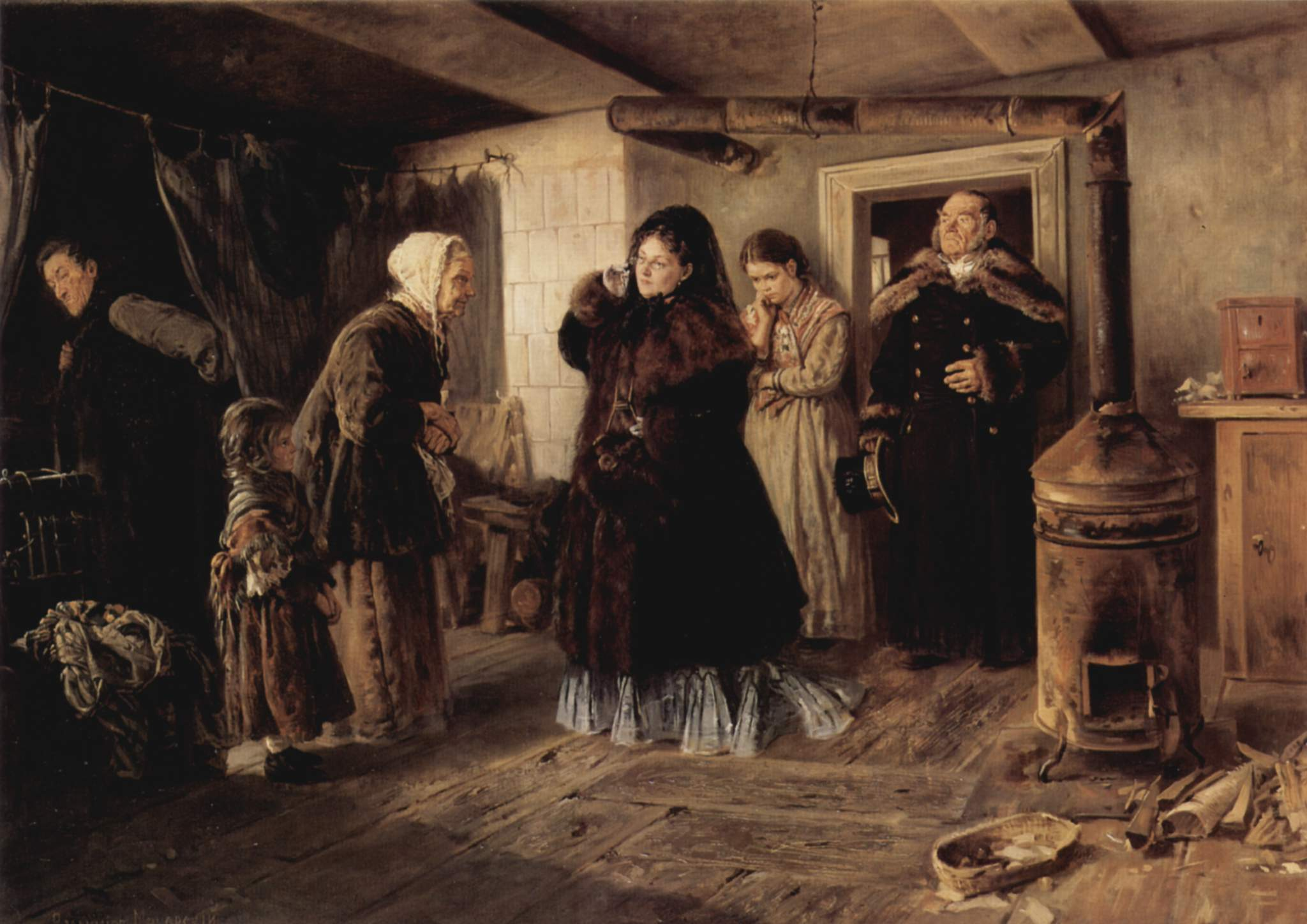
Филантропы посещают жилище бедных, 1874 год

В начале XX века слишком высокая стоимость жилья стала особой проблемой для большей части городского населения. От неё начали и массово страдать интеллигенция и население среднего достатка, многие семьи, привыкшие к 3 — 5 комнатным квартирам были вынуждены переезжать в малые и тесные квартиры и использовать одни и те же комнаты для разных целей, например днём как кабинет, утром как столовую, а ночью — как спальню. Жилищный кризис привёл к тому, что интеллигенция начала массово сдавать отдельные комнаты в квартирах другим жильцам.
При том, что средняя зарплата в была ниже, чем в городах Западной Европы, цены съёмного жилья были наоборот выше. Высокие цены неизбежно приводили к скученности в квартирах. В этот период среди общественности закреплялся образ злого и непомерно алчного, постоянно повышавшего цены арендодателя.
Если в крупных доходных домах плотность жильцов в квартирах не превышала 5 человек, то самая высокая плотность жильцов наблюдалась в малых доходных домах с одной или несколькими квартирами, там средняя плотность жильцов на квартиру достигала 11 человек, в основном это были рабочие фабрик. Рядом с многочисленными фабриками и заводами складывались поселения рабочих. Здесь могли строиться доходные дома, также располагаться деревянные избы, однако значительная часть рабочих с их семьями жили в рабочих казармах — домах, состоявших из длинных комнат с нарами. Наибольшее количество таких домов располагалось на третьем участке Спасской и Нарвской части, на вторых и третьих участках Рождественской и Александро-Невской части, и на втором участке Выборгской части, все они в тот период находились на окраине города.

### Санитарная обстановка
«На чугунном мосту обернулся бы он; и он ничего не увидел бы: над сырыми перилами, над кишащей бациллами зеленоватой водой пролетели бы лишь в сквозняки приневского ветра — котелок, трость, уши, нос и усы»— Андрей Белый
Стремительный рост населения в городе привёл к ухудшению санитарно-гигиенической обстановки на улице. В начале XX века в городе перемещалось 60 000 лошадей. Из-за сильных запахов и громких звуков жизнь на нижних этажах, особенно первом была тяжёлой. Современники жаловались на запах навоза даже на лучших улицах города.

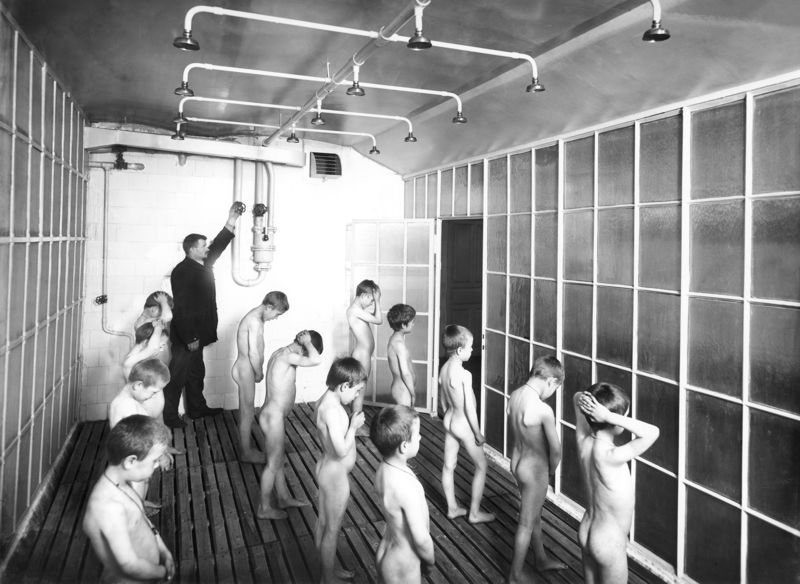
Мальчики в душевой дома дешевых квартир, построенного Товариществом борьбы с жилищной нуждой.

На фоне роста населения, в городе до начала XX века не существовало системы канализации. В городе в условиях чрезвычайно высокой плотности населения катастрофически не хватало общественных туалетов, для отхода по нужде во дворах, рынках и парках массово устанавливали простые деревянные ретирадники без крыш. Ими пользовались кроме жильцов в основном бродячие торговцы и прохожие.
Во дворах домов также массово устанавливались выгребные ямы для помоев, чьё количество в 1900 году достигало 32 тысяч. Ямы опорожнялись несколько раз в год. Город оказывался окутан миазмами, поднимавшимися из многочисленных выгребных ям. Зловоние усиливалось запахом из рек, куда начали сливать отходы вместе с массовым распространением ватерклозетов. Многие недобросовестные домовладельцы начали использовать для спуска нечистот дождевую канализацию, существовавшую с XVIII века. Осадочные колодцы на перекрёстках улиц превращались в выгребные ямы. Санитарную обстановку во дворах ухудшали испражнения животных, чьи стойла часто располагались во дворах домов. В городе накапливались свалки, которые стремились выносились за пределы города. Городские отходы свозились к реке Карповки, Галерной гавани, крупнейший полигон располагался в Горячем поле у Забалканского проспекта, над которым витал густой зловонный туман. Летом свалки сжигались.
На фоне возникшей антисанитарной обстановки в городе постоянно вспыхивали эпидемии инфекционных заболеваний, чей ареал всегда совпадал с размещением той или иной коммуникации дождевой канализации. Пик антисанитарной катастрофы и эпидемий пришёлся на 1910-е годы. Среди крупнейших городов Европы XIX века Петербург занимал одно из первых мест по уровню смертности и заболеваемости. Одним из самых распространённых заболеваний были холера и брюшной тиф. Антисанитария стала одной из главных повесток дня. Ситуацию ухудшала необразованность крестьян, имевших привычку употреблять некипячёную воду из каналов. Централизованную канализацию так и не построили до начала революции, хотя план её строительства постоянно обсуждался с середины XIX века и был утверждён только в 1916 году.

### Гражданские права
В Период конца XIX века, в условиях начала переходного процесса от аграрного к индустриальному обществу в Российской империи, Петербург утопал в общественных противоречиях и потрясениях. Начатые Александром II реформы несли незавершённый характер. В Петербурге возник новый класс — буржуазия, разбогатевшие купцы, начальники заводов, предприятий, в чьих руках оказались сосредоточены богатства при отсутствии доступа к политической жизни. Буржуазия имела самое разнообразное происхождение, например Григорий Григорьевич Елисеев являлся потомком крепостного крестьянина . Многие рабочие фабрик работали в тяжёлых условиях. В производствах, где образовывалось много пыли могла отсутствовать вентиляция, на многих фабриках рабочие страдали от перегрева или наоборот переохлаждения. Однако не во всех фабриках были невыносимые условия, это зависело от отношения начальника фабрики.
В Петербурге пребывало множество одиноких женщин и мужчин, живших в отличных от деревенских условиях, это приводило к смягчению нравов, которые толкали людей на поступки, не допустимые в деревне. Некоторые женщины практиковали добрачные связи и рожали «незаконнорождённых», часто их подкидывали в дома приютов или бездетным семьям, так как мать внебрачного ребёнка становилась изгоем и её могли из-за этого не принять на работу. Смертность в детских домах из-за болезней и отсутствия молока была чрезвычайно высокой. Внебрачных новорождённых часто убивали собственные матери даже при угрозе ссылки на каторгу за это.
Предприниматели не могли принимать участие в руководстве государством и принятии законов, так как власть оставалась сосредоточена в руках дворянства. При стремлении догнать индустриальные общества Европы в России сохранялись многие противоречащие индустриальному обществу архаичные формы, прежде всего самодержавие и деление на сословия. В городе среди самых разных слоёв, как мещан, студентов и предпринимателей, так и дворян продолжала расти доля противников монархии, выступавших за её ограничение или искоренение. Среди таких активистов например были Николай Чернышевский или Георгий Плеханов. В этих условиях в Петербурге начало зарождаться революционное движение.
В этот период в некоторых странах мира, как например в Америке была принята демократия, а в европейских странах ограничивалась монархия и вводились гражданские права. Население Петербурга реагировало на эти события, и представление о монархии, как о чём-то устаревшем и мешающем прогрессу, продолжало назревать в сообществе. Недовольство сложившейся ситуацией с классовым неравенством радикализировало многих людей, которые развернули в Петербурге террористическое подполье и начали вести охоту на представителей высших слоёв общества. Сам Александр II подвергся нападению террористов 7 раз, в последний из которых был убит. Его сын Александр III вел активную борьбу с террористами, поощряя доносительство и устраивая массовые облавы на участников революционной деятельности, ссылая их на каторги или приговаривая к смертной казни. Наказанию подвергался любой, кто выступал против монархии. Тюрьмы города переполнялись политическими заключёнными. Тем не менее, политические активисты составляли небольшую долю городского населения.
На общественные настроения в начале XX века влияли не только нараставшее недовольство монархией, но и войны. Требование введения конституции стало едва ли не главной повесткой в образованном обществе, однако Николай II решительно сопротивлялся проведению реформ.

### Здравоохранение
На рубеже XIX и XX веков шло активное развитие доказательной медицины, было открыто более десятка больниц и создавались медицинские институты. Например в 1861 году была открыта Александровская городская больница. В новых больницах и работающих по сей день занимались лечением инфекционных заболеваний. Вместе с развитием мировой науки, в том числе и новейших методов лечения, включавших обезболивающие, асептики, антисептики, рентгено-диагностику шёл толчок в развитии и совершенствовании медицины в Петербурге.

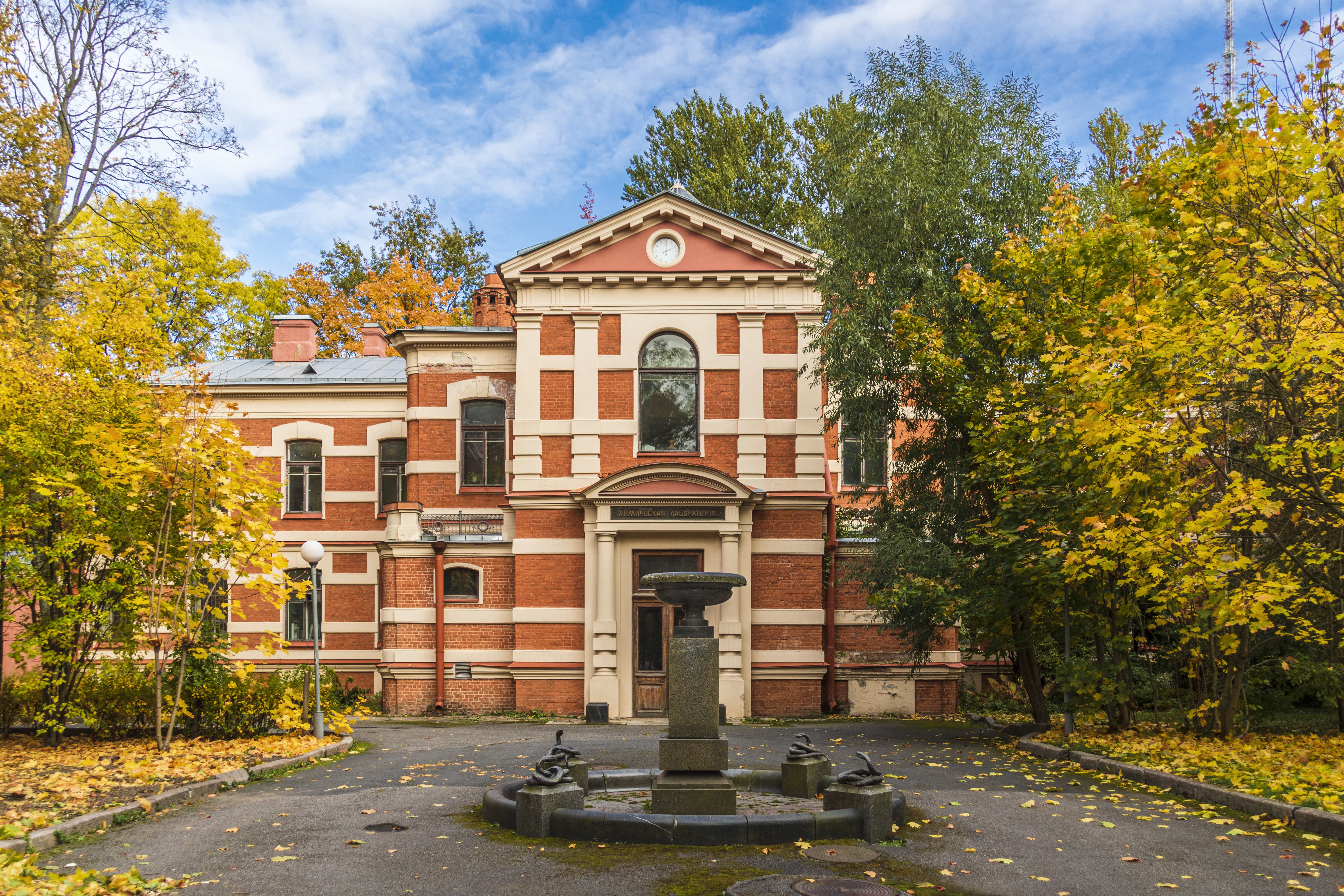
Здание химической лаборатории института экспериментальной медицины

Активно развивалось военное медицинское здравоохранение. Петербург сталкивался с необходимостью лечить обширный штат поступавших в город солдат во время Русско-Японской и затем Первой Мировая войны. К концу XIX века была значительно налажена медицинская помощь городскому населению. В 1876 году была организована единая больничная справочная служба. Были созданы Клинический, Женский медицинский и Повивальный институты, призванные давать высшее образование и расширять штат врачей и хирургов.
В открытом Институте экспериментальной медицины решались вопросы борьбы с эпидемиями и инфекционными заболеваниями. Повышению уровню врачебных знаний способствовали разнообразные медицинские сообщества, а также развитие научной печати. В городе возникали русские медицинские сообщества, пришедшие на смену немецким врачам. В городе открывалось множество благотворительных организаций, которые в том числе оказывали медицинскую помощь нищим и детям из бедных семей.
Если раннее горожане обращались к помощи лекарей, зачастую лечивших народными и недоказанными средствами, то медицина становилось доступной большей части населения. Тем не менее, общая ситуация со здравоохранением в городе оставалась неудовлетворительной, прежде всего из-за частых болезней, вызванных тяжёлыми и антисанитарными жилищными условиями и отсутствием доступа к чистой воде значительной части населения. Эпидемии, чаще всего холеры в основном в летнее время года.
Серьёзной проблемой для города оставалось массовое пьянство, особенно распространённое среди рабочего населения. Немаловажную роль в этом сыграли казённые винные лавки, государство имело большие доходы с продажи алкоголя. На пьянство жителей толкали тяжёлые условия работы и жизни, а также городская свобода, доступная вне деревенской общины.

### Пожары и природные катаклизмы

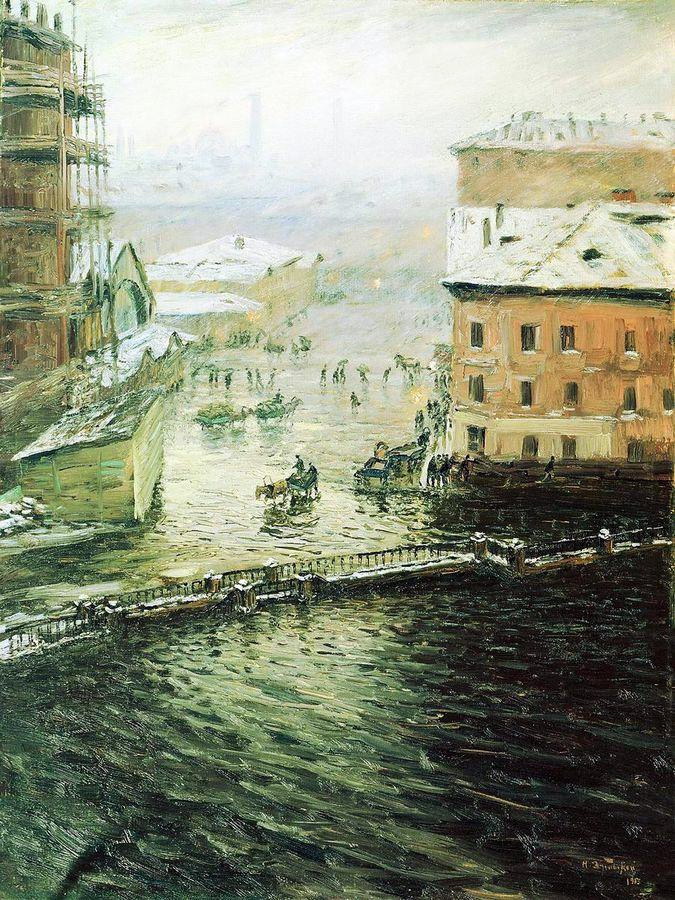
Наводнение на Екатерининском канале, 1903 год

Важныи источником многих проблем в Петербурге оставалась её тяжёлая северная погода. Для этой зоны были типичны жаркое лето и крайне холодные зимы. Снег мог выпадать в мае, доставляя множество неудобств дачникам.
Так как большая часть горожан отапливала помещения дровами, пожары в городе возникали постоянно, и в Петербурге служили пожарные бригады. В городе имелось 12 полицейско-пожарных частей. Традиционно в каждой части располагались каланчи, на которых вывешивались шары с номером части, в которой начинался пожар, к началу XX века их начали убирать из города, так как шестиэтажные доходные дома пререкрывали обзор. Команда выезжала уже через несколько минут после объявления тревоги. В случае масштабного пожара, на его тушение съезжались все пожарные части. Масштабные пожары могли происходить на фабриках, где было много горючих материалов. В случае исключительно масштабных пожаров, к тушению привлекались войска.
Петербург страдал от периодических наводнений, на период с 1860 по 1917 года пришлось 10 крупных наводнений. В конце 1913 года в Петербурге обмелела вода. В Неве почти не осталось воды, это привело к торговому коллапсу, последствия которого восстанавливали долгое время.

### Преступность
На фоне последствий от отмены крепостного права и индустриализации Петербурга, в город устремилось множество бывших крестьян работать на фабрики и заводы. Тогда город столкнулся с масштабным приростом преступности. Этот рост превышал темп роста населения. Между 1857-ми и 1877-ми годами по статье убийства стало привлекаться почти вдвое больше человек, за кражи — в 8 раз, за поджоги — в 10. В этот период большинство населения Петербурга состояли из пребывающих в нищете бывших крестьян, многие из них, попав в город вкушали свободу и блага цивилизации, но вместе с этим оказывались оторванными от своей общины и зачастую вынужденными выживать впроголодь. В итоге это толкало многих бывших крестьян на крайние и отчаянные поступки. В 1892 году была построена одна из крупнейших тюрем в России — Кресты.
Петербург на рубеже XIX и XX веков оказался наводнён бродягами, некоторые из которых промышляли милостыней. Бродяги-попрошайки формировали свои кланы, иерархию и делили места для милостыни, высшие в своей иерархии попрошайки могли выпрашивать деньги у церквей по воскресеньям. Представители дна получали разные прозвища, например бывшие каторжники назывались «жиганами», мошенники — «мазуриками». Массовое пьянство также было серьёзной проблемой в городе и способствовало росту преступности.
Работники цехов и «выпавшие из круга» также могли становиться хулиганами и сбиваться в преступные группировки, занимаясь зачастую безмотивными преступлениями. В городе процветало воровское сообщество со своей иерархией, карманники-марвихеры воровали бумажники богатых граждан. Также выделялись профессиональные карточные шулеры, чаще всего выходцы из высших сословий. Другая каста «конокрадов», занималась хищением и перепродажей лошадей, «городошниками» называли гастролировавших по городам магазинных воров, а «клюквенники» — воровали в церквях. Свою неформальную корпорацию сформировали «шнифера» — профессиональные воры, промышлявшие массовыми ограблениями, например ювелирных магазинов. Почти все украденные вещи для перепродажи попадали на рынок в Холмушах на Лиговке. Многие жители умирали при совершении террористических актов революционными деятелями.